# یافا

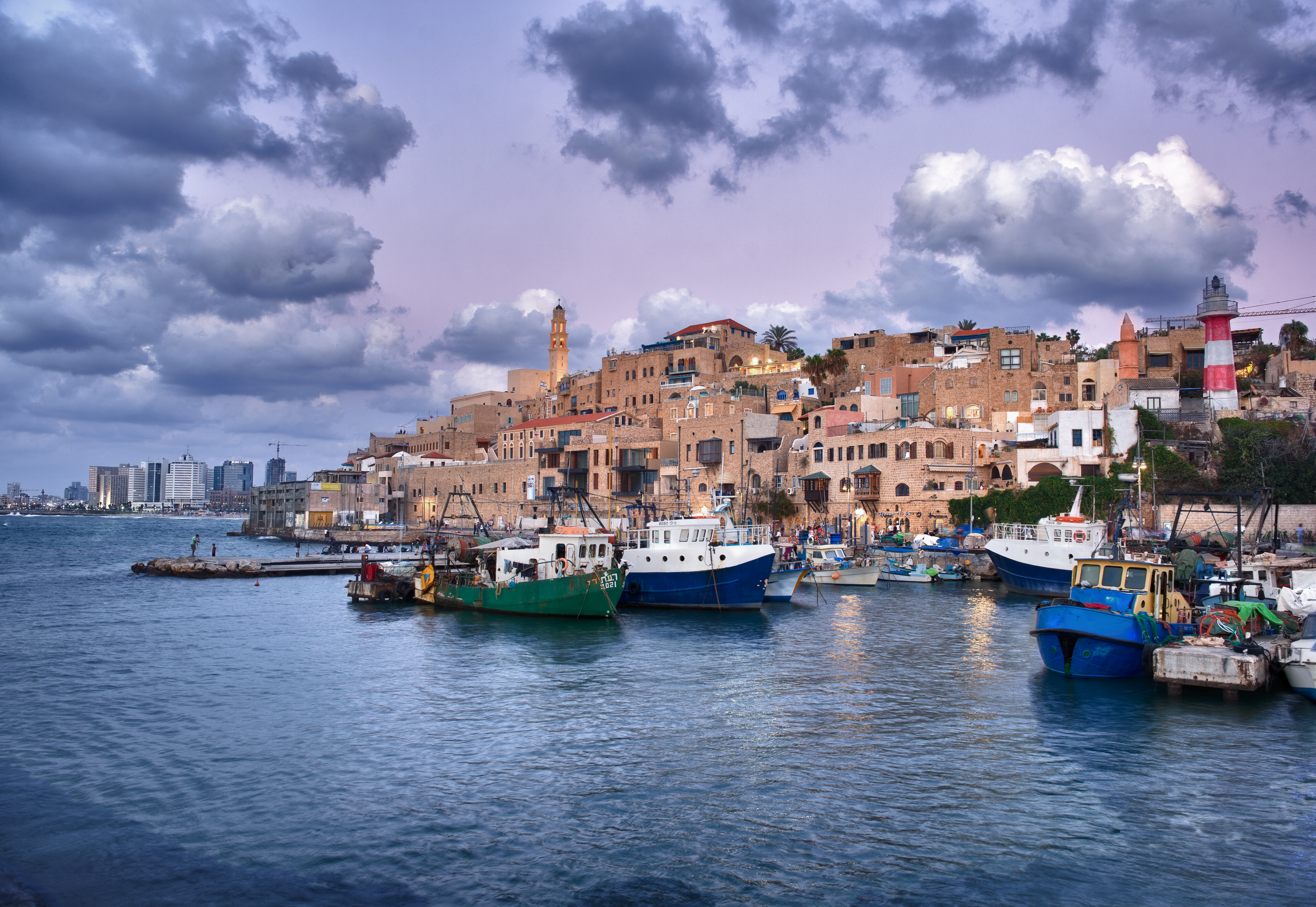
نگاره‌ای از بندر یافا

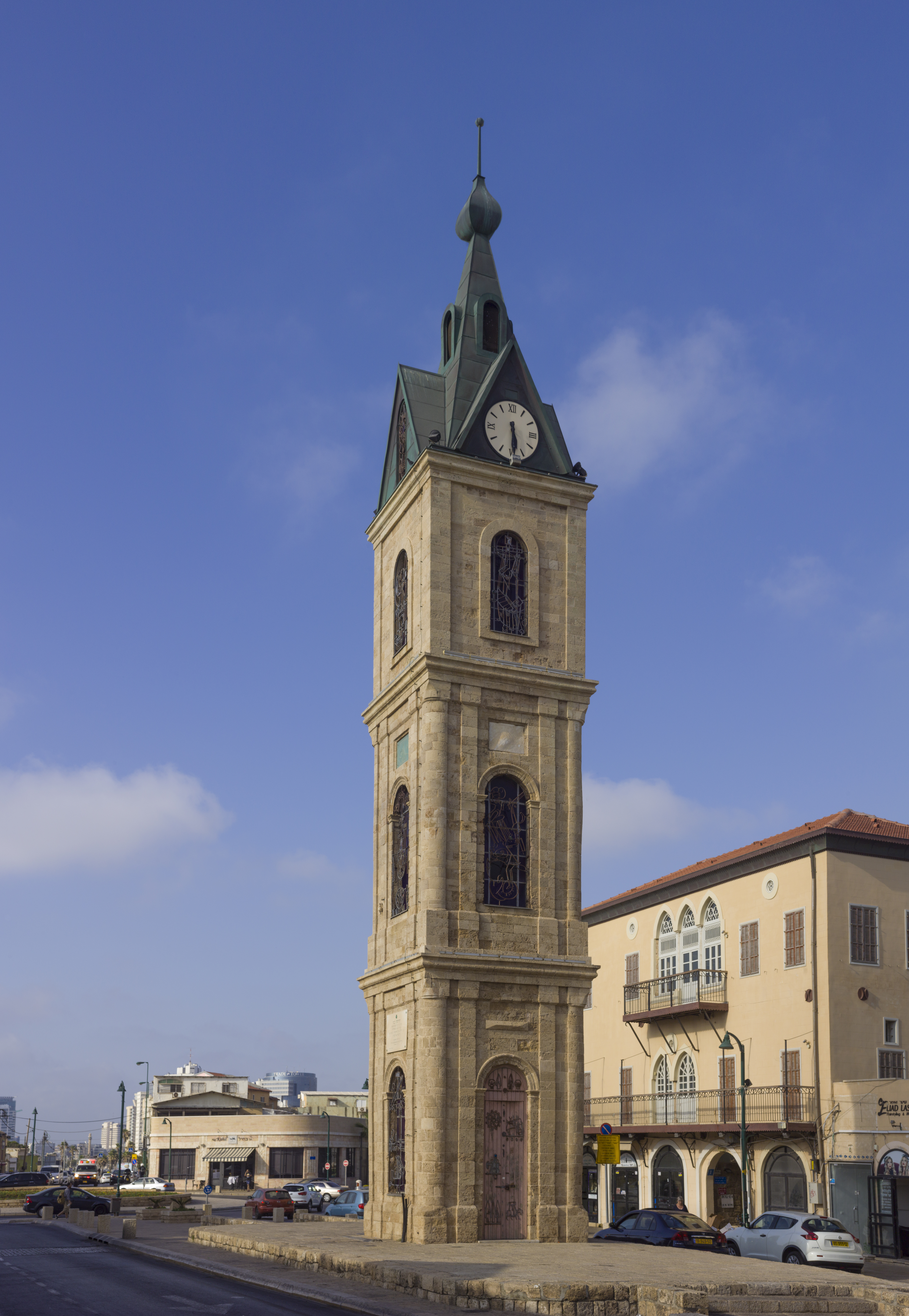
برج ساعت مشهور یافا

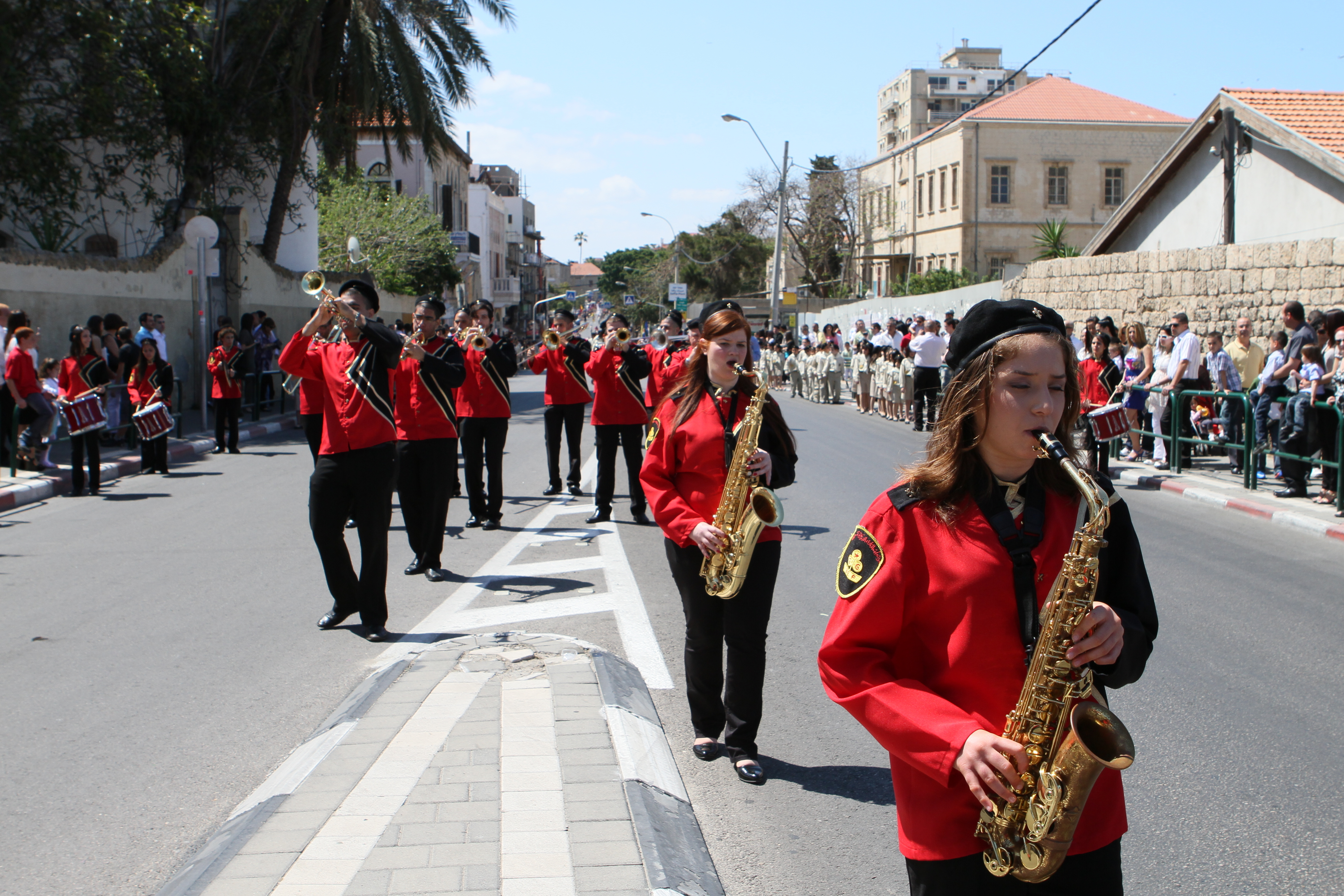
رژه روز عید پاک مسیحیان عرب یافا

یافا (به عبری: יפו: یافو؛ به عربی:‌ يافا) شهری تاریخی در اسرائیل است که امروزه با شهر تل‌آویو ادغام شده‌است و شامل عرب اسرائیلی و یهودی اسرائیلی می‌شود. تاریخ تاسیس یافا به ۱۴۰۰ سال پیش از میلاد به دست کنعانی‌ها بر می‌گردد. 
پیش از سال ۱۹۴۸، این شهر از بزرگ‌ترین شهرهای عرب فلسطینی به حساب می‌آمد. در سال ۱۹۴۸، بعد از تاسیس اسرائیل و اشغال شهر، اکثریت جمعیت ۸۰،۰۰۰ نفری شهر اخراج و آواره شد. این شهر از سال ۱۹۵۰ به امروز، در حوزه استحفاظی شهرداری تل‌آویو-یافا واقع شده‌است. جمعیت شهر یافا، حدود ۵۵،۰۰۰ نفر می‌باشد که حدود یک سوم آن عرب فلسطینی و بقیه جمعیت، یهودی اسرائیلی می‌باشد.
از پناهندگان فلسطینی پراکنده در جای‌جای دنیا، امروزه ۱۵٪ آنها، حدود ۷۰۰،۰۰۰ نفر، فرزندان و نوادگان ساکنان اخراج شده این شهر هستند.

## جغرافیا
شهر بندری یافا در کرانهٔ خاوری مدیترانه و در ۶ کیلومتری جنوب تل‌آویو قرار دارد. در جنوب یافا، شهر بت یام، در شرق یافا، شهر خولون و در غرب، دریای مدیترانه قرار دارد.
در امتداد ساحل مدیترانه، شهر اشدود در ۳۵ کیلومتری جنوب یافا، و شهر غزه در حدود ۷۵ کیلومتری جنوب شهر می باشد. در امتداد ساحل مدیترانه، شهر حیفا در حدود ۱۰۰ کیلومتری شمال شهر، و مرز لبنان در فاصله ۱۴۰ کیلومتری شمال می باشد.
شهر مورد مناقشه بیت المقدس، پایتخت مورد ادعای دولت اسرائیل و فلسطین، در حدود ۶۵ کیلومتری شرق یافا قرار دارد.

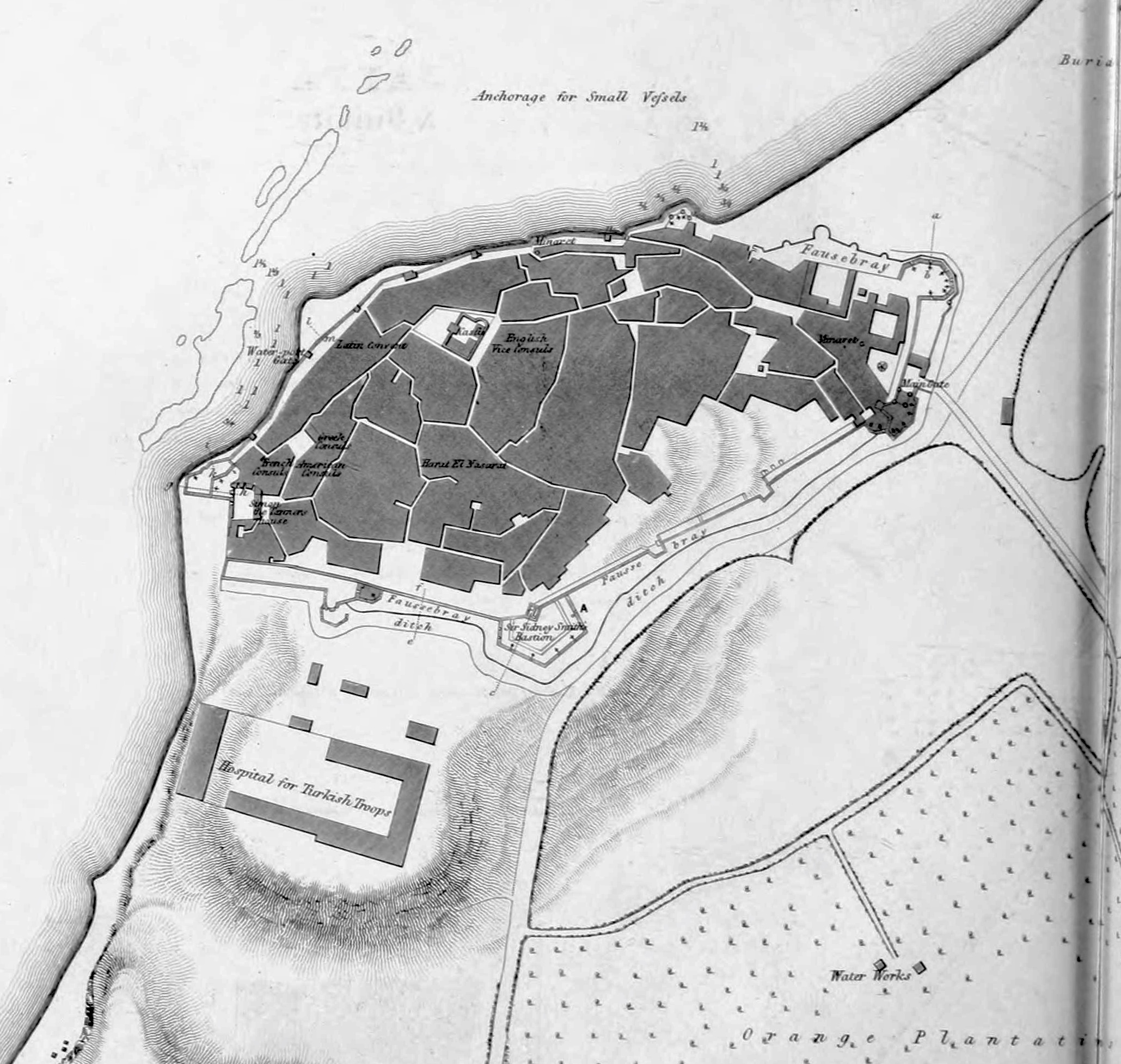
نقشه شهر یافا در سال ۱۸۴۰
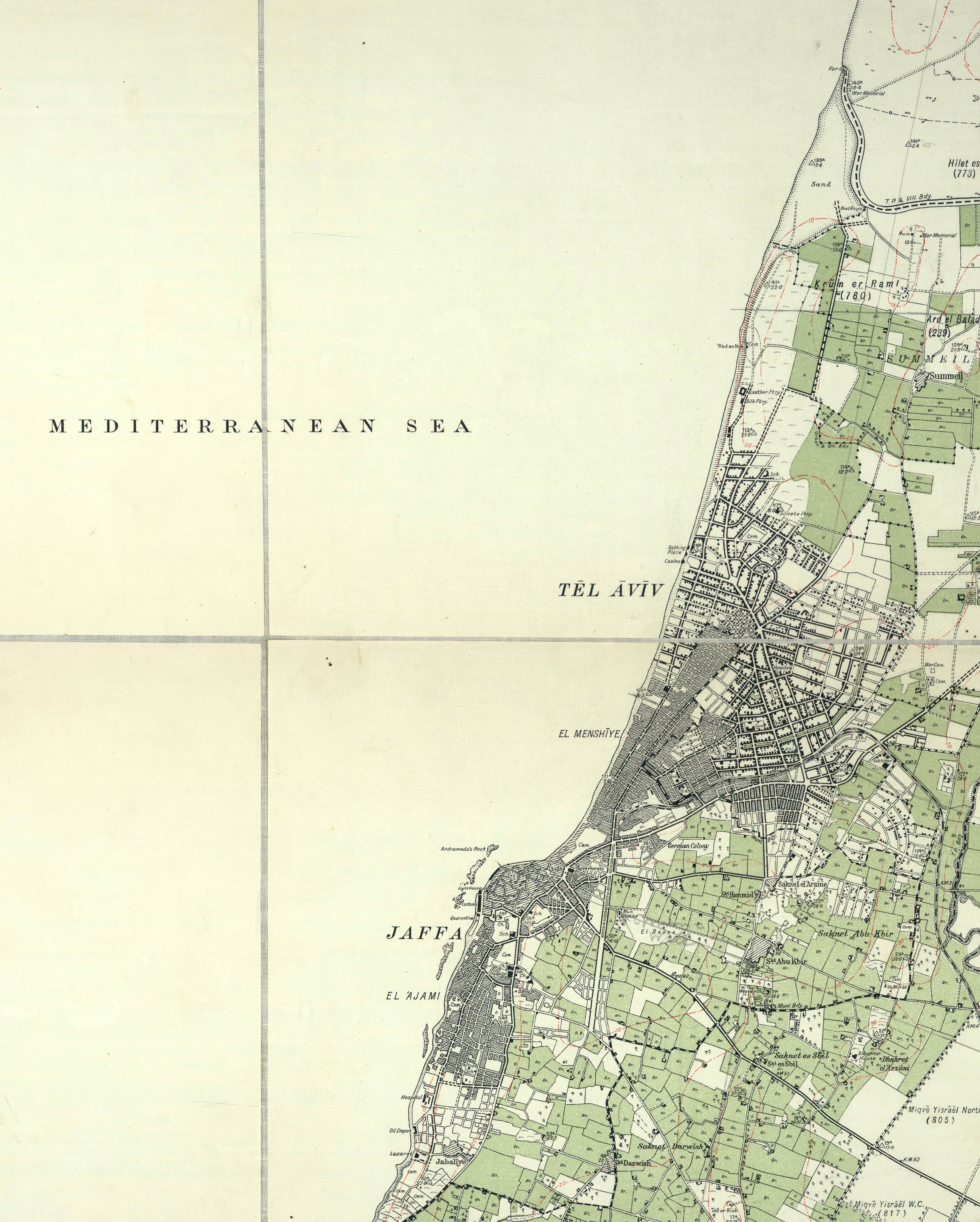
نقشه شهرهای همسایه یافا و تل آویو، سال ۱۹۲۹. اراضی سبز رنگ اطراف یافا، نشان‌دهنده باغات مرکبات شهر می باشد
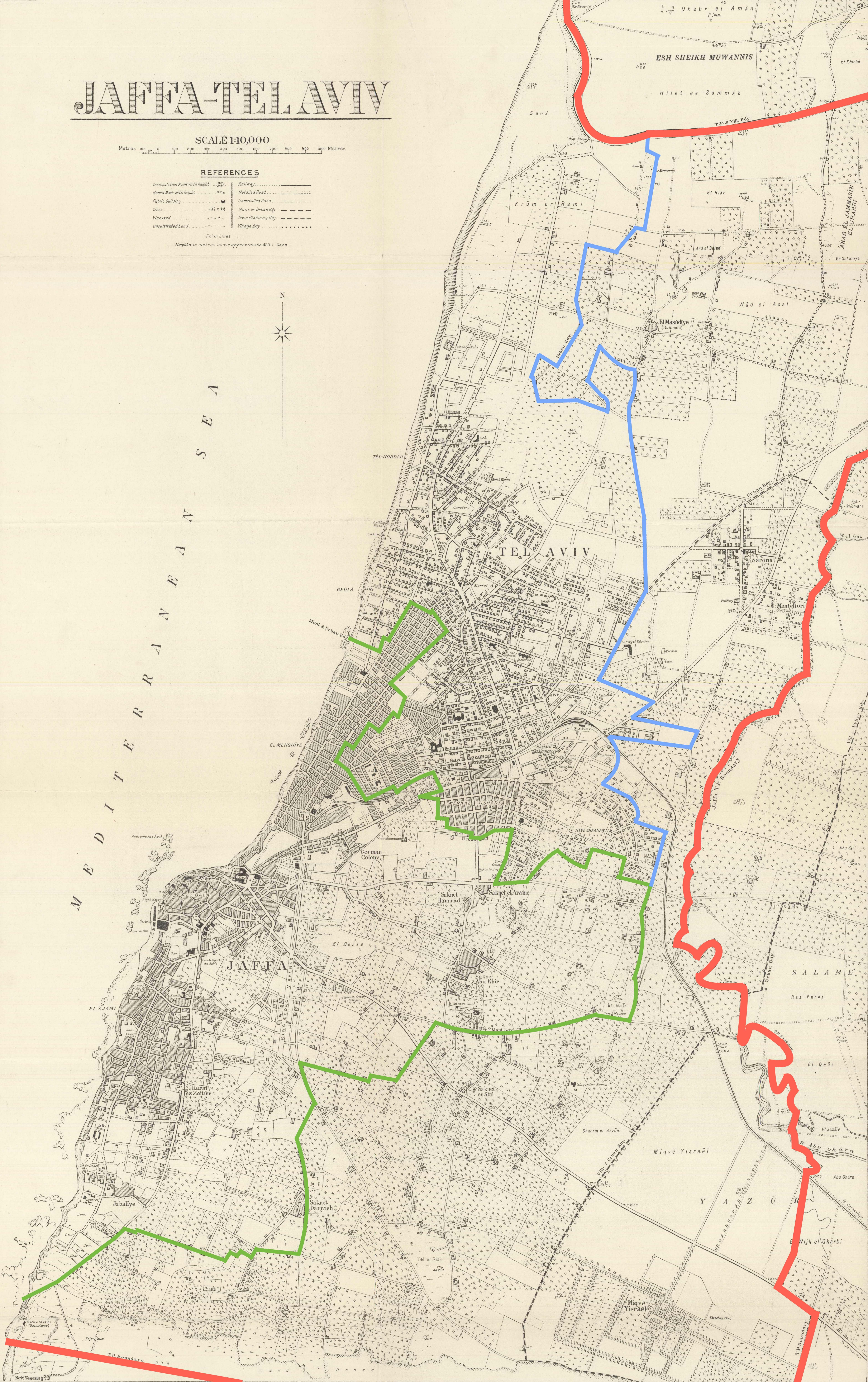
نقشه یافا، تل آویو، و مرز حوزه استحفاظی شهرداری‌های آنها، سال ۱۹۳۳
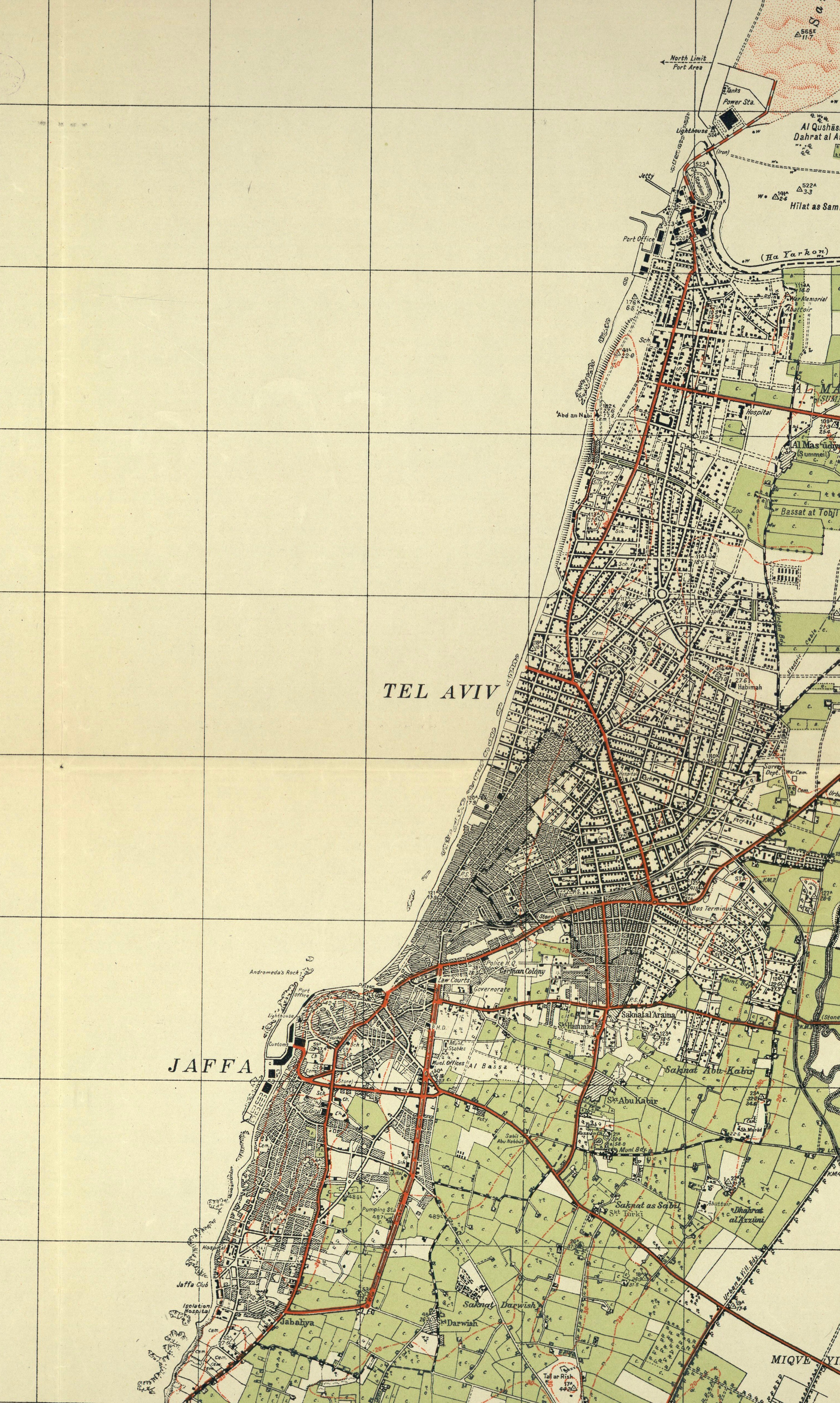
نقشه شهرهای همسایه یافا و تل آویو، سال ۱۹۴۳.
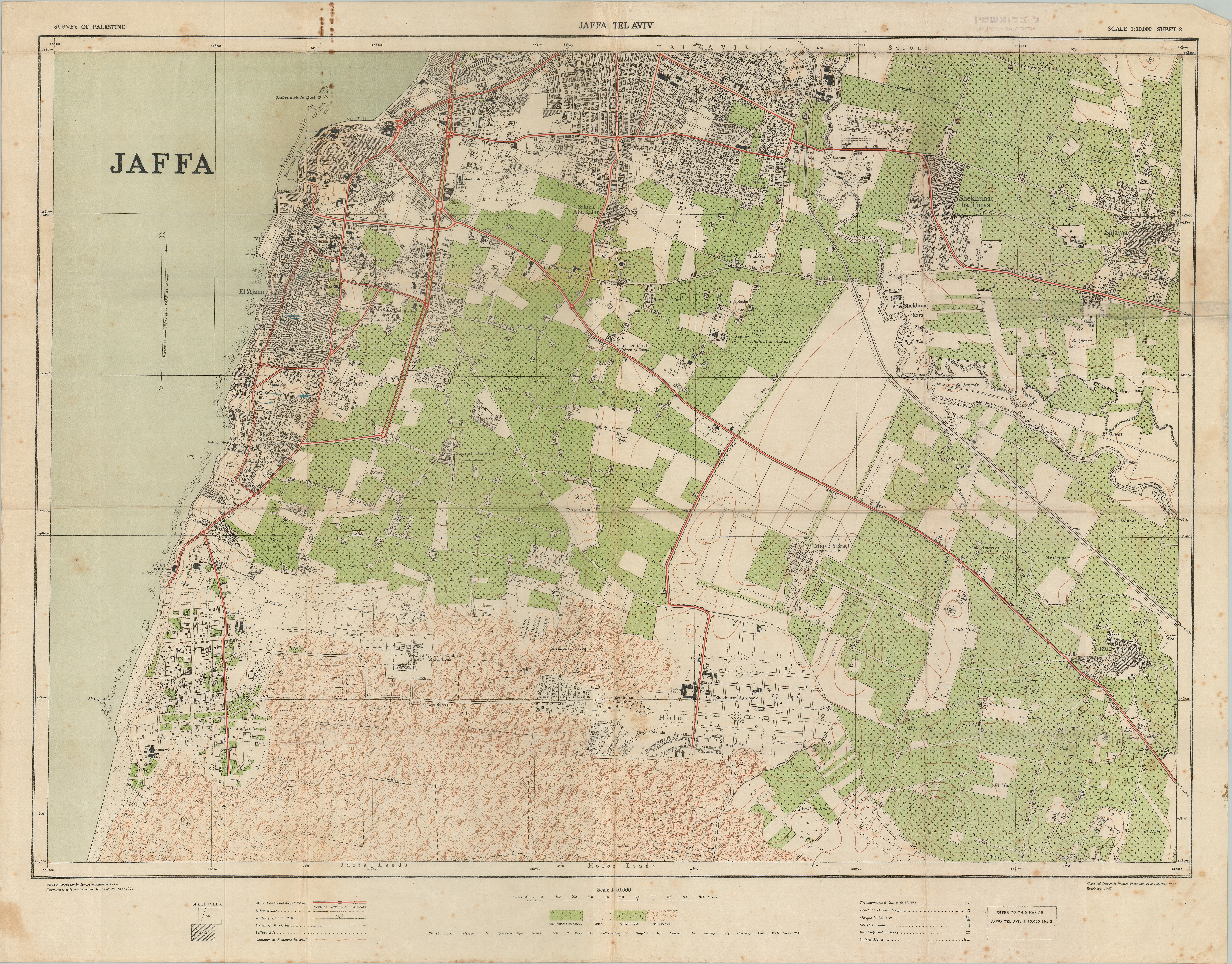
نقشه شهر یافا، روستاها و باغات اطراف و همسایه‌های جنوبی و جنوب‌شرقی آن، شهر یهودی نشین بت یام و خولون، سال ۱۹۴۴
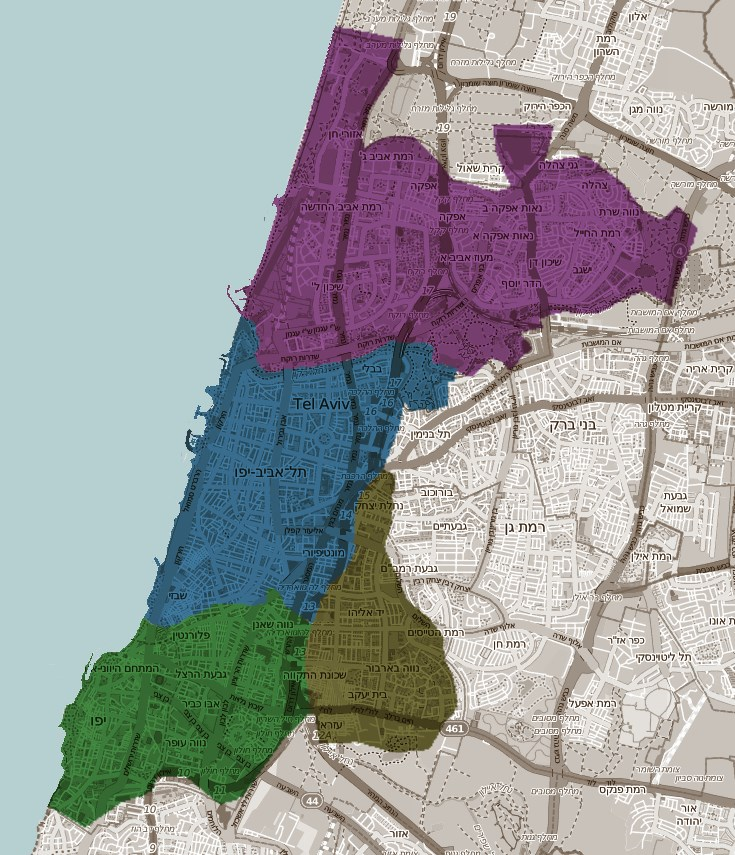
نقشه امروزی محدوده شهرداری «تل آویو-یافا»، مناطق سبز رنگ، محدوده شهر یافا را نشان می‌دهد.

## تاریخ معاصر

### «عروس فلسطین» و جنگ ۱۹۴۸
این شهر پیش از تاسیس اسرائیل، به عنوان پایتخت فرهنگی فلسطین شناخته می شد، و ملقب به «عروس فلسطین»، یا «عروس دریا» بود. یافا پیش از سال ۱۹۴۸، محل مهمترین روزنامه‌های عربی فلسطین، مجله‌ها و چاپ‌خانه‌های متعدد، و از مهمترین تئاترها و سینماهای فلسطین بود. پیش از جنگ ۱۹۴۸، یافا از بزرگترین شهرهای فلسطین به شمار می آمد. جمعیت شهر در این دوران حدود ۸۰٬۰۰۰ نفر، و جمعیت روستاهای اطراف آن، حدود ۴۰٬۰۰۰ نفر بود. در طول نکبت فلسطین، ۹۵٪ جمعیت شهر توسط قوای اسرائیلی اخراج شده، و امروزه، ۱۵٪ کل جمعیت پناهندگان فلسطینی را زادگان مردم یافا تشکیل می‌دهند. بعد از جنگ، از کل جمعیت شهر، ۴٬۰۰۰ نفر باقی ماندند.
از لحاظ اقتصادی، در آن دوران، یافا نقش بسیار مهمی را برای منطقه فلسطین ایفا می کرد. اولا که یافا محل مهمترین بندر تجاری منطقه بود، و کل منطقه را به مراکز مهم اقتصادی اروپایی در ساحل مدیترانه متصل می کرد. دوما که باغات مرکبات 
گسترده‌ای که یافا را احاطه کرده بود، این شهر را به یکی از مهمترین و مشهورترین مراکز مرکبات منطقه و جهان تبدیل کرده بود، به طوری که امروزه در ایران، نوعی پرتقال به اسم یافا (و یا پرتقال فلسطینی) کشت و فروخته می شود.
به دلیل این رشد و مرکزیت اقتصادی، جمعیت طبقه کارگری یافا نیز افزایش زیادی داشت، جمعیتی که اکثرا از سایر نقاط فلسطین برای کار به یافا مهاجرت کرده بودند. حدود ۷۰٪ جمعیت عرب یافا را طبقه کارگری تشکیل می داد. مشابه شهرهای دیگر در حال رشد خاورمیانه، مثل تهران، این جمعیت کارگری در حاشیه‌های شهر و در تبعیض نسبت به جمعیت مرفه‌تر، مثلا در محله منشیه (شمال شهر قدیم در امتداد ساحل مدیترانه) زندگی می‌کردند. جمعیت مرفه‌تر و تحصیل کرده یافا در محله عجمی (جنوب شهر قدیم در امتداد ساحل مدیترانه). در آستانه پایان قومیت بریتانیا بر فلسطین و شروع جنگ، این اختلافات طبقاتی در غنی‌ترین شهر عربی فلسطین، برای اتحاد و آمادگی شهر وضعیت مبارکی نبود.
در پاییز سال ۱۹۴۷، دولت بریتانیا اعلام کرد که قصد ترک فلسطین را دارد، و پرونده فلسطین را به سازمان تازه تأسیس ملل ارجاع می‌دهد. مجمع عمومی سازمان ملل در ماه نوامبر ۱۹۴۷، طرح تقسیم فلسطین به دو دولت عربی و یهودی را داد. این طرح با مخالفت اعراب فلسطینی که اکثریت ۶۷٪ جمعیت فلسطین را تشکیل می‌دادند و به دنبال استقلال و حاکمیت واحد برای تمامی اهالی فلسطین را داشتند مواجه شد. شهر یافا، با جمعیت ۸۰ هزار نفر قرار بود به عنوان بخشی برون‌بوم از دولت عربی فلسطین،‌احاطه شده توسط اراضی دولت پیشنهادی یهودی فلسطین، و دور از نزدیک‌ترین شهرهای و آبادی دیگر تحت حاکمیت دولت پیشنهادی عربی باشد. پیشنهاد سازمان ملل این بود که تمامی روستاها و باغات عربی-فلسطینی اطراف یافا، با جمعیت ۴۰ هزار نفر به دولت پیشنهادی یهودی فلسطین داده شوند.
با شروع «جنگ میان‌قومی»، از لحاظ جغرافیایی، یافا در همسایگی بزرگترین شهرها و شهرک‌های یهودی بود. به‌طور مثال،‌ محله منشیه (با جمعیت ۱۲ هزار نفر) در شمال شهر، در همسایگی شهر تل آویو و منطقه عجمی در همسایگی شهرک بت یام بود. تنها ارتباط زمینی یافا با سایر شهرهای عرب فلسطین، جاده یافا-رمله-بیت المقدس (جاده ۴۴ امروزی) بود. درگیری‌ها در همان روز اول بعد از مصوبه مجمع عمومی سازمان ملل، در تاریخ ۳۰ نوامبر ۱۹۴۷ آغاز شد. این روز در یافا و تل آویو به طور عادی شروع شد. بازارها باز بودند،‌اتوبوس‌های حامل یهودیان از محلات عرب‌نشین و اتوبوس‌های حامل اعراب از محلات یهودی‌‌نشین عبور می کردند. اما در آن روز، در نقطه‌ای دیگر از فلسطین، بعضی اعراب به اتوبوس‌های شهرکهای یهودی حمله مسلحانه کرده بودند، و با رسیدن این خبر به یافا و تل آویو، رفت و آمد اتوبوس‌ها لغو شد. شایعات خشونت در بازار کارمل (بازاری که در آن زمان بازار فعالیت اقتصادی مشترک یهودیان و اعراب فلسطینی بود) در مرز بین شمال منشیه و تل آویو، منجر به تخلیه محله توسط اعراب و یهودیان شد. روزهای اول جنگ شاهد اعتصاب سراسری اعراب، درگیری‌ها و تیراندازی‌ها در محلات بین یافا و شهرهای یهودی اطراف، و انفجار بمب در قلب شهر یافا به دست گروههای میلیشیای صهیونیستی ایرگون و لحی بود. حمله تروریستی گروه لحی علیه ساختمان «سرایا» در قلب شهر قدیمی یافا و کشتار ۲۶ فلسطینی در تاریخ ۴ ژانویه ۱۹۴۸، اثر قابل توجهی بر جو شهر داشت. بر اثر این اتفاقات، جمعیت غنی‌تر و مرفه‌تر شهر شروع به ترک شهر و فرار از درگیری‌ها کردند. در همان ماه‌های اول، تا نیمه ژانویه ۱۹۴۸، حدود ۱۵ هزار نفر از فلسطینی‌های یافا از طریق دریا به غزه،‌ عکا، و یا لبنان و مصر پناه بردند.
از میانه ماه فوریه ۱۹۴۸، فرماندهان و قوای داوطلب عربی از سایر کشورهای عرب، برای کمک به یافا به این شهر آمدند. این اتفاقات باعث شدیدتر شدن درگیریها، بالاخص در منشیه و ابوکبیر شد. قوای داوطلب عرب به سمت مناطق مسکونی تل آویو و قوای هگانا به روستای ابوکبیر خمپاره پرت کردند. فرار ساکنان عرب شهر یافا از این شهر، به طور مداوم ادامه داشت. مردم شهر یافا رابطه خوبی با قوای داوطلب عرب خارجی نداشتند. این قوا با مردم شهر به طور تحقیرآمیز رفتار می کرده، و سلاح‌های محلی را به زور جمع‌آوری می کردند. این نارضایتی‌ها، دلیل دیگری شد در تضعیف نظامی و اجتماعی هرچه بیشتر یافا و فرار مردمان آن.  در این دوران، مسجد حسن بک در مرز بین منشیه و تل آویو نقش نظامی مهمی داشت، چرا که تک‌تیراندازهای عرب بالای مناره‌های مسجد موضع گرفتند و به رهگذران در تل آویو تیراندازی می‌کردند.
در این ۵ ماه اول جنگ، حدود هزار نفر از ساکنان یهودی تل آویو کشته شدند. همینطور، از ۴۰ هزار نفر جمعیت روستاهای حومه یافا، همه ساکنان آن آواره شده بودند، و از ۸۰ هزار نفر جمعیت خود شهر، ۳۰ هزار نفر آنها شهر را ترک کرده بودند. در نتیجه، حدود ۳۵ تا ۴۵ هزار نفر هنوز در شهر ساکن بودند.
در اواخر ماه آوریل، در طول «عملیات خامتس»،‌ قوای ایرگون روستاهای متعددی در حومه شرقی یافا را به تصرف در آوردند، و جمعیت آنها را به سوی شرق، شهر لد و کرانه غربی اخراج کردند. موفقیت ایرگون در این عملیات به معنای قطع کامل ارتباط زمینی یافا، و تنگ‌تر شدن حصر علیه این شهر، و همینطور سقوط محله منشیه در شمال این شهر بود. در این عملیات، خود شهر یافا نیز در آستان سقوط قرار داشت، که با میانجی‌گری انگلیسی‌ها این اقدام انجام نشد. در طول این عملیات،‌ قوای ایرگون رشته‌هایی خمپاره به مرکز شهر یافا پرتاب کردند، که منجر به ترس شدید ساکنان و فرار جمعی تعداد زیادی از ساکنان یافا به ساحل شهر و انتظار آنها برای آمدن کشتی تخلیه شد.
صلاح خلف ملقب به «ابو اياد»، از بنیان‌گذاران سازمان آزادی‌بخش فلسطین نیز یکی از زادگان و ساکنان شهر یافا بود، و در همین دوران بود که او به همراه خانواده‌اش با قایق به غزه گریختند. او این روزها را چنین توصیف کرد:

هنوز به پانزده سالگی نرسیده بودم. با دیدن این انبوه جمعیت مرد و زن، پیر و جوان، که به زور وزن چمدان‌ها و بغچه‌های خود را تحمل می‌کردند در بهت و حیرت بودم، انبوه جمعیتی که با درد و رنج، خود را در این هیوهای شوم به اسکله‌های یافا رساندند. گریه‌هایی که با هق هق و ناله آمیخته شده بود، هز از چندگاهی با صدای کرکننده انفجار قطع می‌شد.
“Not yet fifteen, I was overwhelmed by the sight of this huge mass of men, women, old people and children, struggling under the weight of suitcases or bundles, making their way painfully down to the wharfs of Jaffa in a sinister tumult. Cries mingled with moaning and sobs, all punctuated by deafening explosions.”
— صلاح خلف ملقب به «ابو اياد» از بنیان‌گذاران سازمان آزادی‌بخش فلسطین ( نقل شده توسط ایتامار رادای، تاریخ‌دان اسرائیلی)، 
بعد از این عملیات، حدود ۱۵ هزار نفر هنوز در شهر بودند. حتی در طول آتش‌بس بعد از «عملیات خامتس»، و قطع شدن ارتباط شهر، تخلیه و آوارگی جمعیت یافا، چه از طریق دریا، و چه از طریق جاده بیت المقدس، با اسکورت قوای بریتانیایی ادامه داشت. در نهایت، در تاریخ ۱۴ مه ۱۹۴۸، یک روز پیش از تاریخ رسمی خروج قوای بریتانیایی از فلسطین و اعلام موجودیت دولت اسرائیل، شهر یافا، در حالی که فقط حدود ۴٬۰۰۰ نفر از جمعیت آن در شهر باقی مانده بود، تسلیم قوای هگانا شد.

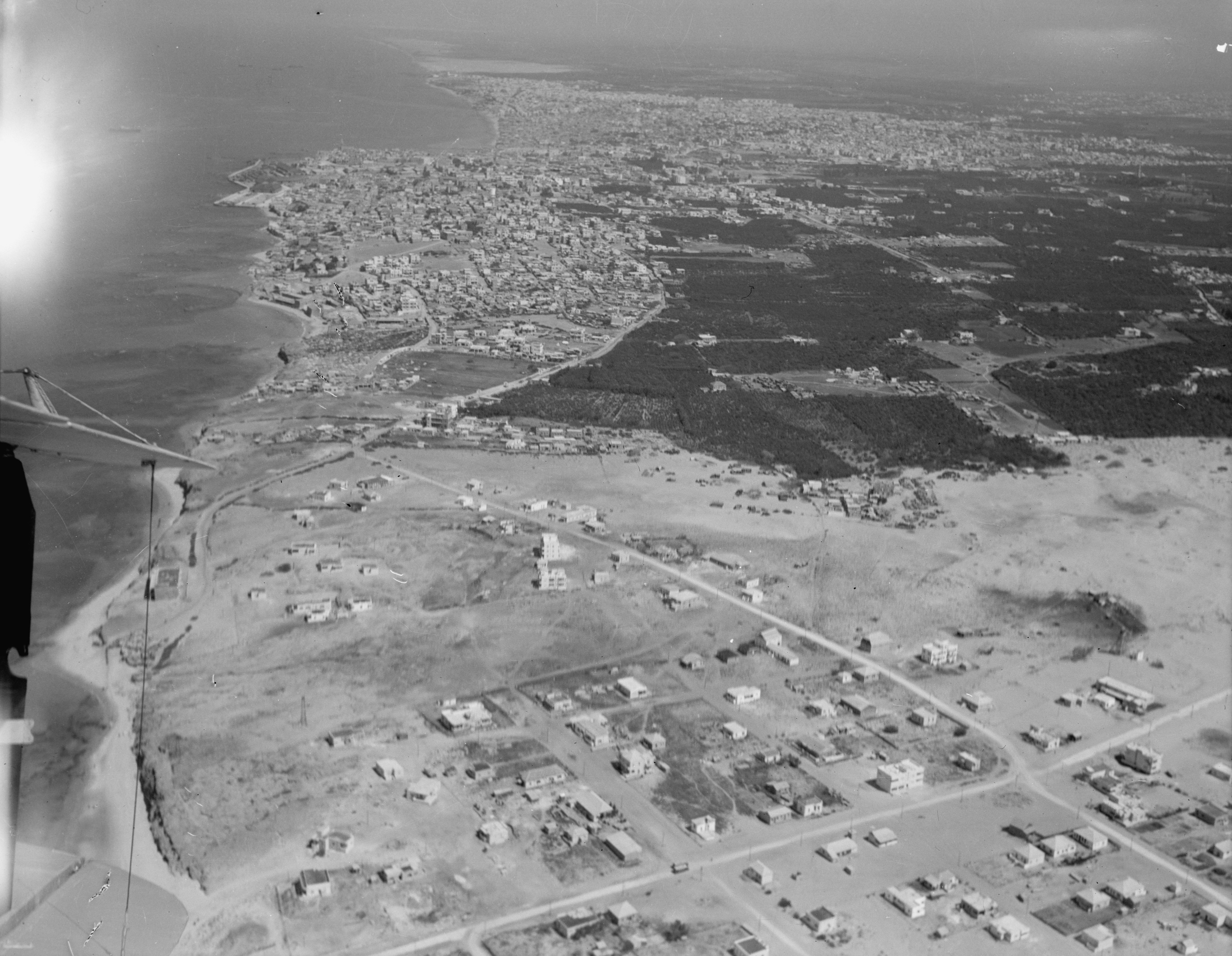
عکس هوایی از یافا، حومه، و باغات مرکبات اطراف آن، ۱۹۳۷
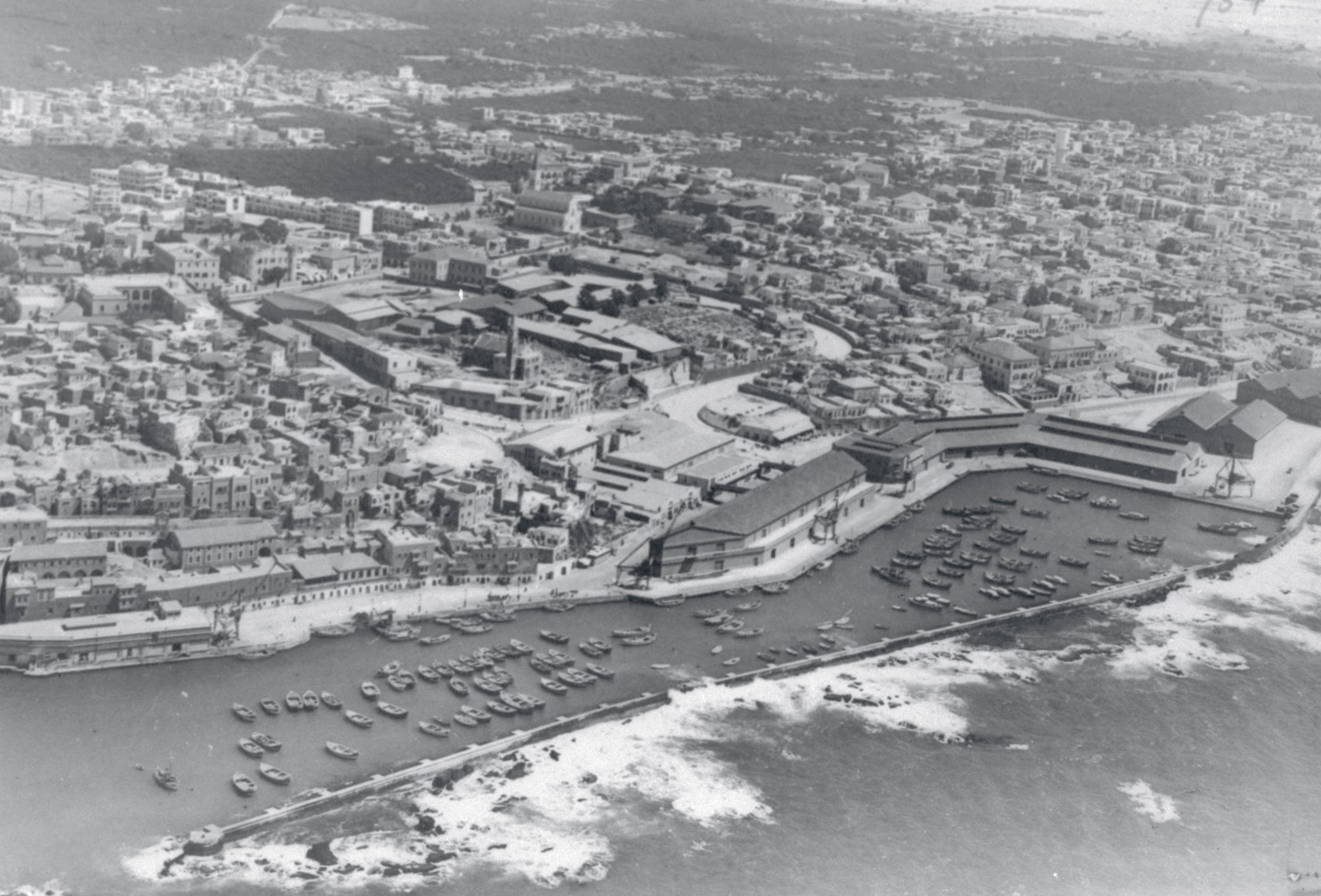
بندر یافا و باغات مرکبات اطراف آن، ۱۹۳۷
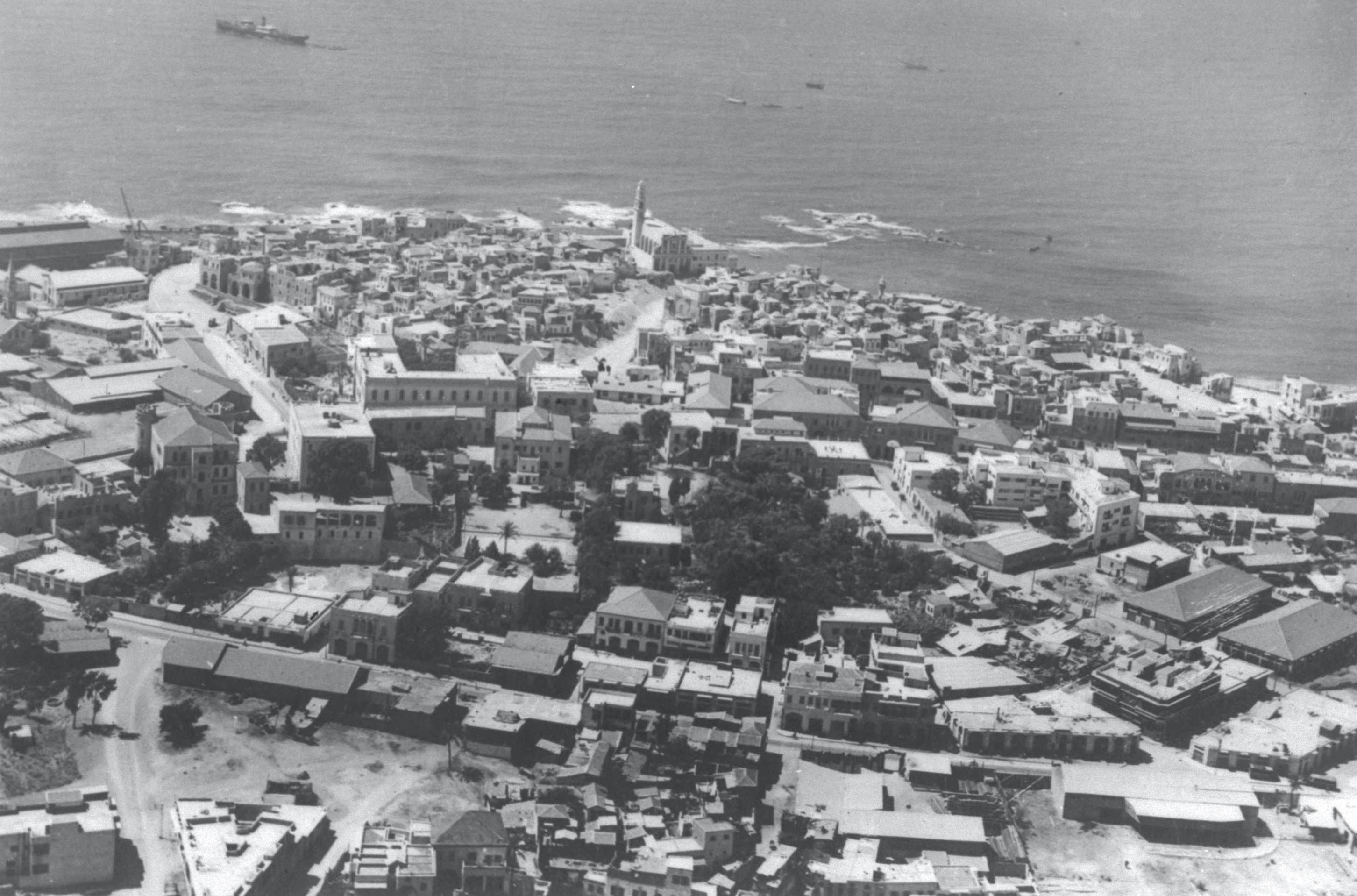
‌شهر قدیمی یافا، ۱۹۳۷
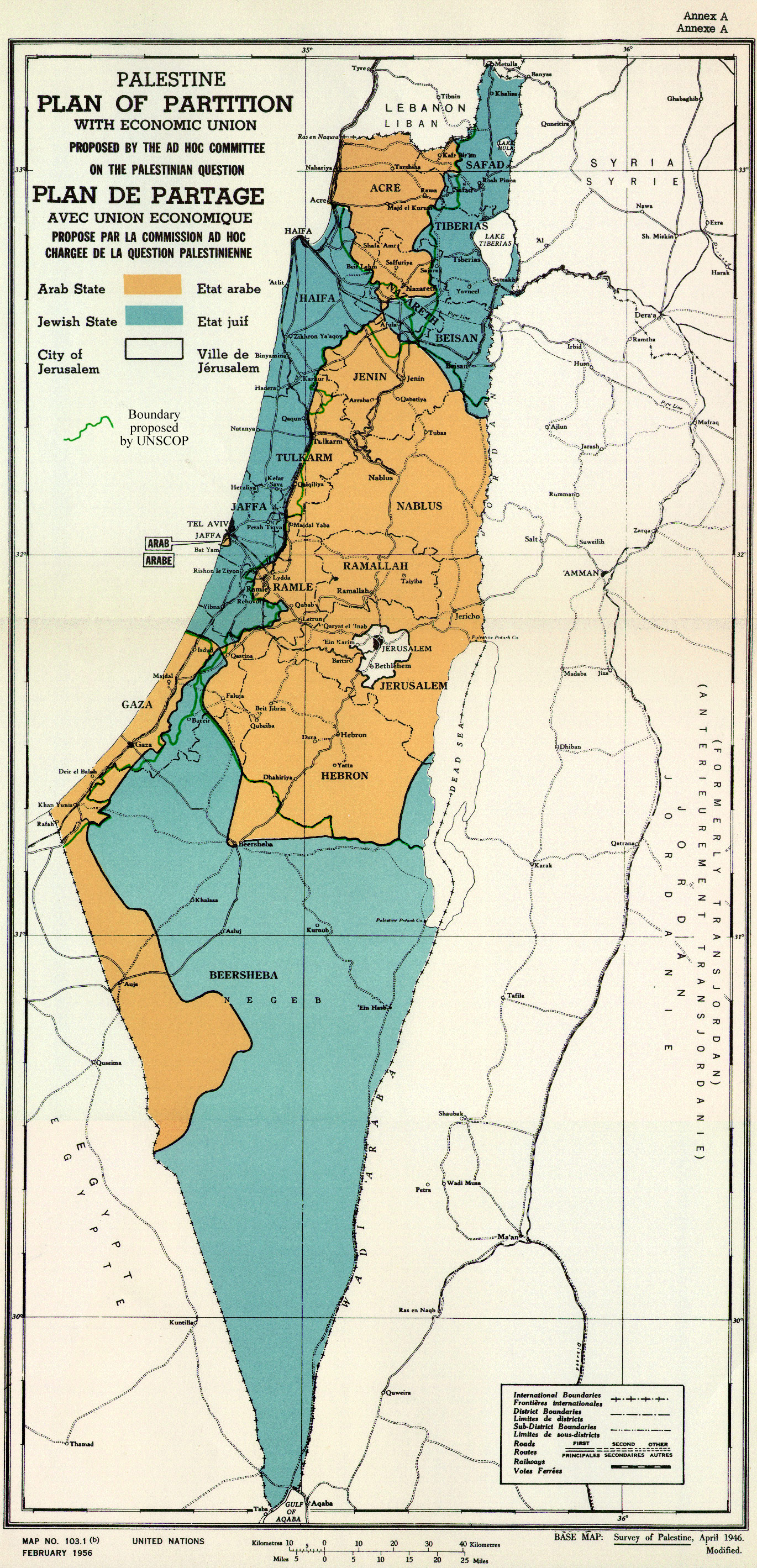
نقشه پیشنهادی مجمع عمومی سازمان ملل برای تقسیم فلسطین،  ۱۹۴۷
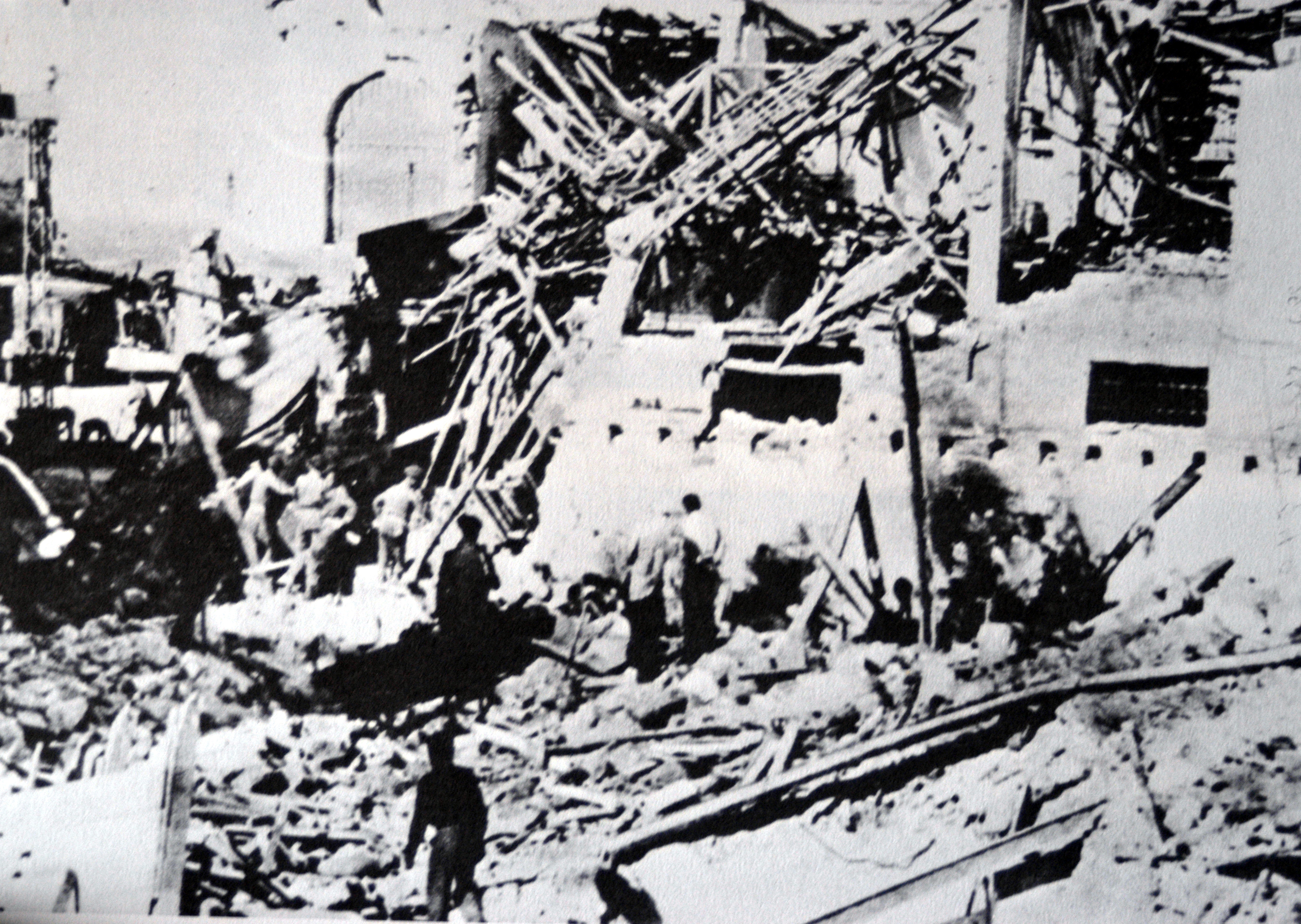
ساختمان «سرایا» بعد از تخریت ب
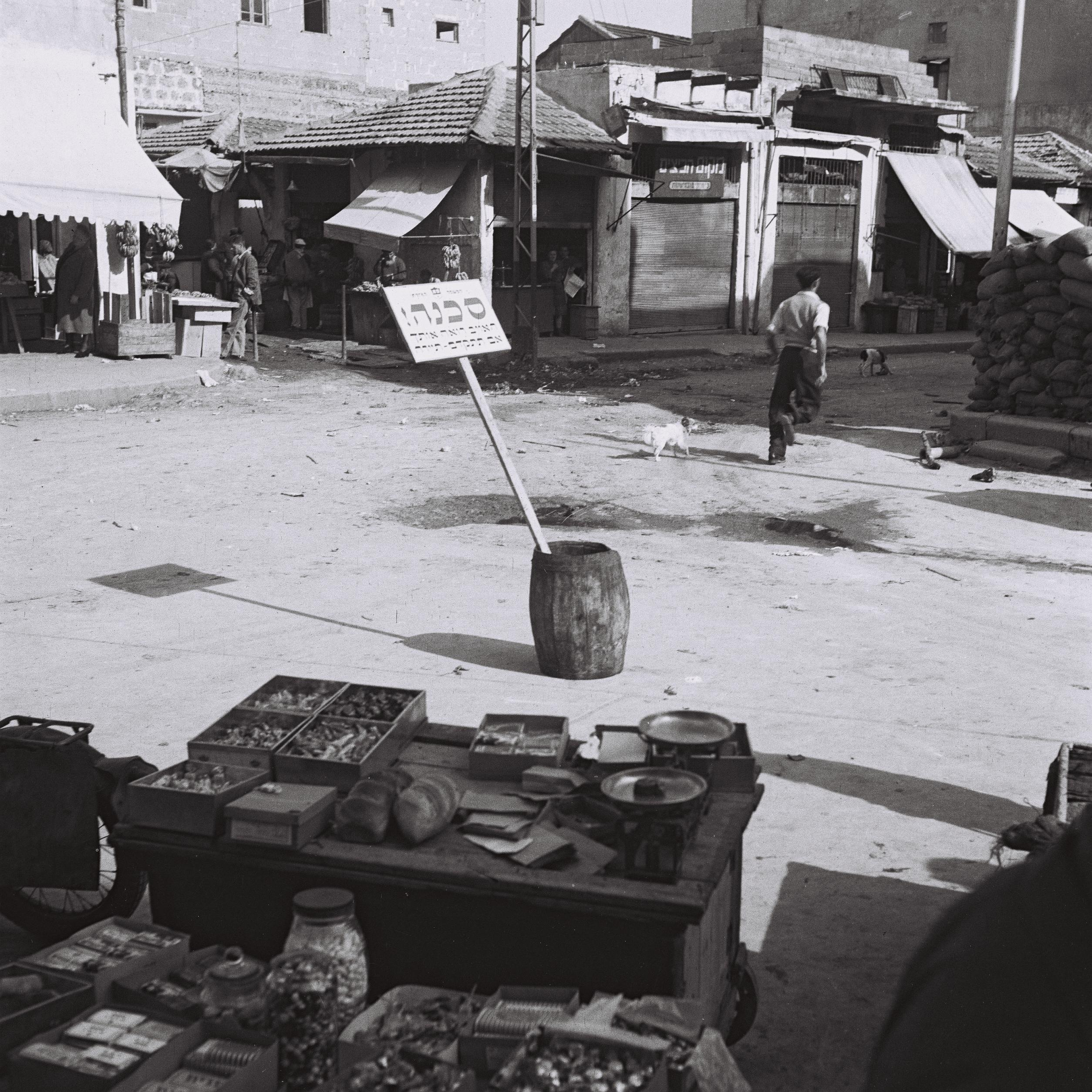
بازار کارمل، تابلوی هشدار خطر تیراندازی از مناره‌های مسجد حسن بک، فوریه ۱۹۴۸
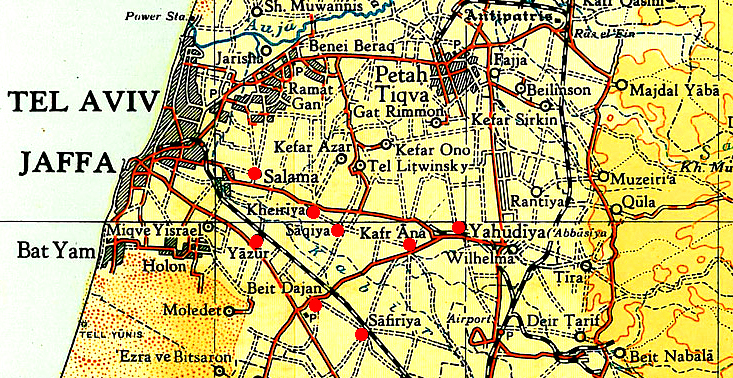
روستاهای فلسطینی در حومه شرقی یافا که در «عملیات خامتس» در ماه آوریل سقوط کرده و جمعیت آن پاکسازی شد
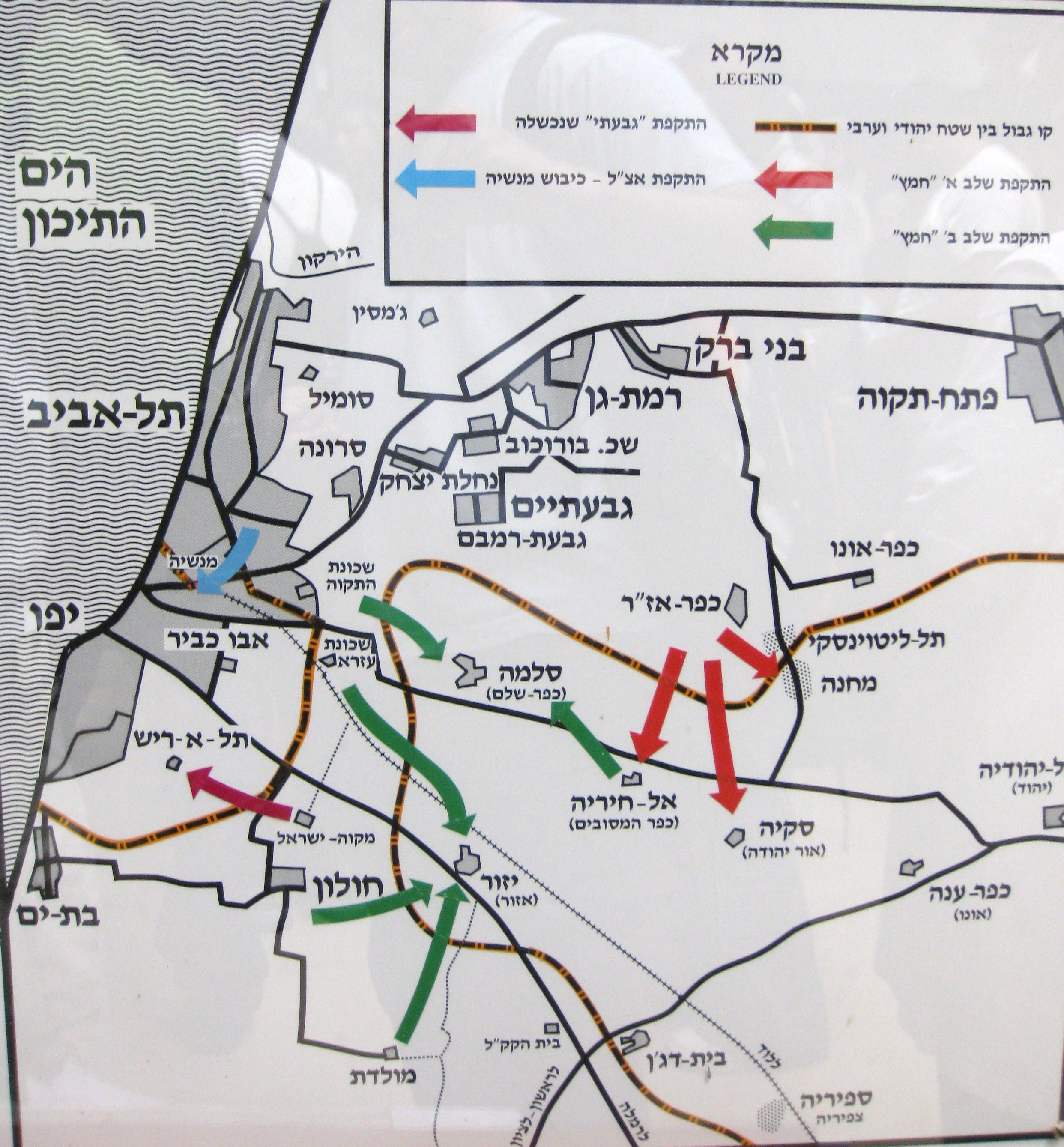
نقشه حرکات نظامی ایرگون، و اشغال منشیه، ابوکبیر، و سایر روستاهای شرق یافا،‌ آوریل ۱۹۴۸
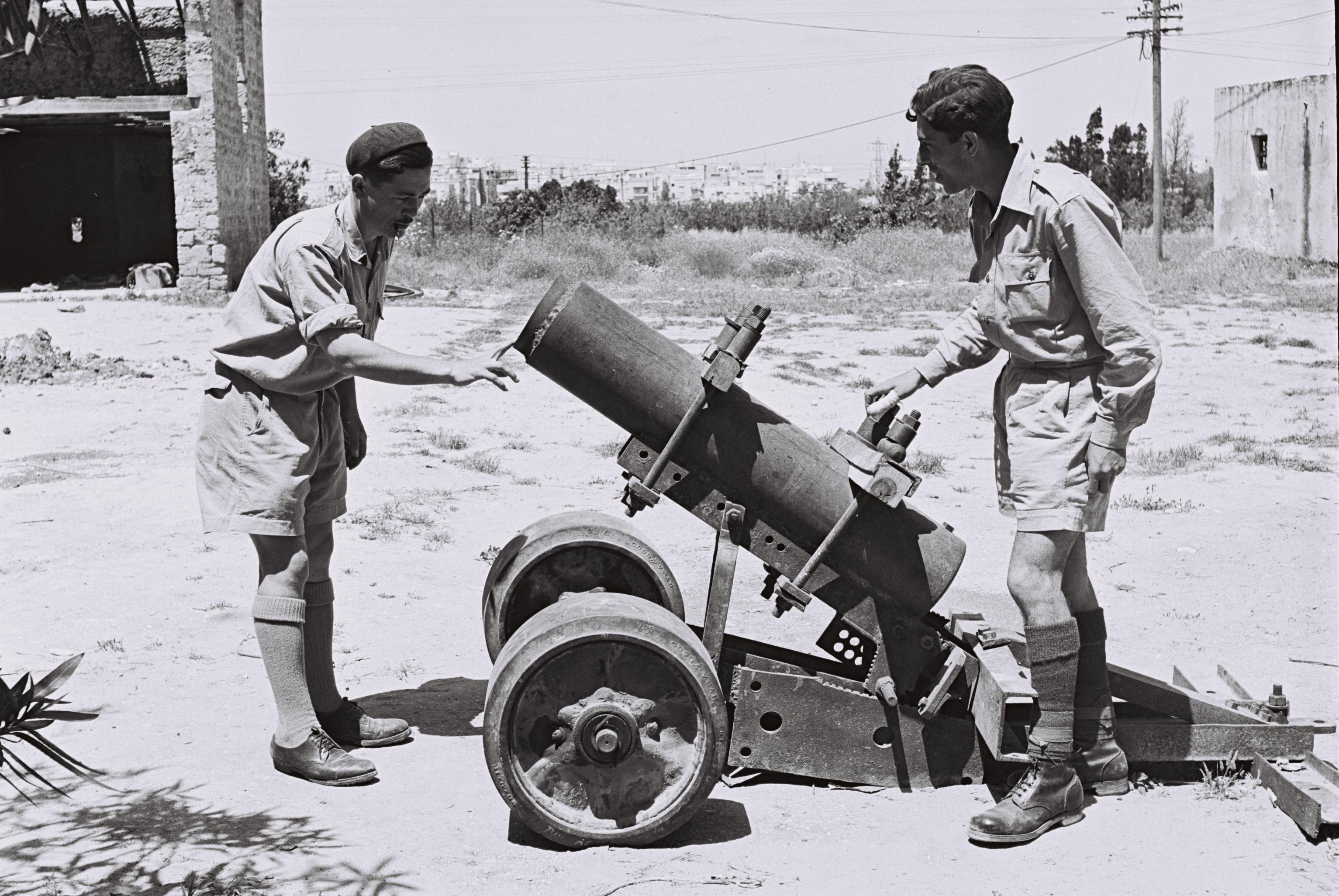
خمپاره تولیدی هگانا در حومه تل آویو، ۲۸ مه ۱۹۴۸.

### دهه دشواری‌ها - ۱۹۵۰
بعد از جنگ، جمعیت باقی مانده فلسطینی، به دستور ارتش اسرائیل، همگی در یکی از محلات یافا، به اسم محله عجمی فرستاده شده و دورادور محله، با نرده و سیم خاردار محصور شدند. مشابه سایر شهرها و روستاهای فلسطینی که بعد از نکبت، هنوز در آنها جمعیتی مانده بود، ارتش اسرائیل بر روی جمعیت عرب یافا حکومت نظامی اعمال کرد. اما این وضعیت فقط یکی دو سال ادامه داشت، و حکومت نظامی در یافا (و همچنین در سایر شهرهای مختلط مثل لد و رمله)، برخلاف شهرها و روستاهای منطقه جلیل در شمال کشور، منطقه مثلث در مرکز، و مناطق بدویی جنوب کشور، برداشته شد.
 در سال۱۹۵۰، با تصویب قانون «املاک غائبان» در پارلمان جدید التاسیس اسرائیل، املاک تمامی پناهندگان فلسطینی، و همینطور املاک فلسطینی خارج از محدوده محله عجمی، در حالی که صاحبان آنها در در نزدیکی ملک خود در محله عجمی تحت حکومت نظامی محصور بودند، توسط دولت اسرائیل محاصره شد.
در سال ۱۹۵۰، شهر یافا استقلال خویش را از دست داد، در شهرداری تل آویو-یافا ادغام شد. در دهه ۱۹۵۰، دولت اسرائیل، از طریق شرکتی دولتی به اسم «عمیدار»، عهده‌دار ماکیت املاک مصادره شده فلسطینی شد، و این املاک را به مهاجران فقیرتر یهودی تازه‌وارد (از بلغارستان، رومانی، و ممالک عرب) را در یافا، در همسایگی جمعیت فقیر و سرخورده فلسطینی، ساکن کرد. در این دوران، دولت اسرائیل آمادگی سکنی دادن موج جدید مهاجران یهودی و یا ساخت به موقع آپارتمان‌های جدید را نداشت. در نتیجه، بغضی املاک مصادره شده فلسطینی به این مهاجرین داده شد، و در بعضی موارد، شرکت دولتی عمیدار خانواده‌های عرب یافاوی و خانواده‌های این مهاجران تازه‌وارد را هم‌خانه کرد.  این مسئله منجر به سرخوردگی بیشتر خانواده‌های فلسطینی شد، چرا که آنها معتقد بودند که این مهاجران تازه‌وارد یهودی، در عمل شهر و املاک خود آنها و هم‌وطنانشان را دزدیده‌اند. در نتیجه، در این دوران، رابطه فی‌مابین شهروندان عرب و یهودی بسیار متشنج و خصمانه بود. وضعیت در این دوران به حدی وخیم بود که در طول این دهه،‌ یافا فقیرترین و جرم‌خیز ترین منطقه «تل آویو-یافا» به حساب می‌آمد.

### دهه شروع تحولات در شهر - ۱۹۶۰
از دهه ۱۹۶۰ به بعد، یافا توجه سرمایه‌گذاران و سازندگان را جمع کرد، و این شروعی بود بر احیای شهر یافا، بالاخص «شهر قدیمی». شهر یافا، امروزه پر است از رستوران‌ها، موزه، بوتیک، و همین‌طور گالری هنری. یکی از جذبه‌های امروزی شهر یافا، تمرکز مغازه‌ها و کارگاه‌های هنری در شهر قدیمی می‌باشد. در این مدت، باغات پرتقال مشهور یافا به مرور زمان تخریب شده و جای آنها، آپارتمانهای مسکونی برای ساکنان شهر در حال رشد تل آویو-یافا ساخته شد. اسامی خیابان‌ها و نقاط مهم، از نام اصلی عربی خویش به اسامی عبری شخصیت‌ها و مفاهیم ملی-میهنی اسرائیلی و صهیونیستی عوض شدند.
متأسفانه، این پیشرفت و تکامل شهر یافا، بدون مسئله نبوده، و سیاست ملی اسرائیل که بر پایه تبعیض علیه اقلیت عرب فلسطینی بنا شده، در مدیریت شهری یافا نیز، توأما با سیاست تبعیض علیه ساکنان یهودی فقیر، نمایان می باشد. اول اینکه، از پیشرفتها و پروژه‌های نوسازی در شهر قدیم یافا، اعراب، که یک سوم جمعیت را تشکیل می‌دهند، سهمی بسیار ناچیز بردند. دوم اینکه، به مدت چندین دهه، پروانه ساخت یا گسترش ساختمان به هیچ عرب فلسطینی در شهر داده نشد. پروانه ساخت به یهودیان اسرائیلی فقیر ساکن محله هم داده نشد. در نتیجه، مردم مجبور به ساخت و گسترش غیر قانونی برای اسکان خانواده خویش شدند. در نتیجه، امروزه، بر اساس شهادت محلی، صدها خانواده حکم تخریب دارند. در این دوران، نسل جدید اعراب فلسطینی شهر یافا، در اقتصاد کشور اسرائیل و شهر تل آویو مشارکت بیشتری داشتند، و اکثرا شغلهای کارگری مثل بنایی، کار در رستوران‌ها، و غیره را به عهده گرفتند. این دوران، اولین دهه‌ای بود که فلسطینی‌های شهروند اسرائیل (به‌جز ساکنان شهرهای مختلط مثل یافا، شامل ۸۵٪ جمعیت عرب اسرائیل) از زیر یوغ حکومت نظامی (مقاله عبری در مورد این موضوع) خارج شده بودند، و این به اعراب اسرائیل، منجمله مردم یافا فرصت شروع فعالیت سیاسی هم داد. در این دوران در جامعه فلسطینی، احزاب چپی و همچنین کنشگران اجتماعی که هدفشان مبارزه برای بهبود شرایط زندگی، ضد تبعیض، و ضد مصادره اراضی خصوصی فلسطینی، رشد قابل توجهی داشتند.

### دهه زنده شدن دوباره جامعه فلسطینی یافا - ۱۹۸۰
در طول دهه ۱۹۸۰ به بعد، زنده شدن دوباره فعالیت اجتماعی-سیاسی عربی در یافا به‌طور جدی برای اولین بار بعد از نکبت فلسطین، و همینطور مهاجرت فلسطینی‌ها از شمال و مرکز کشور به یافا، به دلیل نزدیکی این شهر به قطب تپنده اقتصاد اسرائیل،تل آویو، مخصوصا این‌که فلسطینی‌های یافا موفق به باز کردن جای پایی مهم در بخش‌های مهم کارگری اقتصاد تل آویو شده بودند،  باز دوباره یافا را تبدیل به یکی از مراکز زنده‌ی جامعه عرب فلسطین کرد. این اتفاقات منجر به عوض شدن چهره شهر یافا نیز شد. شهری که حدود ۳۰ سال فقیر، سرخورده، و در حال تحلیل بود، مجددا شاهد باز شدن مغازه‌ها و تجارات متعدد، تعمیر مساجد،‌کلیساها، و سایر ساختمان‌های تاریخی، و همچنین بهبود شرایط اجتماعی ساکنان این شهر شد، به طوری که امروزه، میزان تحصیلات مردم این شهر پیشرفت قابل ملاحظه‌ای داشته است. البته که مصادره اراضی خصوصی فلسطینی، و اقداماتی که فلسطینی‌ها با ظن به اینکه به هدف اخراج آهسته و پیوسته آنها از شهر را دارد، تا به امروز ادامه دارد، و تنشهای در نتیجه همین اقدامات، در سال ۲۰۲۱، منجر به بروز وضع بحرانی در این شهر در طول شورش رمضان ۲۰۲۱ می شود.

### ادامه تنش‌ها بر سر قضیه مصادره اراضی
در چند سال اخیر، چندین قضیه جدال برانگیز، فضای سیاسی شهر یافا، و مراودات سیاسی بین اقلیت عرب فلسطینی در یک سو، و شهرداری «تل آویو-یافا»، دولت مرکزی، و نظام قضائی اسرائیل در سوی دیگر را متشنج کرده است.
شهرداری تل آویو-یافا پروژه‌ای مبنی بر ساخت یک پناهگاه سه طبقه در یافا برای افراد بی‌خانمان در نظر داشت. اما، محل مورد نظر این پروژه بر روی اراضی قبرستان تاریخی مسلمین، به اسم «قبرستان الاسعاف» بود. در نتیجه، فلسطینی‌های شهر یافا شهرداری را متهم به تخریب میراث تاریخی-فرهنگی-مذهبی فلسطینی‌های شهر یافا، و بخشی از سیاست کلی نظام اسرائیل در تبعیض و بیرون راندن شهروندان فلسطینی در کشور داشت. همینطور، بخشی از فرهنگ سیاسی فلسطینیان ساکن یافا در دهه‌های اخیر، مرتبط می‌شود به سنگینی یک احساس مسئولیت جمعی اهالی شهر در حفظ میراث خویش، هم برای آینده خود و مخصوصا برای آینده‌ی آوارگان فلسطینی این شهر که دستشان از شهر اجدادی خویش کوتاه مانده، و آرزوی بازگشت به یافا را دارند. از سوی دیگر، شهرداری تل آویو-یافا و نظام اسرائیل مدعی هستند که این قبرستان، برای چندین دهد، از پیش از جنگ ۱۹۴۸، بلااستفاده بوده، و پیش از تشنجات اخیر، از ارزش معنوی خاصی برای مسلمین این شهر برخوردار نبوده. در نتیجه، نظام قضائی اسرائیل، در این مجادله، حکم را علیه فلسطینیان صادر کرد. این اتفاقات منجر به وقوع تظاهرات‌های بعضا خشن، مخصوصا در تابستان ۲۰۲۰ شد. در این تظاهرات‌ها، شخصیت‌های سیاسی فلسطینی شهروند اسرائیل، چپی‌ها و سوسیالیست‌ها، و شخصیت‌های اسلامی، منجمله اشخاصی که سابقه سخن‌رانیهای افراطی نیز دارند، با هم متحدانه علیه تخریب قبرستان موضع گرفتند. جالب است که در این تشنجات، حزب شاس، حزب یهودی مذهبی سنتی محافظه‌کار نیز جانب فلسطینی‌ها و موضعی ضد تخریب بناها و میراث مذهبی گرفت.
قضیه‌ای دیگر بر سر مسئله مصادره اراضی که شهر را متشنج کرد، مسئله خانه‌های دولتی شرکت «عمیدار» هست. همان‌طور که اشاره شد، در دهه اول بعد از تاسیس دولت اسرائیل، شرکت دولتی «عمیدار» مالکیت املاک مصادره شده آوارگان فلسطینی در یافا را به عهده گرفت، و این شرکت، این املاک مصادره شده را به خانواده‌های فقیر عرب فلسطینی و همین‌طور خانواده‌های فقیر یهودی عمدتا مزراحی (یهودی اصالتا از ممالک «شرقی») داد. از دهه ۱۹۸۰ به بعد، با تغییر سیاست‌های شهرداری در قبال شهر یافا، شرکت دولتی عمیدار شروع به خصوصی‌سازی و فروش املاک در مالکیت خویش کرد. با وجود این‌که ساکنان این املاک حق تقدم خرید را داشتند، پرداخت قیمتی که شرکت «عمیدار» برای این املاک طلب می‌کرد از عهده ساکنان عمدتا فقیر این املاک خارج بود. همینطور، این «حق خرید»، با شرایطی بر ساکنان فلسطینی تحمیل می شد، که عملا خرید ملک را تبدیل به ضرر می کرد. مثلا، در سال ۲۰۱۳، برخی منازل طوری قرار بود فروخته شوند، که بخشی از ساختمان منزل بدون مالک قانونی باقی می‌ماند، که در عمل دریافت وام خرید مسکن را برای ساکنان غیر ممکن می‌کرد.
در نتیجه، از دهه ۱۹۸۰ به بعد، علی رغم رابطه متشنج بین ساکنان یهودی و عرب این املاک، این خانواده‌ها در شرایطی بودند که منافع آنان با هم همسو شد، و در نتیجه، ارتباطات سیاسی و تظاهرات‌های مشترک ضد سیاستهای شهرداری گسترش پیدا کرد. دشمن مشترک این ساکنان سیاستهایی بود که منافع بساز-بفروش‌ها و سرمایه‌داران ثروتمند را پیش از منافع شهروندان فقیر و مستضعف می‌گذاشت. اما، به چند دلیل، مسئله یافا، به‌طور افزاینده‌ای، جنبه‌ای ملی‌گرایانه (به معنی این‌که طرفین این مسئله، قضیه را بخشی کوچک از منازعه فلسطین-اسرائیل می‌شمارند. 
اول این‌که، ساکنان یهودی منطقه، گزینه‌های بیشتری برای نقل مکان در حومه تل آویو دارند. به‌طور مثال، شهر یهودی‌نشین بت یام در همسایگی جنوبی یافا، منطقه‌ای مناسب برای خانواده‌های یهودی به شمار می‌رود. خانواده‌های عرب مسلمان و مسیحی یافا، به عبارتی، جایی برای نقل مکان در شهر «تل آویو-یافا» ندارند، و مجبور به خروج از شهر و نقل مکان به لد و رمله می‌شوند، چرا که این دو شهر، نزدیک‌ترین شهرهایی هستند که جمعیت، موسسات، و مراکز آموزشی فلسطینی فعال وجود دارند. در فضای سیاسی تبعیض‌آمیز اسرائیل، امکان این‌که فلسطینی‌ها بتوانند در شهرهای یهودی‌نشین مجاور یافا مجوز ساخت مسجد، کلیسا، و یا مدرسه عربی بگیرند بسیار ناچیز می‌باشد. در نتیجه، بعد از چند دهه تلاش «عمیدار» برای خصوصی سازی، اکثر مستاجرینی که امروزه با خطر حکم تخلیه مواجه هستند، خانواده‌های فلسطینی می‌باشند. تخمین زده می‌شود که امروزه، حدود یک سوم کل جمعیت عرب فلسطینی یافا، با یک همچنین خطری مواجه است.
دوما این‌که، این املاک، همان‌طور که اشاره شد، املاک مصادره‌ای فلسطینی‌های اخراج شده از شهر در سال ۱۹۴۸ می‌باشد. و همان‌طور که اشاره شد، سنگینی احساس مسئولیت ساکنان عرب شهر یافا در حفظ و امانت‌داری از این املاک، قضیه را پیچیده‌تر می‌کند، به طوری که فلسطینی‌ها، اقدام «عمیدار» را در راستای برنامه دولت اسرائیل در غیرممکن کردن بازگشت پناهندگان به شهر خویش می بینند. فلسطینی‌ها در اسرائیل، از فقیرترین اقشار جامعه می باشند و هیچ شخص یا فلسطینی توانایی خرید و نگه‌داری این املاک، با توجه به قیمت پیشنهادی بالای آنها را ندارد. فلسطینی‌ها شاهد این بودند که در محلات همسایه یافا، در جنوب تل آویو، مستاجران یهودی شرکت «عمیدار» موفق به کسب تعهد از شرکت برای فروش منازل به ساکنان با تخفیف ویژه شدند. این اتفاقات، مدرک بیشتری دال بر ظن و اتهام فلسطینی‌ها مبنی بر این‌که شرکت و شهرداری قصد ادامه پاک‌سازی قومی یافا را دارند، شد.
و سوما، بالاخص در این سالهای اخیر، از مشتریان اصلی املاک «عمیدار»، جنبش صهیونی-مذهبی تندرویی به اسم «شرکت بِمونا» (به عبری: חברת באמונה בע"מ) که به قصد «تقویت حضور یهودییت در شهرهای غیر یهودی و یهودی سکولار» بوده است. این شرکت، در نقاط مختلف یافا، منجمله در قلب محله «عجمی»، آپارتمان‌هایی را خریده، و با انجام تبعض واضح و رسمی، آنها را انحصارا به مشتریان یهودی می‌فروشد. این مسئله منجر به افزایش بیش از پیش تنش بین فلسطینی‌ها از یک‌سو، و شرکت «عمیدار»، شرکت «بِمونا»، و مستاجران تازه‌وارد یهودی ساختمان‌های «بِمونا» شده است. فلسطینی‌ها این شرکت و مستاجرانش را تهدیدی علیه هویت و جمعیت عربی-فلسطینی شهر و اقدامی در راستای ادامه پاک‌سازی قومی شهر می‌بینند.
در طول سال ۲۰۲۱، به موازات افزایش تنش‌ها و افزایش توجهات جهانی به محله شیخ جراح در بیت المقدس شرقی، تنش‌ها و تظاهرات‌ها در یافا نیز افزایش پیدا کرد. مردم در این تظاهرات‌ها، شعارهایی مثل «يافا مش للبيع» به معنی «یافا برای فروش نیست»، و «مستوطن برّه برّه» به معنای تقریبی «شهرک‌نشین، برو گم شو» سر دادند. در ماه آوریل سال ۲۰۲۱، حدود یک ماه پیش از ماه رمضان، شهر یافا شاهد افزایش تنش‌ها، اعتراضات، و خشونت‌ها در واکنش به خبر اینکه یک حاخام وابسته به موسسه رادیکان-ناسیونالیست «جمعیت عطریت کوهنیم» قصد تاسیس یشیوا (مدرسه علمیه یهودی) در قلب محله عرب‌نشین «عجمی» دارد بود. «جمعیت عطریت کوهنیم» سابقا در قلب محله عرب‌نشین «حی اسلامی» در شهر قدیمی بیت المقدس نیز یشیوا تاسیس کرده بودند. در این تظاهرات‌ها، فلسطینی‌های عرب، در کنار جوانان یهودی چپ-گرا، متحدانه حضور داشتند. این تظاهرات‌ّها صحنه اعمال خشونت پلیس برای متفرق کردن جمعیت بود. در این تنش‌ها، حاخام الیاهو مالی، رئیس این یشیوا، مورد ضرب و شتم جوانان فلسطینی قرار گرفت. البته جای دارد اشاره شود که حاخام الیاهو مالی ممکن است نه بخاطر ارتباط خویش با پروژه مدرسه عملیه یهودی، بلکه به خاطر لباس‌ها و ظاهر واضحا یهودی خود مورد حمله قرار گرفته باشد.
افزایش این تنش‌ها، شهر را به نقطه‌ای رساند که کوچک‌ترین جرقه، می توانست منجر به اتفاقی بزرگ شود. این جرقه در ماه مه ۲۰۲۱ مصادف با ماه رمضان از راه رسید. سرکوبهای خشن نمازگزاران فلسطینی توسط پلیس اسرائیل در مسجد الاقصی (که در ماه رمضان معمولا میزبان جمعیت عظیمی از فلسطینیهای شهرهای اسرائیل، مثل شهر یافا هست)، واکنش حماس با موشک‌باران شهرهای اسرائیل از نوار غزه، و واکنش اسرائیل با انجام حملات هوایی گسترده علیه غزه، جرقه‌ای شد در شهر یافا و حومه. در تاریخ ۱۲ مه ۲۰۲۱، شورش‌ها ودرگیری‌های قومی شدیدی سراسر کشور،‌ و همینطور شهر یافا و حومه را در بر گرفت. در همسایگی جنوبی یافا، شهر بت یام، فیلم جوانان راست‌گرای اسرائیلی منتشر شد که با سر دادن شعار «مرگ بر اعراب» (به عبری: מוות לערבים) به مغازه‌ها و املاک عرب آسیب رسانده. همین‌طور در بت یام، در حین پخش زنده یکی از شبکه‌های تلویزیونی اسرائیل از محل، جوانان راست‌گرای اسرائیلی، مردی یهودی اسرائیلی، که به جای عرب فلسطینی اشتباه گرفته شد، از ماشین خویش بیرون کشیده شده و مورد ضرب و شتم قرار گرفت.  در آن شب قرار بر این بود که این گروه خشن جوانان راست‌گرای اسرائیلی قصد راهپیمایی به محلات عرب‌نشین یافا و ایجاد درگیری را داشته‌ که خوش‌بختانه، پلیس مانع این کار آنها شد. متأسفانه، در آن شب‌های پر خشونت، افراد ناشناس در منازل اعراب  شهر یافا مواد منفجره پرتاب کرده بودند، که منجر به مصدومیت و سوختگی کودک فلسطینی ۱۲ ساله و خواهر ۱۰ ساله‌اش شد.

## تاریخ کلی

### عصر برنز
تحقیقات باستان‌شناسی نشان می دهد که شهر یافا، حداقل حدود ۱۴۶۰ سال پیش از میلا مسیح توسط مردم کنعان تاسیس شده. شهر یافا بر روی تل به ارتفاع حدود ۴۰ متر از سطح دریا، در ساحل دریای مدیترانه تاسیس شد. در طول قرن‌ها، با دفن آوار و زباله، ارتفاع این تل بیشتر هم شده است. 
در منابع مصر باستان، به شهر یافا برای اولین بار در سال ۱۴۴۰ پیش از میلاد اشاره شده است. در این سال،‌ جهوتی، از فرماندهان فرعون تحوتموس سوم تسخیر شد. در این دوران، مصری‌ها شهر را با اسم «یاپو» (Ya-pu) می شناختند. مصر فراعنه،  تا سال ۱۲۰۰ سال پیش از میلاد مسیح، کنترل یافا و ساحل مدیترانه فلسطین را در کنترل داشت. در این دوران، مردمان یافا و این منطقه، از قوم کنعان بودند.

### دوران خودمختاری اقوام منطقه
با فروپاشی تمدن‌های عصر برنز در حدود ۱۲۰۰ تا ۱۱۵۰ سال پیش از میلاد، و تضعیف امپراتوری فراعنه مصر، مصری‌ها از یافا و به‌طور کل از منطقه فلسطین عقب نشینی کردند، و منطقه را به اقوام و طوائف این منطقه سپردند. در این دوران شهر یافا بین اقوام بنی اسرائیل،‌ و به طور خاص طایفه دان و فلیسطی‌ها (با فلسطینی‌های امروزی اشتباه نشود) دست به دست شد. فلیسطی‌ها قومی بودند که بر اساس افسانه‌ها از دریا، و بر اساس تحقیقات باستان‌شناسی، از یونان باستان وارد منطقه شدند و در ساحل مدیترانه سکنی گزیدند. جالب است اشاره شود که در زبان عبری مدرن، به منطقه شهری تل آویو و حومه، مرکز جمعیتی، اقتصادی، و فرهنگی اسرائیل، با اقتباس از نام این طایفه باستانی، «غوش دان» (به عبری: גוש דן) گفته می شود، به معنی بلوک [شهری] دان. 
در دوران فرمانروایی حضرت داوود و حضرت سلیمان بر مملکت بنی اسرائیل، کنترل شهر و بندر یافا در درست این مملکت بود. حضرت سلیمان با استفاده از بندرگاه یافا، از شهر صور، برای احداث هیکل سلیمان، اولین معبد یهودیان در بیت المقدس، چوب سدر لبنانی وارد کرد. بعد از وفات حضرت سلیمان، کنترل شهر دوباره دست  فلیسطی‌ها افتاد تا زمان فتح منطقه به دست آشوری‌ها.

### حکمرانی آشوری، بابلی، و هخامنشی
در سال ۷۰۱ پیش از میلاد مسیح، امپراتوری آشور منطقه فلسطین و شهر یافا را فتح کرد، و به استقلال و حکمرانی مملکت یهودی اسرائیل پایان رساند. در این دوران، امپراتوری آشور، سیاستی خصمانه علیه جمعیت یهودی بومی منطقه اتخاذ کرد و بخش بزرگی از یهودیان را به بین النهرین تبعید کرد. بعد از سقوط آشور، امپراتوری بابل حاکم منطقه شد، و پس از آن، امپراتوری هخامنشی. در این دوران، یهودیان در تبعید به سرزمین خود بازگشتند. در این دوران، شهر بندری یافا تحت مدیریت ساتراپی فنیقیه به مرکزیت صور بود.

### حکمرانی یونانی‌ها
پس از سقوط امپراتوری هخامنشی و فتح منطقه توسط اسکندر مقدونی در سال ۳۳۰ پیش از میلاد مسیح، کنترل یافا به دست یونانی‌ها افتاد. شهر یافا به مدت ۱۰۰ سال تحت حاکمیت امپراتوری بطلمیوسی، و از سال ۲۰۰ پیش از میلاد به بعد، در دست امپراتوری سلوکی بود. در این دوران، یافا مرکزیت و اهمیت خود به عنوان بندر اصلی ساحل خاوری مدیترانه از دست داد و در سایه شهر قیساریه، ۵۵ کیلومتر شمالتر قرار گرفت.
پس از پیروزی‌های شورش مکابی و کسب خودمختاری و استقلال نسبی،‌ شهر یافا از حدود سال ۱۴۰ پیش از میلاد به بعد، تحت سلطه حکومت یهودی حشمونیان قرار گرفت.

### حکمرانی رومیان
در سال ۶۳ پیش از میلاد، شهر یافا توسط امپراتوری روم تسخیر شد. حکومت روم منجر به وقوع شورشهای متعدد یهودی ضد سلطه روم شد. در این شورشها، در سال ۶۳ میلادی، امپراتوری روم شهر یافا را، به بهانه این‌که شهر یافا مقر ملوانان دریایی یهودیی بود که قوای دریایی روم، مخصوصا کاروان‌های دریایی گندم از مصر برای قوای زمینی روم، را آزار می‌دادند، تخریب کرد.
در قرن‌های بعدی، قرن‌های اول ظهور مسیحیت، شهر یافا از اهمیت افتاد و به بندری کوچک تقلیل پیدا کرد.
در این دوران، اسم شهر به زبان یونانی، زبان مرسوم امپراتوری روم شرقی، «یوپّا» (Ἰόππη) بود.

### حکمرانی اعراب مسلمان
در دهه ۶۳۰ میلادی، فلسطین، و بالاخص شهر یافا، توسط فرمانده ارتش اسلام،‌ عمرو عاص فتح شد. خلفای اسلامی، ناحیه جند فلسطین را به تابعیت بلاد شام تاسیس کردند. پایتخت فلسطین در این دوران، شهر رمله، در حدود ۲۰ کیلومتری شرق یافا بود. در این دوران، یافا نقش بندر و دروازه تجاری رمله و فلسطین را ایفا می‌کرد، و بعد از چندین قرن، مجددا اهمیت خویش را پیدا کرد. جغرافی‌دان شمس‌الدین مقدسی، در قرن ۴ام قمری، از یافا بازدید کرده. تعریف او از یافا، شهری کوچک، با دیوارهایی بزرگ و دروازه‌های آهنین بود. او به نقش یافا به عنوان بندر اصلی جند فلسطین و رمله اشاره کرد و از زیبایی مسجد و ساحل شهر تعریف کرد.
در طول قرن ۴ قمری، مصادف با  قرن ۱۰ میلادی، خلافت فاطمیان حاکمیت خویش بر فلسطین و یافا را تثبیت کرد.

### جنگ‌های صلیبی
شهر یافا در سال ۱۰۹۹، در طول جنگ‌های صلیبی توسط مسیحیان اروپایی تصرف شد. در این سال، حکمرانی یافا در دست کنت‌نشین یافا و اشکلون، حکومتی تابع پادشاهی اورشلیم. در این دوران نیز، یافانقش دروازه تجاری و بندرگاه اصلی متصرفات صلیبیان در فلسطین، و زنجیره مهمی ارتباط این متصرفات با اروپا بود.
حدود ۱۸۰ سال بعد، در طول جنگ صلیبی سوم، شهر یافا شاهد جنگ و درگیری، و همین‌طور دست به دست شدن بین ارتش صلیبی و ارتش صلاح الدین ایوبی بود. مهمترین این نبردها، نبرد سال ۱۱۹۲ میلادی بود، که با پیروزی صلیبیان، که در این جنگ، پایتخت خویش بیت المقدس را از دست داده بودند، تمام شد. جنگ صلیبی سوم با امضای معاهده یافا، به اتمام رسید. در نتیجه این توافق متصرفات صلیبیان به نوار ساحلی فلسطین، از یافا در جنوب، تا صور در شمال تقلیل پیدا کرد. پایتخت جدید پادشاهی اورشلیم، شهر عکا بود.
حدود ۴۰ سال بعد، در دهه ۱۲۲۰ میلادی، در طول جنگ صلیبی ششم، یافا مجدد شاهد فعالیت نظامی بود. در این دوران، دیوارهای شهر تقویت شده، و شهر یافا نقش مهمی در ورود قوای صلیبی به فلسطین ایفا کرد. در آخر این جنگ، معاهده دوم یافا، مجددا حاکمیت پادشاهی‌های صلیبی بر یافا را تثبیت کرد.
نهایتا، در سال ۱۲۶۸ میلادی، سلطان الظاهر بیبرس از سلطنت ممالیک مصر، شهر یافا را تصرف کرد، و تحت حاکمیت مسلمین برگرداند.

نقشه وضعیت سیاسی فلسطین و یافا در حدود سال ۱۱۰۲ میلادی
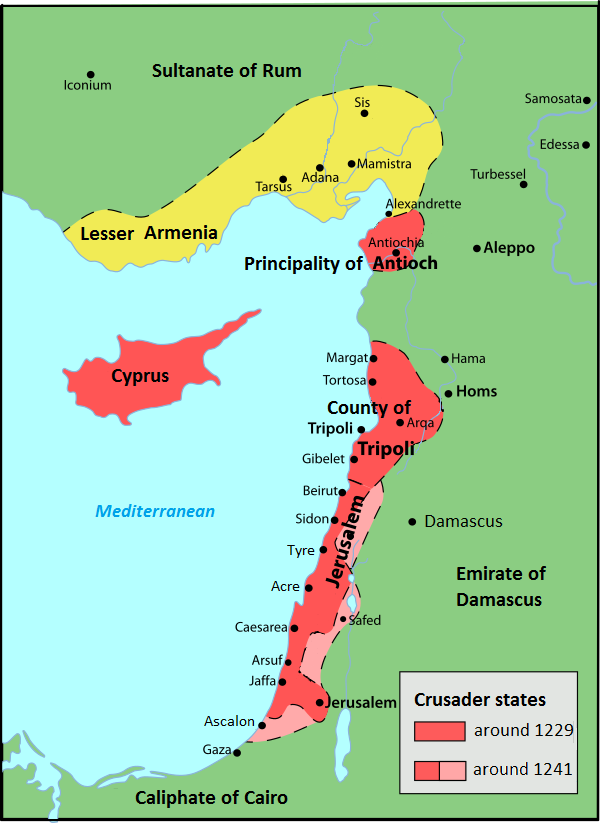
نقشه وضعیت سیاسی فلسطین و یافا در حدود سال ۱۲۴۰ میلادی

### دوران مملوک
شهر یافا، و کل فلسطین، برای حدود۲۵۰ سال تحت حاکمیت سلطنت ممالیک قرار داشت.
در این دوران،‌ جغرافی‌دان ابوالفداء در سال ۱۳۲۱ میلادی، در کتاب خود «تقویم‌البلدان»، یافا را به این صورت توصیف کرد:
و شهر یافا، شهر ساحلی کوچک ولی آباد است، یکی از مکان‌های مشهور. یافا قلعه‌ای بزرگ بوده، با بازارهای پر جنب و جوش و مملوء از نمایندگان بازرگانان، و بندرگاهی بزرگ که لنگرگاه کشتی‌هایی که به فلسطین می آیند و آن را به مقصد تمامی کشورها ترک می‌کنند است. بین یافا و رمله حدود ۶ میل فاصله است (۶ میل شرعی آن زمان معادل حدود ۲۲ کیلومتر است)، و در سوی غربی رمله واقع شده است

ومدينة يافا بلدة صغيرة کنيزة الرخاء ساحلية من الفرض المشهورة ومدينة يافا كانت حصنا كبيرا فيه اسواق عامرة ووكلاء التجار ومينا كبير فيه مرسی المراكب الواردة الی فلسطين والمقلعة منها الی كل بلد وبينها وبين الرملة ستة اميال وهی فی الغرب عن الرملة
— کتاب «تقویم‌البلدان»، اسماعیل بن علی ابوالفداء، سال ۷۲۱ قمری معادل ۱۳۲۱ میلادی

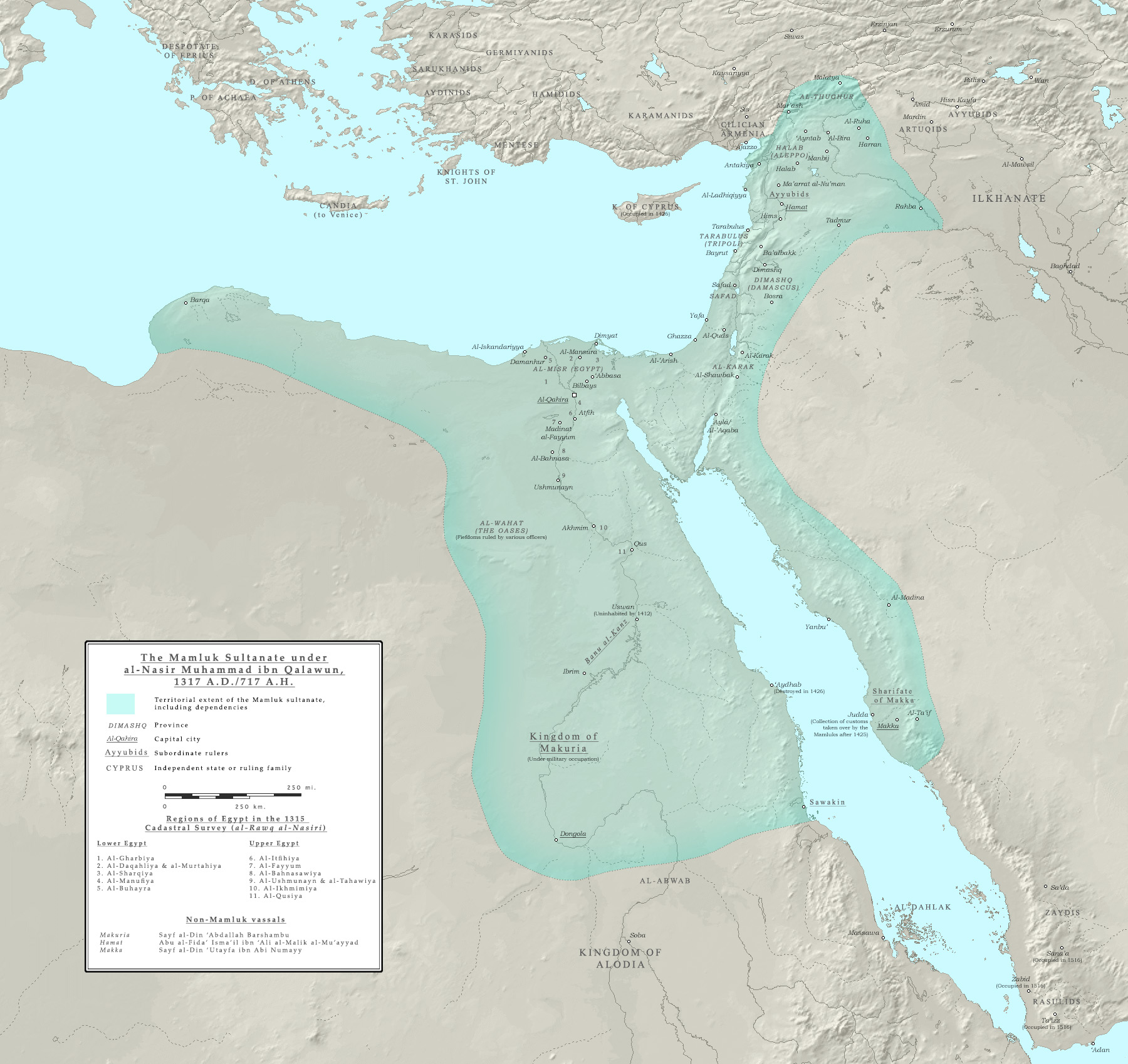
نقشه وضعیت سیاسی منطقه و یافا در حدود سال ۱۳۱۷ میلادی

### حکمرانی عثمانی
در سال ۱۵۱۵ میلادی، شهر یافا در زمان سلطنت سلطان سلیم اول، به تصرف امپراتوری عثمانی در آمد.
در سال ۱۵۹۶ میلادی، شهر یافا تحت مدیریت ناحیه رمله، لواء غزه قرار داشت. در این سال، جمعیت این شهر ۱۵ خانوار مسلمان ثبت شده بود. به نظر می‌آید که در قرن اول حاکمیت عثمانی، شهر یافا به روستایی کوچک و مخروبه تقلیل یافته بود. به طور مثال، جهان‌گرد هلندی «یوهانس کوتْویک»، در سال۱۵۹۸ میلادی از یافا بازدید کرد، و این شهر را «تپه‌ای از آوار» توصیف کرد.
قرن ۱۷ام میلادی به بعد، یافا دوباره اهمیت خود به عنوان بندر و دروازه ورودی فلسطین باز یافت. در این دوران، در شهر، کلیساها و هتل‌های متعددی به منظور میزبانی از زائرین مسیحی که به قصد زیارت از اماکن مقدس مسیحی در بیت المقدس و بیت اللحم در شرق یافا، و ناصره در منطقه جلیل، از طریق دریا وارد یافا می‌شدند، احداث شد. با این وجود، در طول قرن ۱۸ام میلادی، شهر بندری یافا مشکلات خاص خویش را داشت. سواحل این شهر، بارها مورد حصر و حمله دزدان دریایی قرار گرفت، طوری که ساکنان شهر مجبور می شدند که هربار موقتا به شهرهای لد و رمله نقل مکان کرده و منتظر اتمام حملات دزدان دریایی شوند. 
در طول لشکرکشی ناپلئون به مصر و سوریه در اواخر قرن ۱۸ام میلادی، ارتش فرانسه، بعد از فتح شهر عریش در صحرای سینا، به فلسطین وارد شده و به یافا حمله کرد. شهر یافا در سال ۱۷۹۹ میلادی تحت حمله و حصر فرانسوی‌های بناپارتی بود. در طول این جنگ، در واکنش به اعدام فرستادگان ناپلئون که قصد رساندن شرایط تسلیم شدن شهر به قوای فرانسه را داشتند، شهر یافا را غارت کرده، و تعدادی از ساکنان شهر را قتل عام کرد.
بلافاصله بعد از این جنگ، شهر یافا درگیر بیماری طاعون خیارکی شد، که در نتیجه آن، جمعیت قابل توجهی از شهر تلف شد. بعد از این جنگ، عثمانی‌ها «محمود ابو نبوت» را به عنوان فرمان‌دار یافا منصوب کردند. این دوران، شروع باز دوباره زنده شدن یافا، و پیدا کردن مکان خود به عنوان شهری استراتژیک در فلسطین بود. محمود ابو نبوت پروژه‌های ساخت و ساز گسترده‌ای را در یافا انجام داد. از منجمله پروژه‌های این دوران، به «مسجد محمودیه» و «سبیل ابو نبوت» (در معماری عثمانی، سبیل به چشمه‌ای دست‌ساز در کوچه خیابان‌های شهر اشاره دارد) می توان اشاره کرد. در بنای مسجد محمودیه از ستون‌های باستانی رومی که از مناطق قیساریه و اشکلون به یافا آورده شده بودند استفاده شده است. سبیل ابو نبوت، به طور خاص برای خدمت‌رسانی به زائرین مسلمان، مسیحی، و یهودی که قصد سفر به اماکن مقدس در بیت المقدس را داشتند ساخته شد. در همین دوران، «اشعیا آگیمان»،‌از یهودیان سفاردی ساکن قسطنطنیه در شهر یافا کنیسه و هتلی به منظور میزبانی از زائرین یهودی که به قصد زیارت از شهرهای مقدس بیت المقدس، خلیل (حبرون)،‌ صفد، و طبریه را داشتند در این شهر ساخت. محله اطراف این کنیسه و هتل، نام «دار الیهود» را به خود گرفت. در این دوران، یهودیانی که به فلسطین مهاجرت می‌کرده و شهر یافا را برای سکنی برگزیدند، در این محله ساکن شدند. این دوران صلح و رشد، منجر به افزایش جمعیت یهودیان یافا شد، طوری که در سال ۱۸۳۹ میلادی، جمعیت یهودی سفاردی شهر حداقل ۱۵۳ نفر تخمین زده شد. در این سال‌ها، به مدت ۵۰ سال، حاخام یهودا هَلِوی مه‌راگوسا (به عبری:רבי יהודה הלוי מרגוזה)، رهبر معنوی مردمان یهودی شهر یافا بود.
متأسفانه، این دوران صلح و رشد، یک بار، و در طول قیام رعیای فلسطین علیه سیاست‌های مالیاتی و سرباز‌گیری مصر عثمانی، مختل شد. در سال ۱۸۳۴ میلادی قوای ابراهیم محمدعلی پاشا از مصر، به مدت چهل روز، شهر یافا را در حصر قرار دادند.
با رهبری حاخام یهودا هلوی مه‌راگوسا، جامعه یهودی شهر یافا، قبرستانی را در سال ۱۸۴۰ میلادی تاسیس کردند. این قبرستان، اولین قبرستان یهودیان در شهر بود. پیش از تاسیس این قبرستان، یهودیان یافا مردگان خویش را در قبرستان کوه زیتون در بیت المقدس دفن می‌کردند.
در سال ۱۸۵۹ میلادی، مبلغ مسیحی آمریکایی، جمعیت یافا را حدود ۵۰۰۰ نفر تخمین زد، که از این جمعیت، ۱۰۰۰ نفر مسیحی، ۸۰۰ نفر یهودی، و بقیه جمعیت مسلمان بودند.  در سال ۱۸۷۰ میلادی، در پی افزایش فزاینده جمعیت شهر، برج و باروی شهر به منظور گسترش شهر به اراضی اطراف، تخریب شد.

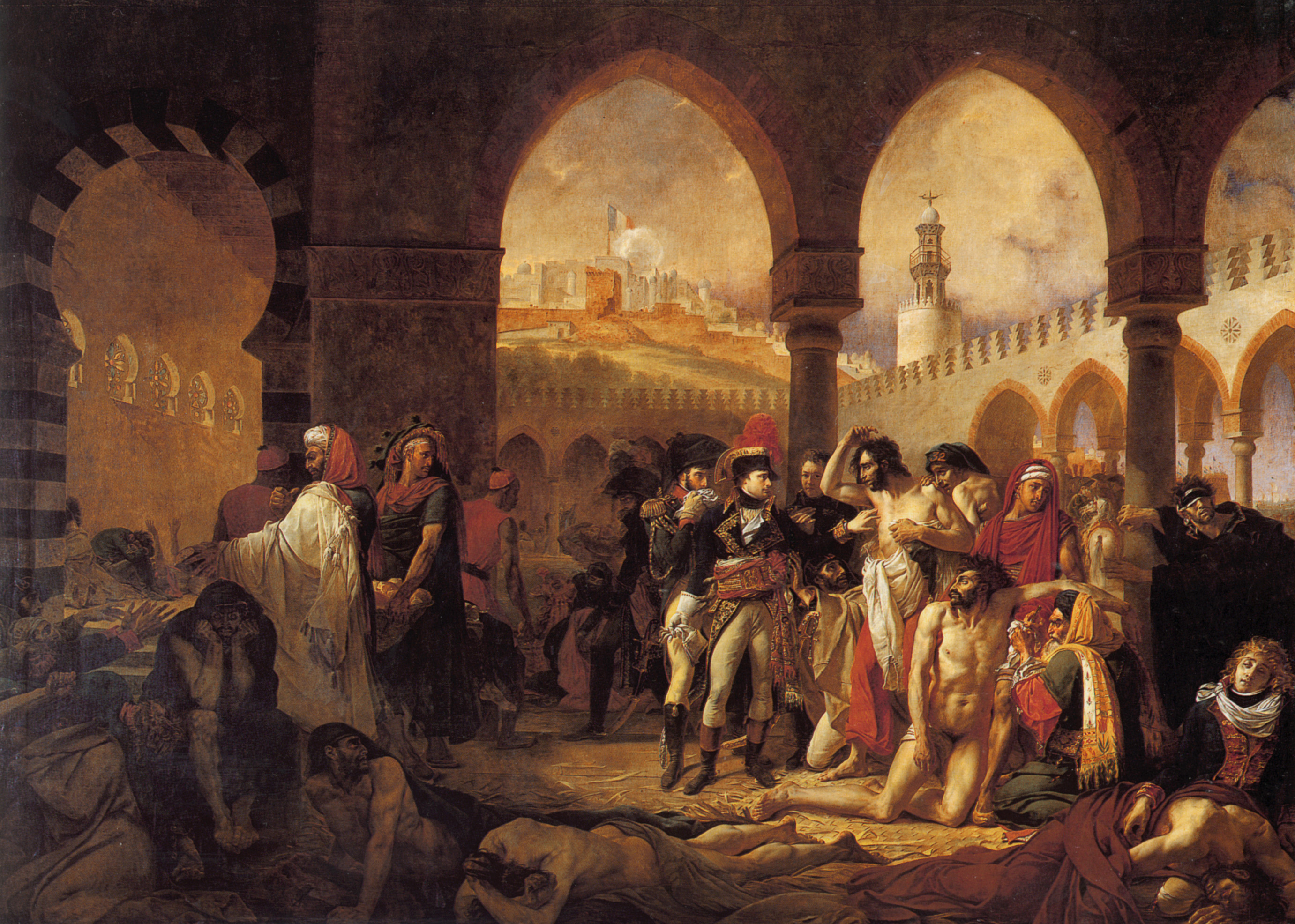
نقاشی از بازدید ناپلئون از مبتلایان به طاعون در یافا
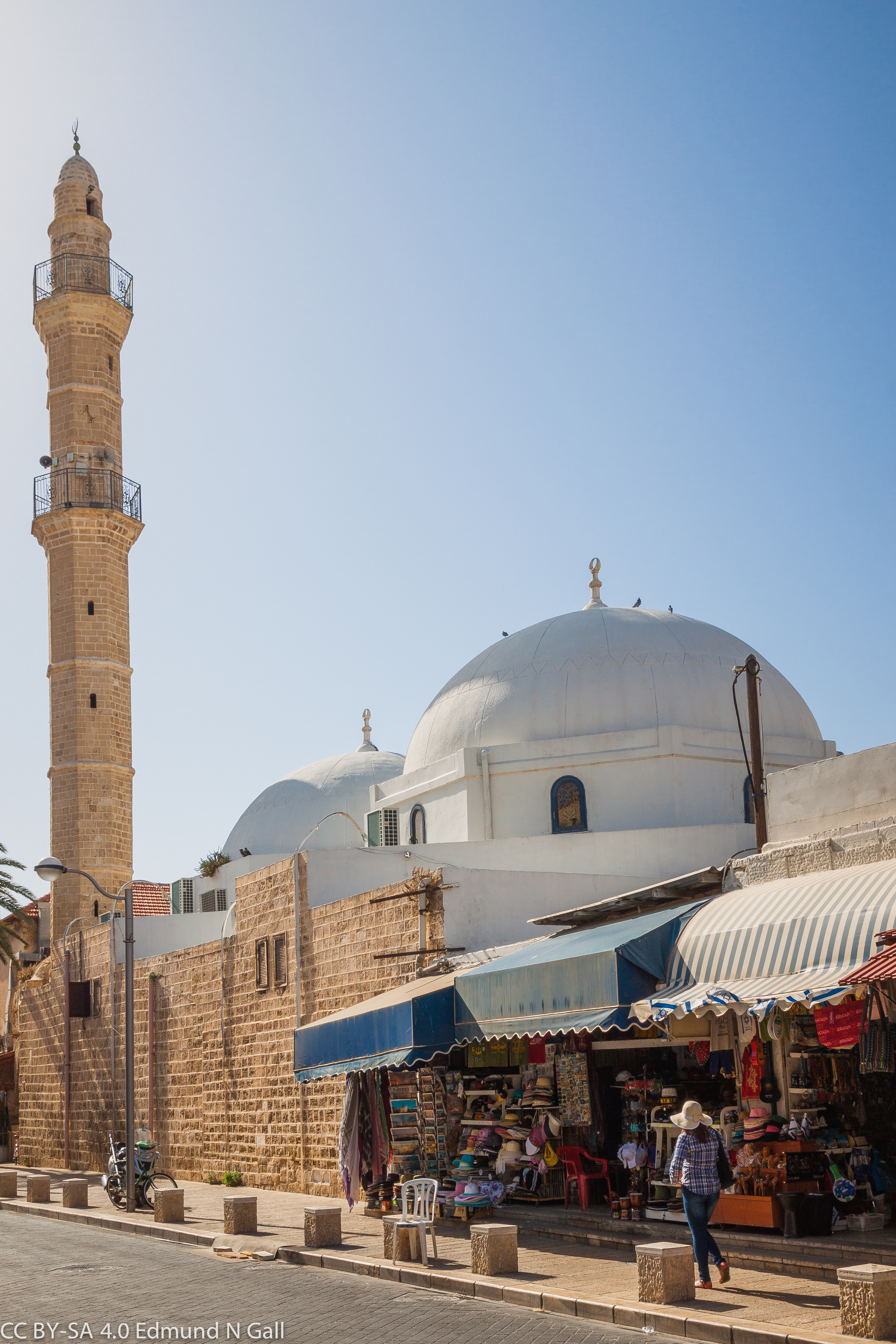
مسجد محمودیه
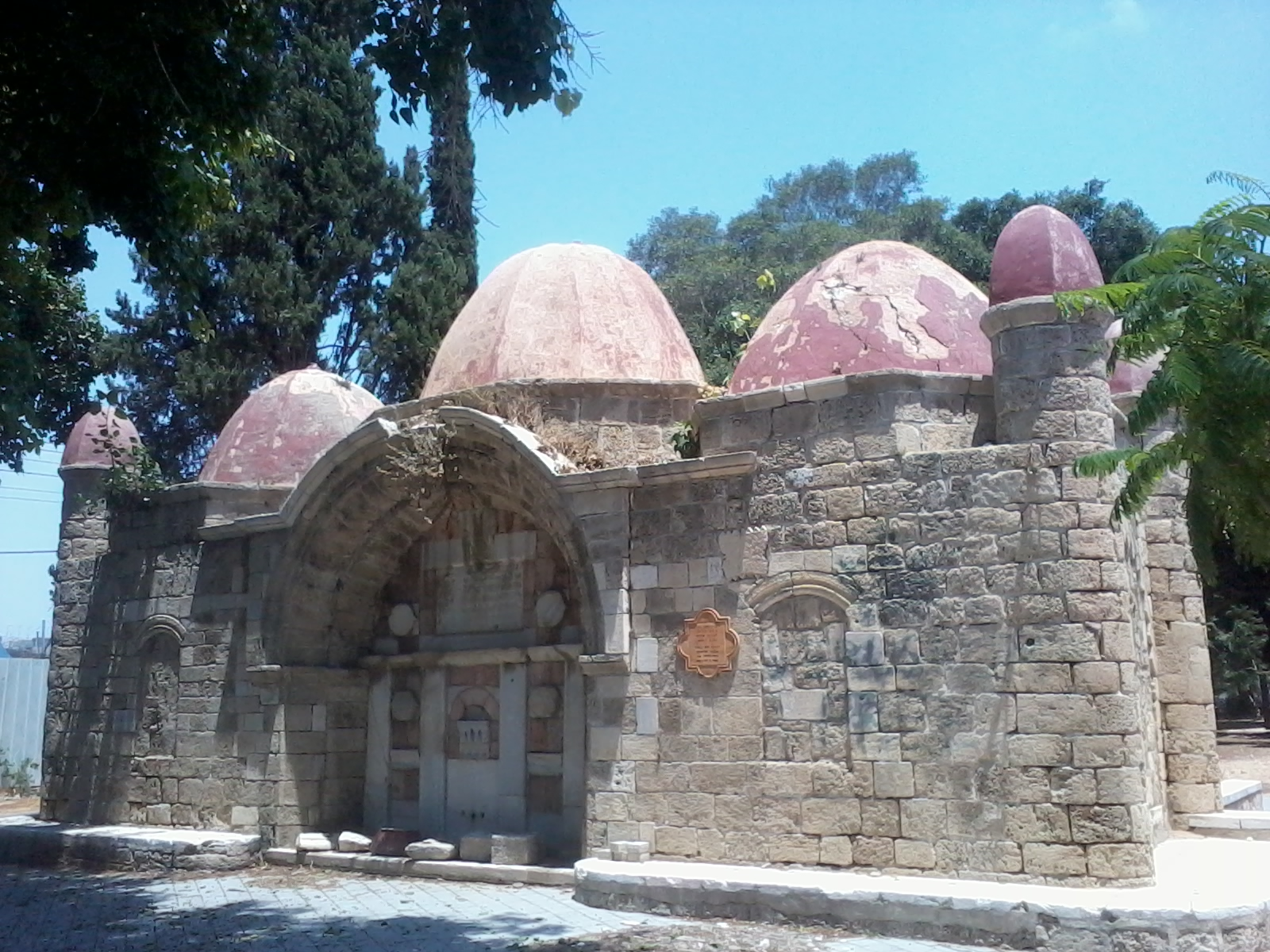
سبیل ابو نبوت
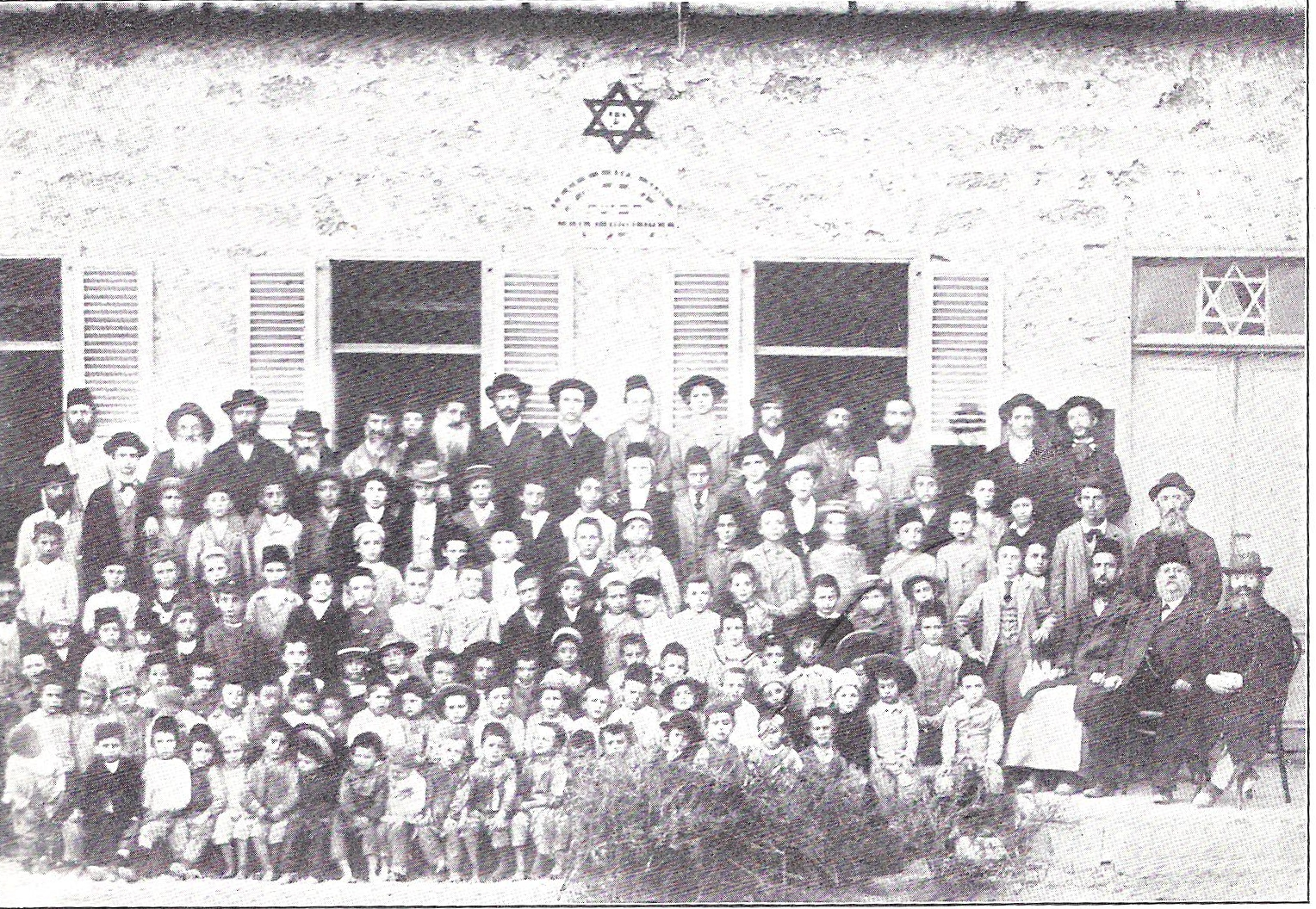
مدرسه یهودیان در یافا، در قرن ۱۹ام
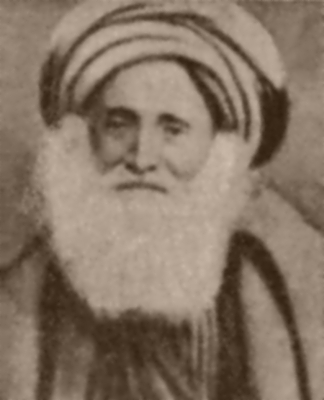
حاخام یهودا هلوی مه‌راگوسا، اولین حاخام و رهبری معنوی یهودیان یافا در عصر معاصر
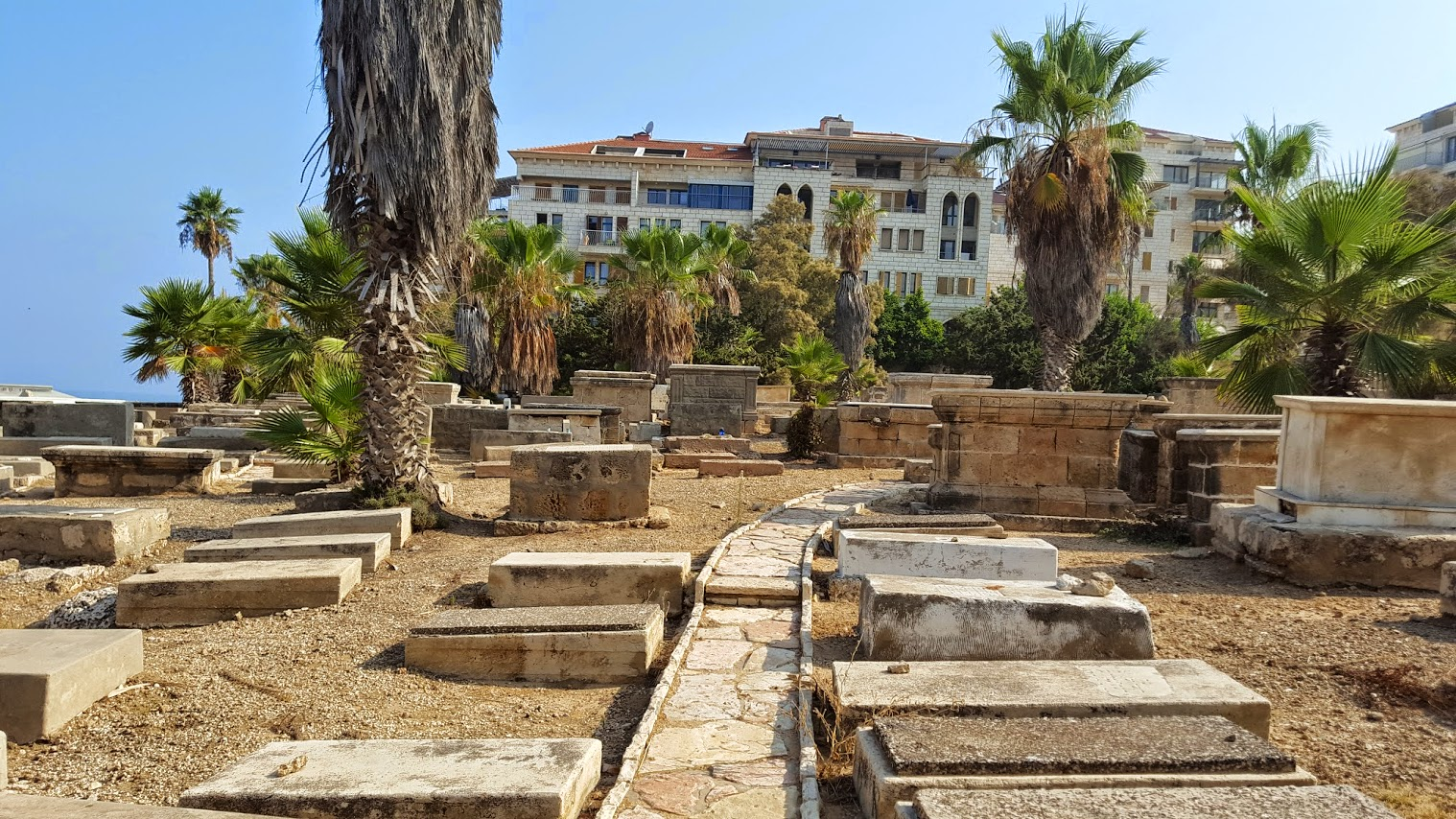
قبرستان یهودیان یافا، تاسیس شده به سال ۱۸۴۰ میلادی

### گسترش شهر و تاسیس تل آویو
با افزایش فزاینده جمعیت شهر یافا، در اواخر قرن ۱۹ام و اوایل قرن ۲۰ام، محلات متعدد جدیدی در اطراف شهر تاریخی یافا ساخته شد. در اواخر دهه ۱۸۷۰ میلادی، در شمال و جنوب شهر، محلات عرب‌نشین «منشیه» در طول ساحل مدیترانه در شمال شهرِ و محلات «عجمی» و «جبلیه» در طول ساحل در جنوب شهر تاسیس شدند. در سال ۱۸۸۵ میلادی، در شرق منشیه، محله یهودی‌نشین «نوه تزدک»، متشکل از یهودیان سفاردی شمال آفریقا و یهودیان یمنی بود. در سال ۱۸۹۰، در همسایگی نوی تزدک، محله یهودی‌نشین دیگری به نام «نوه شالوم» نیز تاسیس شد. این محلات تازه‌تاسیس اولین محلات یهودی‌نشین خارج از محدوده برج و باروی تاریخی یافا یودند، و امروزه محله «شبازی» شهر تل آویو را تشکیل می دهند.
در سال ۱۸۹۱ (اوایل دهه ۱۲۷۰ شمسی)، با تکمیل خط راه-آهن یافا-بیت المقدس، ایستگاه راه آهن یافا در منشیه، اولین ایستگاه راه آهن در فلسطین و کل خاور میانه تاسیس شد.
در سال ۱۹۰۹، حدود ۶۶ خانوار یهودی یافا، مهاجرین اشکنازی اروپای شرقی، در ماسه‌زارهای ساحلی شمال منشیه گرد هم آمده،و تصمیم به تاسیس شهر یهودی جدید مستقل از یافا را در آن محل گرفتند. این خانوارها از مقلدان طرح باغ‌شهر، طرحی اروپایی در طراحی مدرن شهری بودند، و به همین دلیل اسم شهر تازه‌تاسیس خویش را «آخوزت بیت» (به عبری: אחוזת בית)، به معنی کشاورزخانه (خانه بزرگ و دلباز با حیاطی وسیع) گذاشتند. البته که چندین سال بعد، اسم این شهر جدید به «تل آویو» (به عبری: תל אביב) به معنی تل بهار تغییر کرد. این دوران مصادف بود با موج دوم علیا. همزمان در اروپای شرقی، بالاخص در روسیه تزاری،‌ پوگرومها یا به عبارت دیگر، شورش‌ها و حملات مردم به محلات یهودی‌نشین با حمایت غیررسمی مقامات دولتی و کشتار یهودیان رو به افزایش بود، که زندگی در اروپای شرقی را بیش از پیش سخت کرده بود. اکثریت یهودیان در این دوران به آمریکا مهاجرت کرده، ولی پیغام جنبش تازه‌تاسیس صهیونیسم که یهودیان را تشویق به مهاجرت به فلسطین می‌کرد نیز  دارای جذابیت بیشتری شد. به این دلیل و با این نقطه نظر، موسسان شهر تل آویو، آینده متصور خویش از این شهر را از یک سو با یافا، و همینطور محلات یهودی‌نشین نوه تزدک و نوه شالوم مقایسه کردند، و از سوی دیگر با شهرهایی اروپایی مثل کیشیناو یا نیویورک. محلات عرب‌نشین یافا و محلات یهودی‌نشین  نوه تزدک و نوه شالوم از نظر طراحان تل آویو، شلوغ و بی برنامه، و بدون امکانات مورد نیاز بود،و از سوی دیگر کیشیناو شهری دلباز با امکانات متعدد، و نیویورک شهری با عظمت که دروازه باشکوهی بود برای مهاجرینی که از طریق کشتی به آمریکا مهاجرت می کردند. به‌طور مثال، بر روی بروشورهای تبلیغاتی که بین ساکنان یهودی یافا پخش شد، آکیوا آریه ویس، معمار و طراح شهری که نقشی کلیدی در تاسیس تل آویو داشت، چنین نوشت:
و همینطور که شهر نیویورک نشان‌دهنده دروازه اصلی ورود به آمریکاست، بر ماست که شهر خویش را عالی بسازیم، و این شهر هر از گاهی نیویورک ارض اسرائیل خواهد بود.

וכמו שהעיר ניו יורק מסמנת את השער הראשי לכניסה לאמריקה, כך עלינו לשכלל את עירנו, והיא תהיה בזמן מן הזמנים לניו יורק הארץ-ישראלית
شهر تل آویو در سال ۱۹۲۱ میلادی، تحت مدیریت یافا، به خودمختاری رسید، و در نهایت، در سال ۱۹۳۴ میلادی مستقل شد.
صادرات پرتقال از شهر یافا به مصر، ترکیه، و اروپا از ۱۶۵٬۰۰۰ جعبه در سال ۱۸۶۵ میلادی به ۱٬۶۰۸٬۴۷۰ جعبه در سال ۱۹۱۳ رسید. تعداد کشتی‌هایی که در سال در بندر یافا لنگر انداختند، از ۸۵۵ در سال ۱۹۰۰ به ۱٬۳۴۱ در سال ۱۹۱۳ افزایش داشت. این دوران بود که یافا تبدیل به پایتخت تجاری فرهنگی فلسطین شد. در این رشد اقتصادی، هم اعراب فلسطینی و هم مهاجرین یهودی نقش مهمی ایفا کردند. معمولا از یک سو منابع صهیونیستی، نقش اعراب را ناچیز، و منابع فلسطینی نقش یهودیان را ناچیز می‌دانند. ولی در حقیقت، بازرگانان یهودی یافا حضور مهمی در بازار فروش محصولات وارداتی داشتند، مثل فروش محصولات لوکس و همینطور محصولات زیرساختی ساده. از سوی دیگر بازار صادرات تقریبا در دست بازرگانان اعراب مسلمان و مسیحی بود.
در سال ۱۹۱۱، روزنامه مشهور فلسطین، که در دهه‌های پیش رو نقش مهمی در شکل دادن به هویت ملی فلسطینی داشت، تاسیس شد.
در سال ۱۹۱۶، مسجد حسن بک، از مهمترین بناهای منشیه، و از سمبل‌های مهم امروزه مسلمین یافا، در مرز بین منشیه و نوه تزدک ساخته شد.
| جمعیت شهر یافا | جمعیت شهر یافا | جمعیت شهر یافا | جمعیت شهر یافا | جمعیت شهر یافا |
| سال            | کل جمعیت       | مسلمین         | مسیحیان        | یهودیان        |
| -------------- | -------------- | -------------- | -------------- | -------------- |
| ۱۸۶۶           | ۵٬۰۰۰          | ۳٬۸۵۰          | ۱٬۰۰۰          | ۱۵۰            |
| ۱۸۷۵           | ۸٬۰۰۰          | ۴٬۳۰۰          | ۱٬۷۴۵          | ۴۰۰ تا ۶۰۰     |
| ۱۸۸۷           | ۱۴٬۰۰۰         | ۱۰٬۰۰۰         | ۲٬۲۷۰          | ۲٬۵۰۰          |
| ۱۸۹۱           | ۱۶٬۵۷۰         | ۱۰٬۵۰۰         | ۲٬۸۷۵          | ۲٬۷۰۰          |
| ۱۸۹۷           | ۳۳٬۴۶۵         | ۲۰٬۰۰۰         | ۳٬۴۶۵          | ۱۰٬۰۰۰         |
| ۱۹۰۴           | ۳۰٬۰۰۰         | ۱۸٬۰۰۰         | ۹٬۰۰۰          | ۳٬۰۰۰          |
| ۱۹۰۹           | ۴۷٬۰۰۰         | ۲۴٬۰۰۰         | ۹٬۰۰۰          | ۷٬۰۰۰          |
| ۱۹۱۳           | ۵۰٬۰۰۰         | ۳۰٬۷۰۰         | ۹٬۳۰۰          | ۱۰٬۰۰۰         |

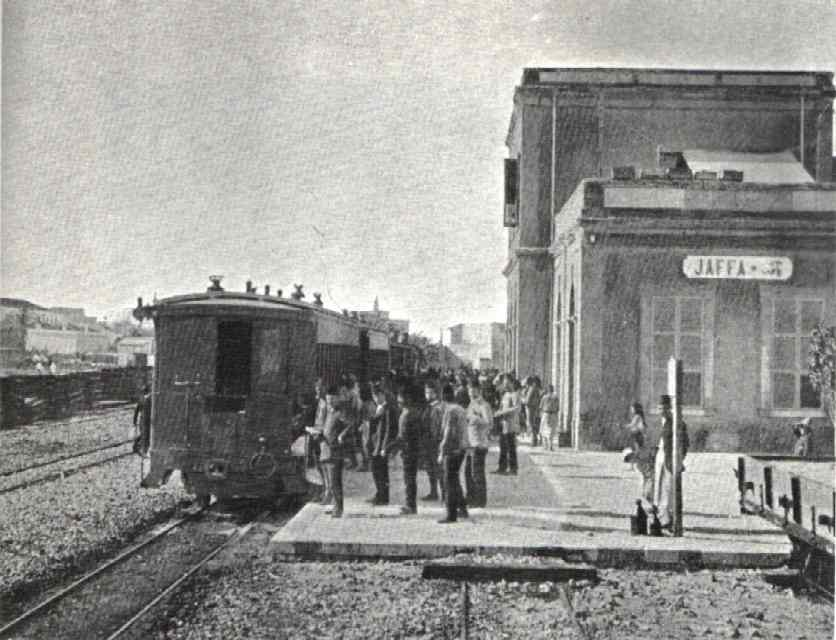
ایستگاه راه آهن یافا در سال ۱۸۹۲ میلادی
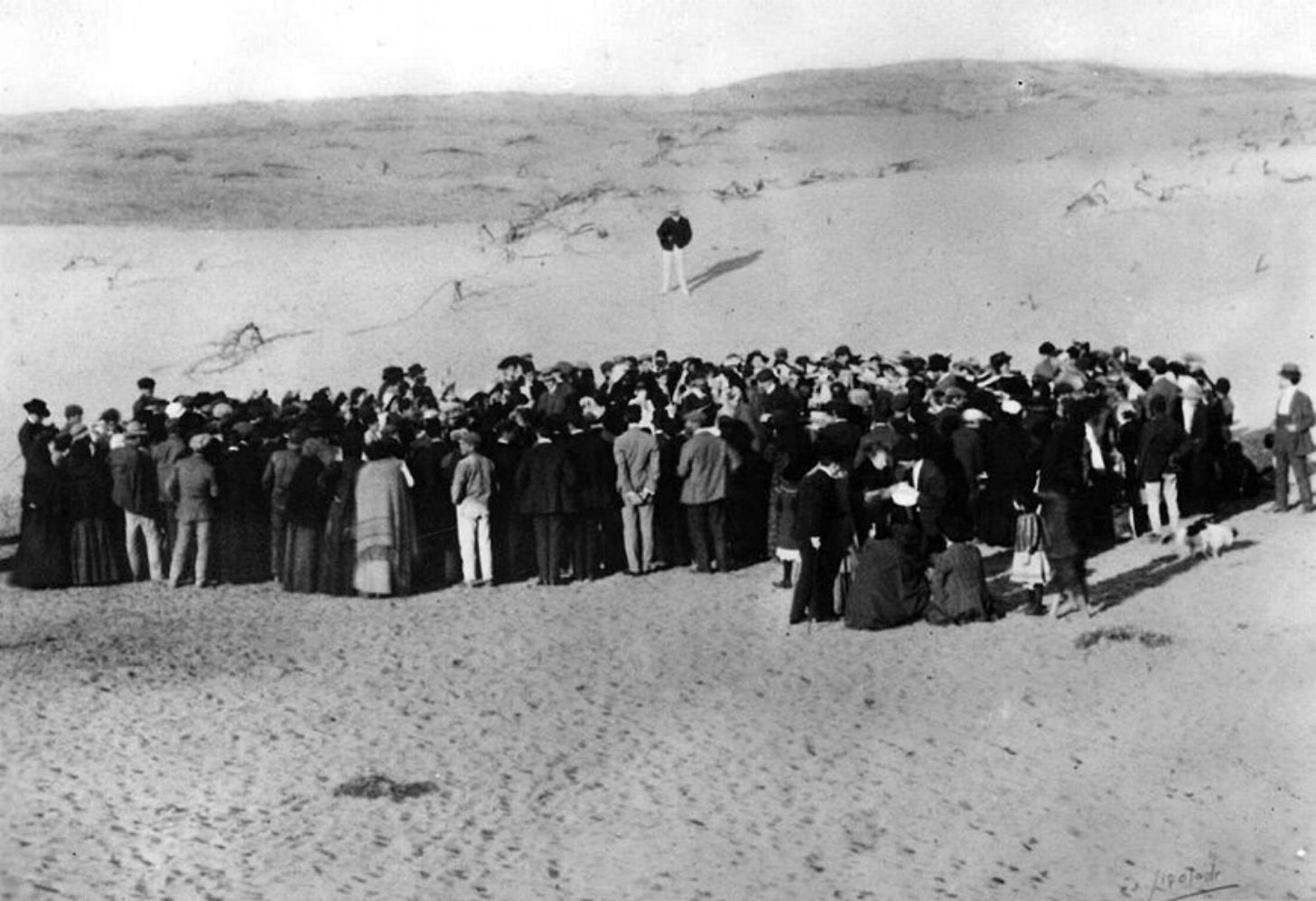
خانوارهای یهودی یافا در شن‌زارهای شمالی شهر، در حال طرح‌ریزی ساخت شهر تل آویو، سال ۱۹۰۹
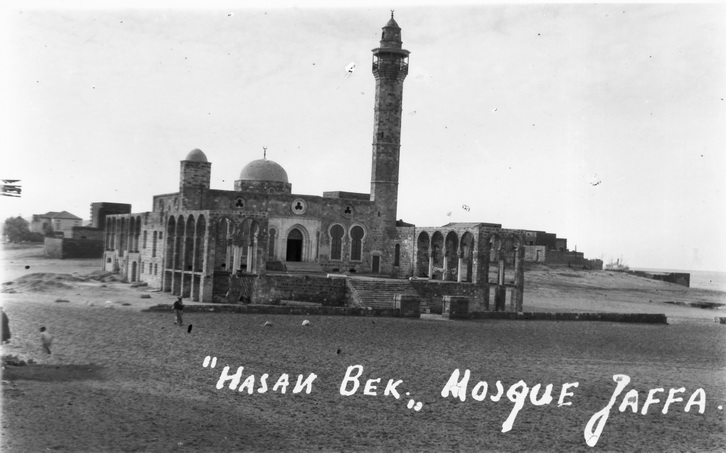
مسجد حسن بک،‌سال ۱۹۲۰

### جنگ جهانی اول
شهر یافا بار دیگر در طول جنگ جهانی اول، به خود جنگ و درگیری دید، در سال چهارم این جنگ پنج ساله، ۱۹۱۷. با تصرف صحرای سینا توسط قوای بریتانیایی در ژانویه سال ۱۹۱۷،‌ مقامات عثمانی نگران پیش‌روی بریتانیایی ها به فلسطین و فتح تصرفات عثمانی را داشتند. مقامات عثمانی اطمینان به وفاداری ساکنان  فلسطین به دولت عثمانی نداشتند، هم اعراب و هم یهودیان. در نتیجه،‌ در ماه مارس ۱۹۱۷،‌جمال پاشا، فرمانده عثمانی سوریه دستور اخراج موقتی تمامی ساکنان یافا و تل آویو را داد. In any case, when New Zealand troops entered Jaffa in November 1917, only an estimated 8,000 of the previous population of 40,000 was present. طبق دستور مقامات عثمانی، ساکنان یافا و تل آویو آزاد بودند هر جایی که می‌خواهند بروند، به جز بیت المقدس و حیفا. در کل، حدود ۴۰٬۰۰۰ نفر از یهودیان یافا، تل آویو، و شهرک‌های حومه اخراج شدند.
بعد از پایان درگیری‌ها، اعراب اکثرا بلافاصله به یافا بازگشتند، اما یهودیان تا پایان جنگ جهانی اول و تصرف کامل فلسطین توسط قوای انگلیسی، موفق به بازگشت نشدند. منبعی، دلیل این را سیاست عمدی عثمانی‌ها می داند، در حالی که منبع دیگر دلیل این را تفاوت رفتارهای اجتماعی اعراب و یهودیان می داند. اعراب، هیچ ساختار سیاسی واحدی نداشتند، و به دلیل تجربه گسترده آنها در سر و کله زدن به مقامات عثمانی و دستورهای آنها، توانایی این‌که از اجرای کامل دستورهای حکومتی سرباز بزنند را داشتند. اکثر ساکنان عرب یافا موقتا به شهرها و روستاهای اطراف رفتند و صبر کردند تا آبها از آسیاب بیافتد. از سوی دیگر، یهودیان تل آویو و یافا، اکثرا مهاجرین تازه‌وارد بودند، و اکثرا تابع تصمیمات شوراهای سیاسی منظمی که خود برای اداره امور شهرهای خویش تشکیل داده بودند. در نتیجه، این شوراها نقش مهمی در خروج منظم و دسته جمعی یهودیان، طبق دستور مقامات عثمانی را داشتند. اکثر یهودیان تل آویو و یافا، موقتا به اسکندریه مصر، در فاصله حدود ۵۰۰ کیلومتری از یافا رفتند. در هر صورت، بعد از ورود قوای متفقین به یافا در نوامبر ۱۹۱۷، حدود ۸٬۰۰۰ نفر از جمعیت ۴۰ هزار نفری یافا در شهر بودند.
شهر یافا در ۱۶ نوامبر ۱۹۱۷ تسلیم قوای بریتانیایی شد. در ماه دسامبر ۱۹۱۷، مناطق شهر یافا شاهد درگیری‌های نظامی بین متفقین و عثمانی‌ها بود. محل این درگیری‌ها در شمال یافا و تل آویو، در حوالی نهر العوجا بود. با پیروزی قوای متفقین در این نبرد، و همین‌طور پیروزی متفقین در عملیات تصرف شهر بیت المقدس حدود یک ماه پیش از آن، انگلیسی‌ها موفق به تصرف کامل مرکز و جنوب فلسطین، و همین‌طور جاده مهم متصل کننده یافا به بیت المقدس شدند. پس از تصرف فلسطین توسط قوای بریتانیایی، شهر یافا و کل فلسطین تحت قومیت بریتانیا قرار گرفت.

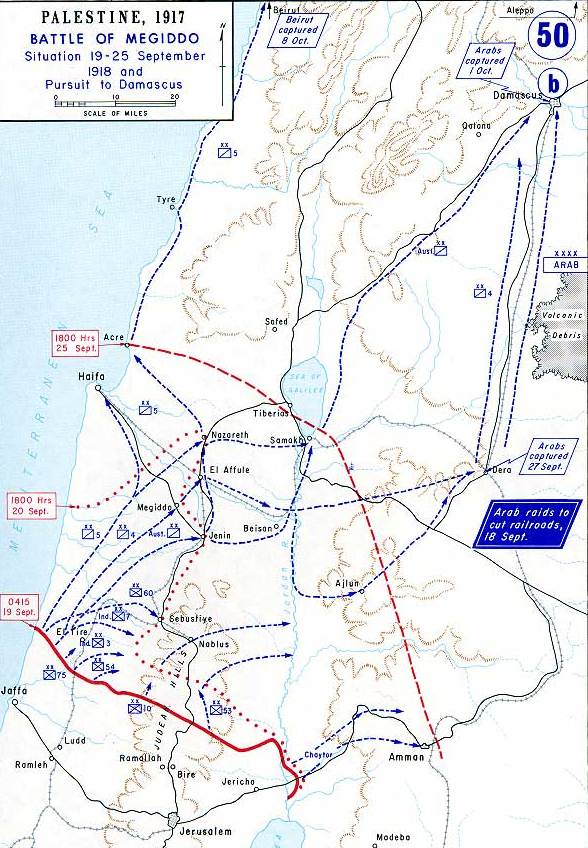
نقشه خطوط مقدم درگیری‌ها در فلسطین. خط قرمز تیره، نشان‌دهنده خط مقدم بین انگلیسی‌ها و عثمانی‌ها بعد از دسامبر ۱۹۱۷ است.
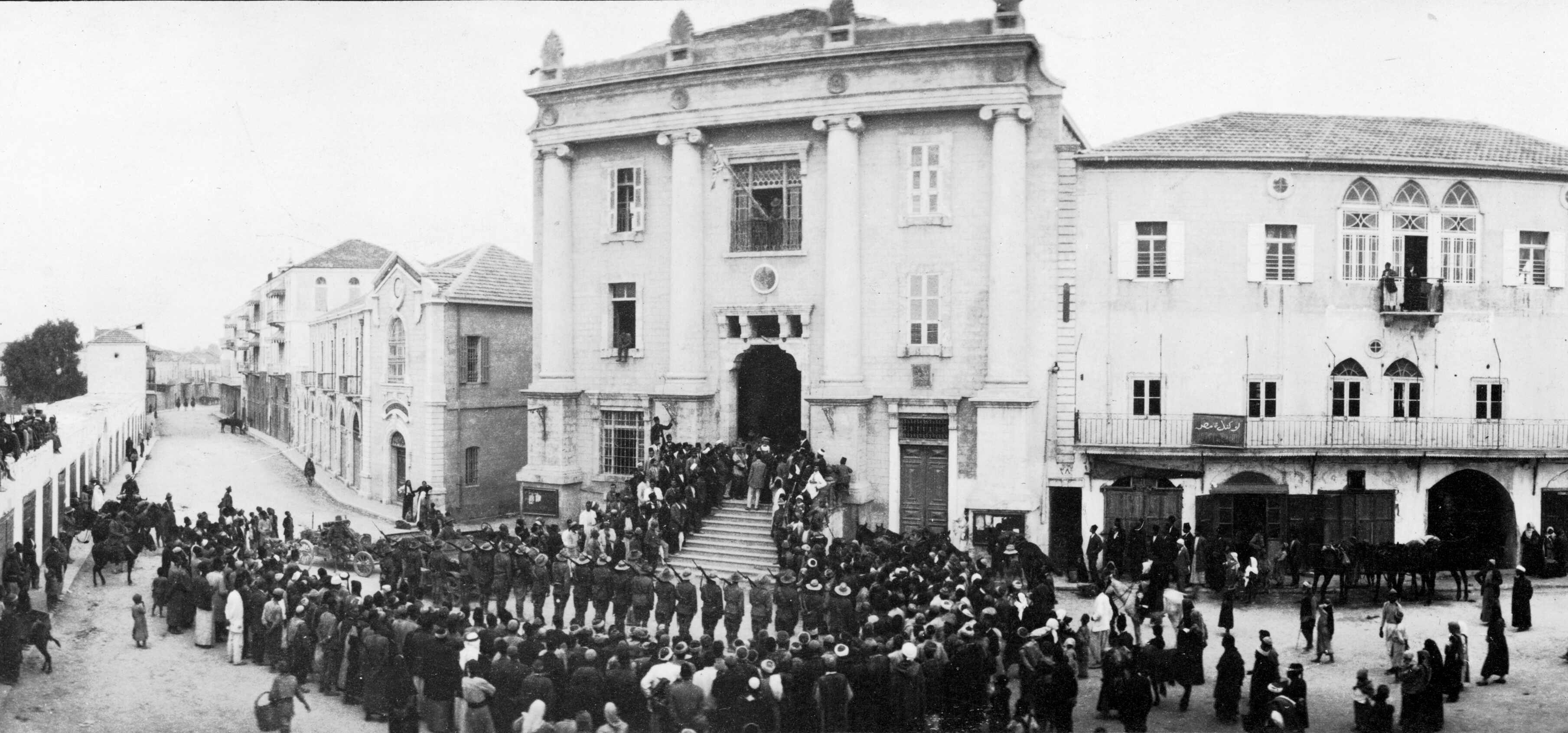
تسلیم شهر یافا به قوای زلاند نو، تحت فرماندهی بریتانیا، نوامبر ۱۹۱۷.
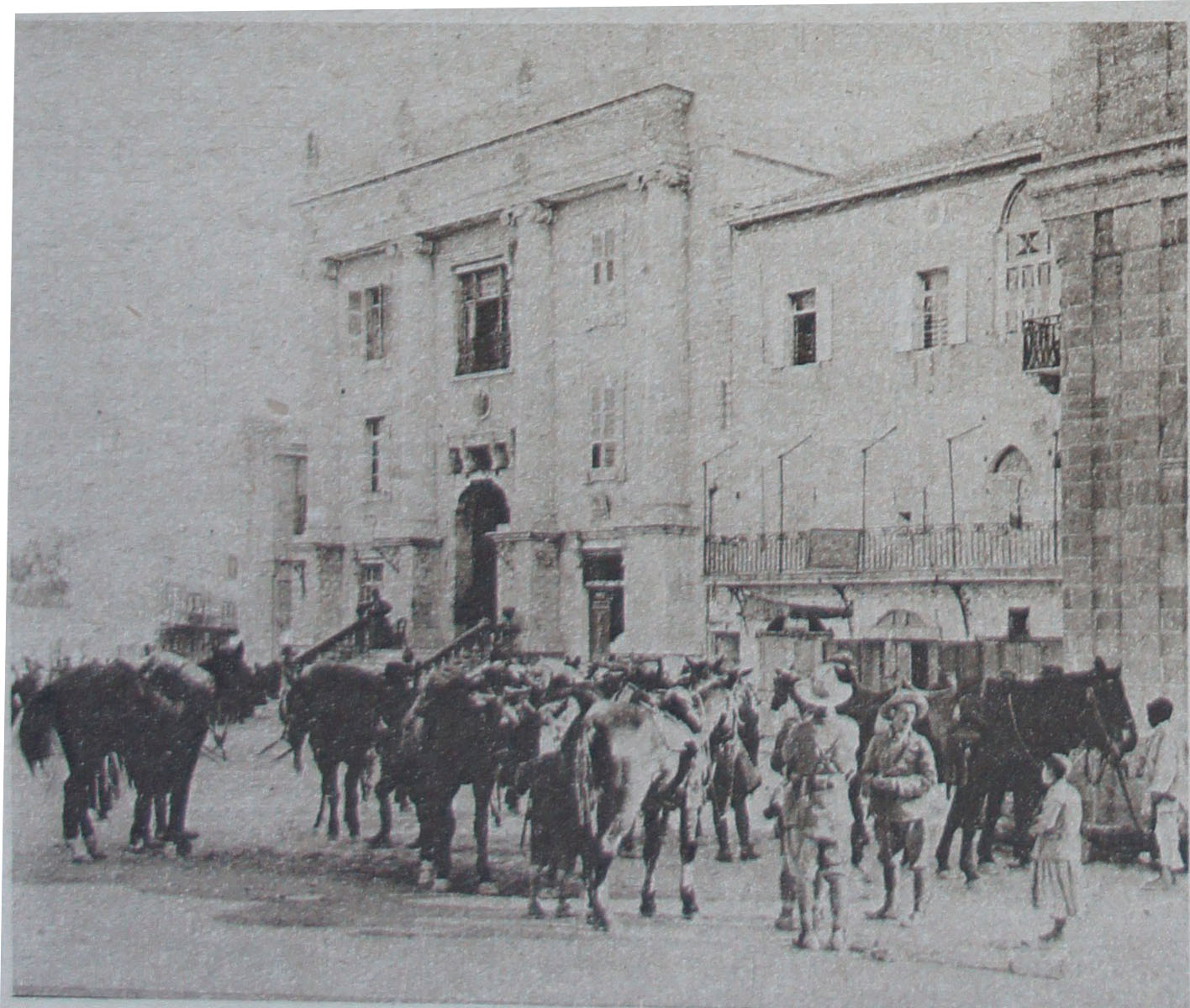
قوای خارجی در مقابل ساختمان شهرداری یافا
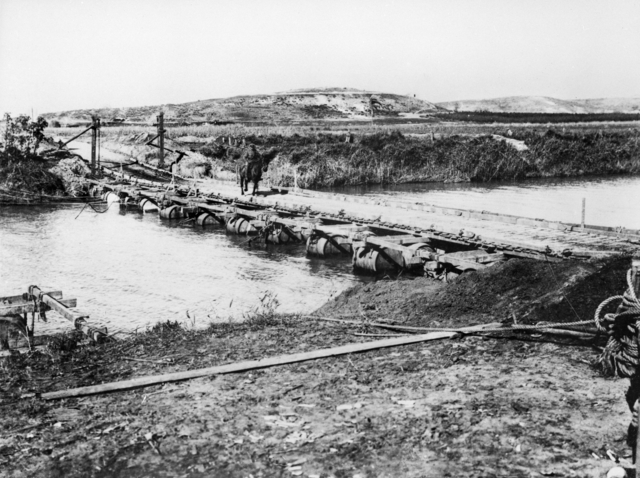
پل نظامی متفقین بر روی نهر العوجا، حدود ۶ کیلومتر شمال‌شرق یافا

### فلسطین تحت قومیت بریتانیا

#### شروع قومیت
از همان سال‌های اول قومیت بریتانیا بر فلسطین، تنش‌ها، احساسات عدم اعتماد متقابل، و خشونت‌ها افزایش چشم‌گیری پیدا کرد. در این دوران و پس از فروپاشی امپراتوری عثمانی، مردم فلسطین، مثل سایر ملل عرب منطقه، به دنبال استقلال و حاکمیت ملی بودند، و به طور دقیق‌تر، به دنبال استقلال در قالب پادشاهی تازه‌تاسیس سوریه به مرکزیت دمشق. 
در عین حال، در سال ۱۹۱۷، در لندن،‌ وزیر خارجه بریتانیا بیانیه مهمی را به نام بیانیه بالفور صادر کرد. در این بیانیه، بالفور به نمایندگی از دولت بریتانیا، از موضع مثبت دولت بریتانیا برای «ایجاد خانۀ ملی برای یهودیان در سرزمین فلسطین» خبر داد. این بیانیه، برخلاف توافقات فی‌مابین قوای متفقه مبنی بر احترام به حق تعیین سرنوشت مردمان ملل مختلف، توافقات بین بریتانیایی‌ها و سران عرب که با متفقین ضد عثمانی‌ها مبارزه کرده بودند، و منشورات جامعه ملل،‌حقوق سیاسی مردم فلسطین، حق تعیین سرنوشت آنها، و حتی حق آنها در مشارکت در مشورت در مورد آینده کشور خویش نادیده گرفت شد. در یادداشتی در اوت سال ۱۹۱۹، بالفور این تصمیم را چنین توجیه کرد:

تضاد بین متن میثاق جامعه ملل و سیاست متفقین، در قیاس با قضیه «ملت مستقل»‌ سوریه، در مورد قضیه «ملت مستقل» فلسطین  حتی آشکار تر است. چرا که در فلسطین ما حتی پیشنهاد انجام مشورت با خواست ساکنان کنونی کشور را نداریم،‌ هرچند که کمیسیون آمریکایی‌ها1 در حال انجام پرس‌وجوهایی درباره اینٰ‌که بداند این خواست‌ها چیست است. هر چهار قوای متفق متعد به صهیونیسم هستند. و صهیونیسم، چه درست چه غلط، چه خوب چه بد ریشه در سنن قدیمی، در نیازهای امروزی، و در امیدهای آینده دارد، نیازها و امیدهایی بسیار عمیق‌تر از خواست‌ها و عقاید ۷۰۰ هزار عربی که امروزه در این سرزمین تاریخی زندگی می‌کنند دارد.

The contradiction between the letter of the Covenant and the policy of the Allies is even more flagrant in the case of the 'independent nation' of Palestine than in that of the 'independent nation' of Syria. For in Palestine we do not propose even to go through the form of consulting the wishes of the present inhabitants of the country, though the American Commission has been going through the form of asking what they are. The four Great Powers are committed to Zionism. And Zionism, be it right or wrong, good or bad, is rooted in age-long traditions, in present needs, in future hopes, of far profounder import than the desires and prejudices of the 700,000 Arabs who now inhabit that ancient land.

1کمیسیون آمریکایی که در نتیجه کنفرانس ۱۹۱۹ پاریس برای مشورت سیاسی با اقوام و ملل منطقه شام تاسیس شد
— ‌، ‌

#### قیام ۱۹۲۰ جشنواره حضرت موسی
طبیعتا این بیانیه، و انتشار آن در جامعه فلسطین، منجر به افزایش سریع تنش‌ها، احساسات عدم اعتماد متقابل، و خشونت‌ها شد. روزنامه های چاپ یافا نقش مهمی در چاپ مناظرات و گفت‌وگوهای سیاسی و افزایش آگاهی اجتماعی نسبت این این مسئله داشتند. از جمله اولین اتفاقات خشونت‌بار این دوران، قیام ۱۹۲۰ جشنواره حضرت موسی در بیت المقدس بود. یافا و حومه آن در این اتفاقات نقشی نداشتند. پس از این قیام، ۸۲ شیخ و کدخدا از روستاهای قضا  بیت المقدس و قضاء یافا، با ادعای اینکه بازتاب‌دهنده نظر آن‌ها عقیده ۷۰٪ جمعیت فلسطینی نیز بود، خشونت‌ها را محکوم کردند.

#### شورش‌های ۱۹۲۱ یافا
حدود یک سال بعد، در ماه مه ۱۹۲۱، یافا، تل آویو، و حومه آنها شاهد شورش‌های گسترده و خونریزی بود. این درگیری‌ها در روز جهانی کارگر اول ماه مه، بین دو راهپیمایی کارگری گروه‌های رقیب چپی یهودی شروع شد. حزب کمونیست فلسطین، حزبی که طرف‌دار سقوط قومیت بریتانیا بر فلسطین، و تشکیل جمهوری شوروی کمونیستی واحد بر فلسطین بود، در این روز از یافا، از طریق منشیه، به سمت تل آویو راه‌پیمایی کرد. بعد از ورود به تل آویو، افراد این راهپیمایی با افراد راه‌پیمایی دیگری توسط «حزب اتحاد کارگری» درگیر شده و به ضرب و شتم یک‌دیگر پرداختند. با شلوغ شدن وضعیت، پلیس بریتانیایی و همینطور اعراب فلسطینی شاهد صحنه اقدام به جداسازی طرفین نمودند. در این بحبوحه صداهای تیراندازی به گوش رسید، و شایعه اینکه ساکنان عرب شهر مورد تهاجم قرار گرفته بودند. در نتیجه، انبوهی عظیم از جمعیت، که به گفته شاهدان مسلح به چماق و چاقو و غیره بودند،‌شروع به شورش کرده،‌ به منازل و مغازه‌های یهودی حمله کرده، ساکنان آنها را کشته یا مجروح کردند. به گفته شاهدان، در پی این وضعیت، زنان عرب فلسطینی نیز دیده شده‌بودند که اقدام به غارت لوازم خانه‌ها و مغازه‌های حمله شده می‌کردند. شاهدان همین‌طور گزارش دادند که بعضی خانواده‌های عرب به یهودیان در نزدیکی شورش پناه دادنه. شواهد همینٰطور گفتند که بعضا افسران پلیس عرب و همین‌طور همسایه‌گان دوست در حملات مشارکت داشتند. در نتیجه این شورش، ۴۷ یهودی و ۴۸ عرب کشته شدند، و ۱۴۶ یهودی و ۷۳ عرب مجروح. بیشتر کشته و مجروح شدگان عرب فلسطینی در درگیری با قوای بریتانیایی که قصد آرام کردن شرایط را داشتند بود. این اتفاقات شتاب بیشتری به جدایی کامل ساکنان شهرهای تل آویو و یافا بخشید.
هربرت ساموئل، مقام ارشد وقت بریتانیا در فلسطین، تحقیق و تفحصی در بروز این شورش انجام داد. نتایج اعلام شده او، خلاف باب میل یهودیان و اعراب بود
نتایج مهم این تحقیق در لیست زیر آمده است

- دلیل ریشه‌ای شورش‌های یافا و اعمال خشونت‌آمیز بعدی احساس نارضایتی و خصومت اعراب نسبت به یهودیان، به دلایل سیاسی و اقتصادی، و در ارتباط با مهاجرت یهودیان و در ارتباط با تصور آن‌ها از سیاست صهیونیسم برگرفته از نمایندگان یهودی بود.
- علت بلافصل شورش‌های یافا در روز اول مه تظاهرات بدون مجوز یهودیان بلشویک و درگیری آنها با تظاهرات با مجو حزب کارگر یهودی بود
- نزاع بین قومی توسط اعراب شورع شد، که به سرعت به یک درگیری خشونت‌آمیز بین اعراب و یهودیان تکامل پیدا کرد، که در طول آن بیشتر خسارات را اکثریت عرب که عموما از مهاجمان بودند رساندند.
- وقوع این اتفاقات نه از پیش برنامه‌ریزی شده و نه مورد انتظار بود، و هیچ یک از طرفین آمادگی چنین چیزی را نداشت. پلی شرایط احساسات عمومی، بروز درگیری را بر سر هر تحریکی از جانب یهودیان ممکن کرده بود.
- جامعه یهودیان به طور کل مخالف بلشویسم بود، و نقشی در راهپیمایی بولشویک‌ها نداشت.
- بعد از این‌که آشوب‌ها شروع شد، احساسات قوی ضد یهودیان به یک شورش ضد یهودیان گسترش پیدا کرد. بخش عظیمی از جامعه مسلمین و مسیحیان به این شورش دید مثبت داشتند، اگرچه که آن‌ها تشویق به خشونت نکردند. در حالی که به نظر می رسید که تعدادی از تحصیل‌کردگان عرب جمعیت شورشگر را تشویق کرده باشند،‌ افراد سرشناس در هر دو سو، فارغ از احساس شخصی خویش،‌ به مقامات برای آرام کردن شرایط کمک کردند.
- پلیس،‌ جز معدود استثناهایی، نیمه آموزش‌دیده و ناکارآمد، در بیشتر شرایط بی‌تفاوت، و در بغضی شرایط نقش رهبری یا مشارکت در خشونت‌ها را داشت
- طرز برخورد ارتش در تمام مدت قابل تحسین بود.
- یورش به پنج مستعمره زراعتی یهودی نشات گرفته از هیجان به وجود آمده در ذهن اعراب از گزارش‌های کشته شدن اعراب به دست یهودیان در یافا بود. در دو مورد، قصه‌های بی پایه و مدرک تحریک آمیز مورد باور قرار گرفته شده بودند و هیچ زحمتی در بررسی و صحت این اخبار انجام نشد.
- در این شورش‌ها تلفات یهودی کم و عرب زیاد بود، عمدتا به دلیل دخالت ارتش
- این خلاصه الزاما آنقدر چکیده است که نمی‌توان آن را بدون خواندن با کل گزارش کمیسیون، به عنوان نتایج تحقیقات کمیسیون برداشت کرد.

— «فلسطین: اغتشاشات ماه مه 1921»، کمیسیون تحقیقات به رهبری توماس هایکرافت

#### دهه ۱۹۲۰ و ثوره براق
حکومت قیّم بریتانیا در سال ۱۹۲۲ سرشماری در فلسطین انجام داد. 
- در این سرشماری، جمعیت قضاء‌ یافا (معادل استان) ۶۵٬۳۱۴ نفر بود، که از این بین، ۳۳٬۸۹۳ نفر عرب مسلمان،‌ ۲۴٬۱۳۸ نفر یهودی، و ۷٬۲۷۵ نفر عرب مسیحی بودند.[۶۳]
- در سرشماری قومیت بریتانیایی، یافا با جمعیت کل ۴۷٬۷۹۹ (که محدوده شهری آن شامل تل آویو نیز می‌شد) بعد از بیت المقدس با جمعیت ۶۲٬۵۸۷ نفر، دومین شهر پرجمعیت فلسطین بود. از این جمعیت، ۲۰٬۶۹۹ نفر عرب مسلمان،‌ ۶٬۸۵۰ نفر عرب مسیحی، و ۲۰٬۱۵۲ نفر یهودی بودند.[۶۳]
- حدود ۵ هزار نفر از یهودیان ساکن یافا، و ۱۵ هزار نفر ساکن تل آویو بودند.[۶۳]
- در این سرشماری، از بین تمامی شهر‌های فلسطین، شهر یافا دارای بیشترین جمعیت عرب فلسطینی بود.[۶۳]

در عین حال، در سال‌های پیش رو، در اراضی حومه شهر و در «قضاء یافا»،‌ در سال ۱۹۲۱ شهرک زراعی یهودی‌نشین رمات گان در شمال‌شرق، در سال ۱۹۲۲ شهرک یهودی‌نشین گیواتائیم در شمال‌شرق، در سال ۱۹۲۴ شهرک یهودی‌نشین حسیدی بنی براک در شمال‌شرق در سال ۱۹۲۶ شهرک یهودی‌نشین بت یام در جنوب،‌ و در سال ۱۹۳۶ شهرک یهودی‌نشین خولون در جنوب‌شرق یافا تاسیس شدند. در آن واحد، رابطه بین اعراب و یهودیان، تل آویو و یافا، در طول قرن ۱۹۲۰ مسالمت‌آمیز بود. در این دهه هر دو شهر از لحاظ اقتصادی، بالاخص یافا، رشد سریعی داشتند. بیشتر کسب و کارهای یهودی در یافا انجام می‌شد. خانواده‌های یهودی که توان مالی زندگی در تل آویو را نداشتند در یافا، منجمله در محله منشیه زندگی می‌کردند. از سال ۱۹۲۳ به بعد، هر دو شهر یافا و تل آویو توسط شبکه‌ای مشترک برق‌رسانی شدند، اولین مورد برق‌رسانی در فلسطین.
دوباره در سال ۱۹۲۹، فلسطین شاهد قیام و شورش ضد-استعماری، ضد-صهیونیستی، ضد-یهودی فلسطینیان بود. این شورش در اواخر ماه اوت، بیشتر به مرکزیت بیت المقدس و خلیل بود. این شورش‌ها در میان فلسطینی‌ها به عنوان «ثورة البراق» که اشاره به دیوار براق، مهم‌ترین مکان مقدس یهودیت، و همین‌طور مکانی مقدس برای مسلمین که  معتقدند پیامبر اسلام مرکب خود را در شب معراج به آن بست. در نماز سه‌گانه یهودیان، این مکان به عنوان قبله استفاده می شود. این مکان تا پیش از برای قرن‌ها بخشی از وقف مسلمین که مالکیت و اداره امور مسجد الاقصی را به عهده داشت بود. تحت نظر وقف، رسم بر این بود که یهودیان به کوچه در امتداد دیوار ارتباط آزاد و کامل داشته باشند. از سال ۱۹۲۵ به این سو، قومیت بریتانیا، رسم دوران عثمانی مبنی بر نیاوردن صندلی و نیمکت را به‌طور قانونی اعمال کرده، و ورود صندلی و نیمکت به محل دیوار را به‌طور کامل ممنوع کرد. به دلیل جو سیاسی متشنج جامعه فلسطین، و ترس و اضطراب از پروژه صهیونیسم، فلسطینی‌ها به هرگونه تغییر کوچکی در این محل جنجال آمیز با دید نگرانی نگاه می‌کردند، نگرانی از این‌که چنین تغییری در قالب «پروژه صهیونیسم»، قدم اول به‌سور به دست گرفتن این منطقه از دست «وقف» و تبدیل محل به کنیسه باشد.
سرانجام، در تاریخ ۱۵ اوت ۱۹۲۹، حدود سه هزار یهودی راست‌گرای مذهبی، با پرچمهای «ملی یهودی» (مشابه پرچم اسرائیل امروزی) به محل دیوار رفته، شعارهایی مثل «دیوار مال ماست» سر داده و سرود خواندند. همین اقدامات منجر به انفجار خشونت‌هایی بی سابقه در فلسطین شد. یافا به طور کلی از خشونت‌ها در امان بود. متظاهرین فلسطینی در یافا با تیراندازی هوایی پلس متفرق شدند و اتفاق خاصی در این شهر نیافتاد. مرکز اتفاقات در شهر بیت المقدس، و همین‌طور شهرهای خلیل و صفد بود، که شاهد حمله انبوهی فلسطینی خشمگین به محلات یهودیان در این شهرها و انجام خشونت و کشتاری بی سابقه بودند.
در واکنش به خونریزیها در خلیل، در یافا، انبوهی یهودی خشمگین به محلات عرب‌نشین شهر حمله کرده، و چندین نفر از اعضای خانواده «عبدالشاني عون»، از امامان یکی از مساجد شهر را به قتل رساندند.
در همین سال ۱۹۲۹ و در طول این اتفاقات بود که یافا و جراید آن نقشی مهم در به وجود آمدن پرچمی برای نمایندگی از ملت فلسطین داشتند. پیشنهادها و نظرات متعددی رد و بدل شد. از نقاط مشترک این پیشنهاد‌ها، چهار رنگ سبز،‌سفید، قرمز، و سیاه پرچم قیام علیه عثمانی، ترکیب هلال ماه و صلیب به نشانه اتحاد و هویت واحد فلسطینی مسلمان و مسیحی، و در بعضی پیشنهاد‌ها استفاده از رنگ نارنجی به نمایندگی از پرتقالهای مشهور یافا بود. در نهایت، پرچم فعلی فلسطین ولی با هلال و صلیب، به عنوان پرچم قالب انتخاب شد.

#### دهه ۱۹۳۰ و قیام ۱۹۳۶-۱۹۳۹ فلسطین
حکومت قیّم بریتانیا در سال ۱۹۳۱ سرشماری دیگری در فلسطین انجام داد. 
- در این سرشماری، جمعیت قضاء‌ یافا (معادل استان)، با افزایش ۲٫۲ برابری، به ۱۴۵٬۵۰۲ نفر رسیده بود که از بین، ۶۹٬۷۸۹ نفر یهودی، ۶۵٬۴۷۸ نفر از آنها عرب مسلمان، و ۹٬۹۲۱ نفر از آنها عرب مسیحی بودند.[۶۸]
- جمعیت شهر یافا در این سال، ۵۱٬۸۸۶ نفر شمرده شد، که از این بین، ۳۶٬۰۴۶ نفر عرب مسلمان، ۹٬۱۳۲ نفر عرب مسیحی، و ۷٬۲۰۹ نفر یهودی بودند.[۶۸]
- جمعیت شهر همسایه تل آویو ۴۶٬۱۰۱ نفر، همگی یهودی شمارده شد.[۶۸]
- یافا بعد از بیت المقدس با جمعیت ۹۰٬۵۰۳ نفر، دومین شهر پرجمعیت فلسطین بود. مجموعا تل آویو و یافا بزرگ‌ترین منطقه شهری فلسطین در این سال را تشکیل می‌دادند.[۶۸]
- با این وجود، در این سرشماری، از بین تمامی شهر‌های فلسطین، شهر یافا دارای بیشترین جمعیت عرب فلسطینی بود.[۶۸]

بعد از چندین سال بن‌بست سیاسی در فلسطین، و بی نتیجه ماندن مذاکرات و تعاملات در به ثمر رساندن خواست استقلال اعراب فلسطین، روز به روز وضعیت در فلسطین و یافا متشنج‌تر و خشن‌تر شد. ۱۵ آوریل ۱۹۳۶، در منطقه عنبتا در کرانه غربی امروزی، میلیشیاهای وفادار به عزالدین قسام، به انتقام از کشتار او در سال پیش، به کاروانی از خودروها حمله کرده، و دو نفر یهودی، از جمله «اسرائیل خازان»، مهاجر یهودی از سالونیک یونان را کشتند. در واکنش، قوای میلیشیای صهیونیستی ایرگون، در پتاح تیکوا دو کارگر عرب که در آلاچیقی در حال استراحت بودند را کشتند. در روز بعد، ۱۷ آوریل ۱۹۳۶، تشیع جنازه «اسرائیل خازان» در تل آویو برگزار شد، در در آن چندین هزار نفر شرکت داشتند، و مشارکت‌کننده‌ها اقدام به ضرب و شتم اعراب در محل و تخریب املاک آنها کردند. دو روز بعد، در تاریخ ۱۹ آوریل ۱۹۳۶، در یافا با پخش شایعه این‌که اعراب زیادی در درگیری‌ها کشته‌شده‌اند، انبوهی از جمعیت فلسطینی عرب خشمگین به تظاهرات پرداخت، که بعد از مدتی افراد حاضر در این تظاهرات خشن شده و اقدام به شورش و چاقو زدن به یهودیان در محل کردند، که در طول آن ۹ یهودی و ۲ عرب (توسط پلیس) کشته شدند.
از تاریخ ۲۲ آوریل، گروه‌های فعالان مدنی محلی در شهرها و روستاهای فلسطین، اعتصابی سراسری را آغاز کردند. این اعتصاب، با الهام گرفتن از اعتصابات مشابهی که در عراق و سوریه منجر به نتایج مثبتی در مبارزه ملت آن دو کشور علیه قوای استعماری شده بودند،‌ و همین‌طور حس سرخوردگی از اینکه قوای قیّم بریتانیایی هیچ آینده سیاسی مناسبی را به ملت فلسطین ارائه نمی‌داد، در تمامی بخش‌های اقتصادی، منجمله بندر یافا، مهمترین بندر و دروازه ورودی فلسطین، آغاز شد. در واکنش به این اعتصاب گسترده، قوای بریتانیایی مجبور به آوردن قوای استعماری خود از مالت و مصر شدند.
حدود یک ماه بعد، در ماه مه ۱۹۳۶، اتصال یافا به خدمات شهری مثل آب و برق قطع شده بود، مسیرهای ورودی به شهر قدیمی یافا مسدود شده بود، و به منظور سخت کردن رفت و آمد خودروهای نفربر بریتانیایی، خیابانهای شهر پر بود از قطعات شیشه و میخ. در ماه ژوئن، هواپیماهای جنگی بریتانیا بر روی شهر اعلامیه‌های عربی ریختند که به شهروندان گفته بود بلافاصله شهر را تخلیه کنند. یافا شاهد گسترده‌ترن تخریب‌ها و سرکوبها در طول این ماههای اول اعتصابات بود. در ۱۶ ژوئن ۱۹۳۶، مهندسین ارتش بریتانیا بین ۲۲۰ تا ۲۴۰ خانه شهر را در یک مسیر شرق به غرب تخریب کرده، یک مسیر باز شرقی-غربی در قلب شهر قدیمی ایجاد کرده، و حدود ۶٬۰۰۰ نفر از جمعیت یافا (بیش از ۱۰٪ کل جمعیت یافا) را بی‌خانمان کردند. روز بعد، درحالی که کشته‌های جنگی بریتانیا راه‌های خروج شهر را با بمباران مسدود کرده بودند، حدود ۱۵۰۰ نفر از قوای انگلیسی وارد یافا شدند و فاز دوم تخریب شهر، که انفجار خانه‌هایی در یک مسیر عمود، در امتداد شمالی-جنوبی بود را آغاز کردند. مقامات دولت قومیت انگلیسی ادعا کردند که این اقدامات نظامی بخشی از برنامه «زیباسازی» شهر قدیم بود.
فاز اول قیام فلسطین، فاز اعتصابات سراسری، سرانجام در ۱۱ اکتبر ۱۹۳۶، با کشتار حدود ۱۰۰۰ نفر عرب فلسطینی، سرانجام با سیاست‌ورزی بریتانیا و گفت‌و‌گوهای آنها با متحدان خویش در ممالک عرب همسایه مبنی بر فشار گذاشتن بر رهبری سیاسی قیام فلسطین، به اتمام رسید. به مدت حدود یک سال در کشور وضع آرام بود. در این یک سال همگی منتظر اعلام گزارش نهایی کمیسیون پیل، کمیسیون ویژه انگلیسی که برای مطالعه وضعیت سیاسی اجتماعی که منجر به قیام شد، و ارائه پیشنهادهای رسمی برای آینده فلسطین به طرفین تشکیل شده بود. کمیسیون پیل در نهایت در ژوییه ۱۹۳۷، پیشنهاد تقسیم فلسطین به دو دولت عرب و یهودی، و کوچک شدن منطقه تحت قومیت بریتانیا به یافا، بیت المقدس، اراضی بین این دو شهر، جاده‌ها و خطوط ریلی متصل کننده این دو شهر. دولت عرب پیشنهادی قرار بود با دولت فرااردن متحد شود، و دولت یهودی پیشنهادی قرار بود شامل ساحل فلسطین کل بین بت یام-یافا و مرز لبنان و همینطور کل شمال فلسطین شود. این طرح همین‌طور پیشنهاد پاک‌سازی قومی حدود ۲۲۵ هزار نفر عرب فلسطینی را به منظور «تثبیت سیاسی» تقسیم فلسطین داد.
رهبران صهیونیست در فلسطین، بن گوریون و وایزمن از این طرح استقبال کردند، نه به خاطر این‌که تقسیم فلسطین را هدف پروژه صهیونیسم می دیدند، بلکه به این دلیل مرزهای پیشنهادی کمیسیون پیل را موقت، و قبول طرح تقسیم در این زمان را عملی مثبت در راستای تحقق سلطه صهیونیسم بر کل فلسطین می‌دیدند. به نقل از تاریخ‌دان اسرائیلی «بنی موریس»، بن گوریون از شمول طرح پاک‌سازی قومی در نتیجه کمیسیون ابراز خشنودی کرد، چرا که او پاکسازی قومی را زیربنای مهم در «تثبیت ملی [ملت اسرائیل] در وطن آزاد» می‌دید.رهبران عرب فلسطینی، طبعا این طرح را رد کردند. از دلایل احساس تحقیر کردن فلسطینی‌ها در رویارویی با این پیشنهاد، و رد آن
- در این طرح، در حالی که دولت یهودی قرار بود استقلال کامل داشته‌باشد، در حالی که پیشنهاد پیل به جای تشکیل دولت مستقل فلسطینی، قصد دادن مناطق عرب کشور به حاکمیت فرااردن را داشت.[۸۱]
- داده شدن حاصلخیزترین اراضی فلسطین به دولت یهودی، درحالی که به فلسطینی‌ها زمین‌های بایرتر کوهستانی کرانه غربی پیشنهاد شد، در دورانی که ۸۲٪ صادرات فلسطین محصولات مرکبات بود[۸۲]
- طرح پاکٰ‌سازی قومی ۲۲۵ هزار نفر.[۸۰]

در نتیجه،‌ حدود چند ماه بعد‌تر، از ۲۶ ماه سپتامبر ۱۹۳۷، قیام و خشونت‌ها از دوباره در سراسر فلسطین آغاز شد. در واکنش به قیام مسلحانه اعراب فلسطین،‌ میلیشیاهای رادیکال صهیونیستی ایرگون دست به انجام عملیات‌های تروریستی متعدد علیه غیرنظامیان و اتوبوس‌های عرب فلسطینی زد. یافا نیز در تاریخ ۲۶ اوت ۱۹۳۸، قربانی یک عملیات پرتلفات ایرگون در بازار سبزی‌فروشهای شهر بود. در این عملیات، ۲۴ نفر کشته و ۳۹ نفر مجروح شدند. این عملیات‌ها توسط «آژانس یهودی» (شاخه اجرایی «دولت-در-دولت» خودمختار صهیونیستی در شهرک‌های یهودی فلسطین به رهبری بن گوریون) محکوم شد.
از جمله تاثیرات مهم قیام سراسری ۱۹۳۶-۱۹۳۹ فلسطین، جدایی کامل اقتصادی جامعه‌های عرب و یهودی فلسطین بود، منجمله ساخت بندری جدید در ساحل دریای مدیترانه در تل آویو برای اتمام دادن به وابستگی شهرک‌های یهودی بر بندر یافا برای ارتباط با دنیای خارج.
با موفقیت بریتانیا، با همکاری قوای «آژانس یهودی»، در سرکوب قیام فلسطینی‌ها در سال ۱۹۳۹ و شروع جنگ جهانی دوم در همین سال، تحولات سیاسی فلسطین، در تاثیر از این جو جهانی، موقتا متوقف شد.
حکومت قیّم بریتانیا در سال ۱۹۳۸ سرشماری دیگری در فلسطین انجام داد. بر طبق این سرشماری
- جمعیت قضاء‌ یافا (معادل استان)، با افزایش دو برابری نسبت به ۱۹۳۱، به ۲۸۹٬۸۴۱ نفر رسیده بود که از بین، ۱۹۹٬۳۶۵ نفر یهودی، و ۹۰٬۴۷۶ نفر غیر یهودی بودند.[۸۳] این سرشماری برخلاف سرشماری‌های قبلی، اعراب را به مسلمان/مسیحی تقسیم نکرد، حتی از آنها هم نامی بجز «غیر-یهودی» نبرد. با وجود این‌که در سالهای پیش از این سرشماری، منطقه شاهد درگیریهای مرتبط با قیام سراسری فلسطینی بود، جمعیت یهودیان افزایش ۳ برابری نسبت به ۱۹۳۱ داشته. دلیل افزایش سریع نرخ مهاجرت یهودیان از اروپا بعد،‌ روی کار آمدن آلمان نازی بود و تثبیت این حکومتی که ایدئولوژی آن شامل تفکرات نفرت‌انگیز علیه یهودیان بود. در این مدت مشابه، جمعیت عرب افزایشی ۲۰٪ داشت.[۸۳]
- جمعیت شهر یافا در این سال، ۷۱٬۰۰۰ نفر شمرده شد، که از این بین، ۵۵٬۰۰۰ نفر غیر یهودی (عرب فلسطینی)، و ۱۶٬۰۰۰ نفر یهودی بودند.[۸۳]
- شهر همسایه تل آویو، پرجمعیت‌تری شهر فلسطین در این دوران، دارای جمعیت ۱۴۰٬۰۰۰ نفر، همگی یهودی.[۸۳]
- یافا بعد از تل آویو، بیت المقدس با جمعیت ۱۲۵٬۰۰۰ نفر، و حیفا با جمعیت ۹۹٬۰۰۰ نفر چهارمین شهر پرجمعیت فلسطین بود. مجموعا تل آویو و یافا بزرگ‌ترین منطقه شهری فلسطین در این سال را تشکیل می‌دادند.[۸۳]
- با این وجود، در این سرشماری، از بین تمامی شهر‌های فلسطین، شهر یاف دارای بیشترین جمعیت «غیر یهودی» بود.[۸۳]

حکومت قیّم بریتانیا در سال ۱۹۴۵ سرشماری دیگری در فلسطین انجام داد. بر طبق این سرشماری
- جمعیت قضاء‌ یافا (معادل استان)، با افزایش ۳۰٪، به ۳۷۸٬۸۰۰ نفر رسیده بود که از بین، ۲۶۴٬۱۰۰ نفر یهودی، ۹۳٬۰۷۰ نفر از آنها عرب مسلمان، و ۱۶٬۳۰۰ نفر از آنها عرب مسیحی بودند (مجموعا ۱۰۹٬۳۷۳ نفر عرب فلسطینی).[۸۴]
- جمعیت شهر یافا در این سال، ۹۴٬۳۱۰ نفر شمرده شد، که از این بین، ۵۰،۸۸۰ نفر عرب مسلمان، ۱۵٬۴۰۰ نفر عرب مسیحی (مجموعا ۶۶٬۲۸۰ نفر عرب فلسطینی)، و ۲۸٬۰۰۰ نفر یهودی بودند.[۶۸]
- شهر همسایه تل آویو، پرجمعیت‌تری شهر فلسطین در این دوران، دارای جمعیت ۱۶۶٬۰۰۰ نفر، همگی یهودی.[۸۴]
- یافا بعد از تل آویو، بیت المقدس با جمعیت ۱۵۷٬۰۸۰ نفر، و حیفا با جمعیت ۱۳۸٬۳۰۰ نفر چهارمین شهر پرجمعیت فلسطین بود. مجموعاً تل آویو و یافا بزرگ‌ترین منطقهٔ شهری فلسطین در این سال را تشکیل می‌دادند.[۸۴]
- با این وجود، در این سرشماری، از بین تمامی شهر‌های فلسطین، شهر یافا دارای بیشترین جمعیت عرب فلسطینی بود.[۸۴]

## حمل و نقل

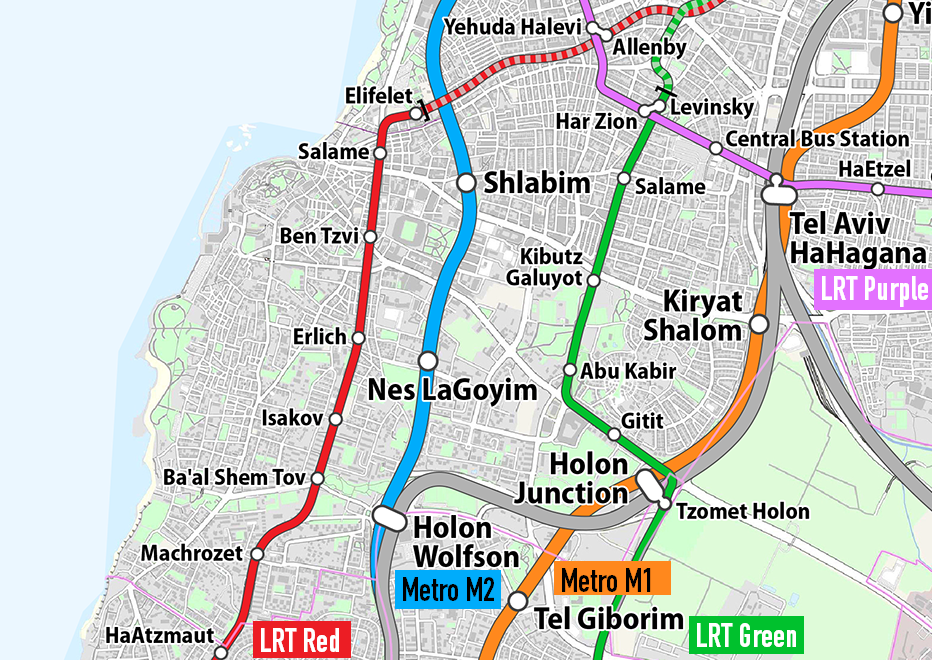
نقشه خطوط قطار حومه‌ای و ایستگاه‌های آن اطراف یافا، خط در حال ساخت قطار سبک شهری «قرمز»، و سایر خطوط مترو و قطار سبک شهری در برنامه ساخت.

خطوط راه‌آهن اسرائیل، با سرویس حومه‌ای دائم، یافا را به مناطق مختلف کشور متصل می‌کند. ایستگاه قطار خولون-ولفسون واقع در بین مرز شهری یافا و خولون و در جنب مرکز پزشکی «ولفسون»، به شهر یافا خدمات‌رسانی می کند. خط عبوری از این ایستگاه، در جنوب به سمت اشکلون و بئرشبع و در شمال به سمت ایستگاه‌های داخل شهر تل آویو، ایستگاه بنی براک، پتخ تیکوا،‌ روش هاعین، رعانانا، و هرتزلیا می رود.
خطوط اتوبوس متعددی شهر یافا را به سایر نقاط تل آویو، به شهرهای همسایه، خولون و بت یام و به ایستگاه قطار خولون-ولفسون متصل می کنند. نقشه‌ای از خطوط اتوبوس در یافا را می توان از این لینک دانلود کرد.
در قالب طرح متروی تل آویو، در حال حاضر، خط قطار سبک شهری «قرمز» در شهر تل آویو و حومه آن در دست ساخت است. این خط قرار است در سال ۲۰۲۲ افتتاح شود. این خط از طول یافا از شمال به جنوب عبور خواهد کرد، و در یافا ۷ ایستگاه خواهد داشت، منجمله یک ایستگاه در نزدیکی ایستگاه راه آهن تاریخی یافا، و یک ایستگاه در نزدیکی ورزشگاه بلومفیلد. این خط، یافا را به بت یام در جنوب، و به مرکز شهر تل آویو، و رمت گن، بنی براک و پتخ تیکوا در شمال متصل خواهد کرد.
از پروژه‌های دیگر متروی تل آویو در شهر یافا، خط M2 مترو می باشد که قرار است از ایستگاه قطار خولون-ولفسون در شرق شهر یافا،‌ به شمال و به سوی شهرهای گیواتائیم و پتخ تیکوا برود.
دو جاده ملی مهم از شهر یافا عبور می کنند. اول اتوبان آیالون (جاده شماره ۲۰) می‌باشد که در یک مسیر شمال-جنوب در شرق شهر یافا، یافا را به تل آویو در شمال و خولون، بت یام و ریشون لتسیون متصل می کند. این اتوبان، مرز شرقی بین شهر یافا و شهر خولون را تشکیل می دهد. جاده دیگر، جاده یافا-رمله (جاده شماره ۴۴) در امتداد شرقی-غربی می باشد. برای قرن‌ها، در دورانی که یافا و بندر آن نقش دروازه ورودی فلسطین را ایفا می‌کردند، این جاده بخش مهمی از جاده ارتباط دهنده یافا و بندر آن به شهرهای رمله، بیت المقدس، و بیت اللحم بوده است. پس اعلام موجودیت دولت اسرائیل و جنگ ۱۹۴۸ و تصرف نقطه استراتژیک لطرون توسط قوای اردن که منجر به مسدود شدن جاده تاریخی به سمت بیت المقدس شد، امتداد این جاده تا شهرک بیت شمش به اسرائیل اجازه دور زدن لطرون و دسترسی به بیت المقدس غربی را داد. مسدودیت لطرون بعد از جنگ شش‌روزه و اشغال کامل کرانه غربی توسط اسرائیل برطرف شد، و از آن سال به بعد، با وجود جاده موازی «شماره یک» که تل آویو را مستقیم به فرودگاه بین‌المللی، لطرون، و بیت المقدس متصل می کند، از اهمیت ملی این جاده تاریخی کاسته شد.
فاصله یافا تا فرودگاه بین‌المللی، که امروزه به عبارتی نقش دروازه ورودی به کشور را دارد، حدود ۱۸ کیلومتر است. دسترسی به فرودگاه از طریق اتوبان تل آویو-بیت المقدس (جاده شماره ۱) امکان پذیر است.

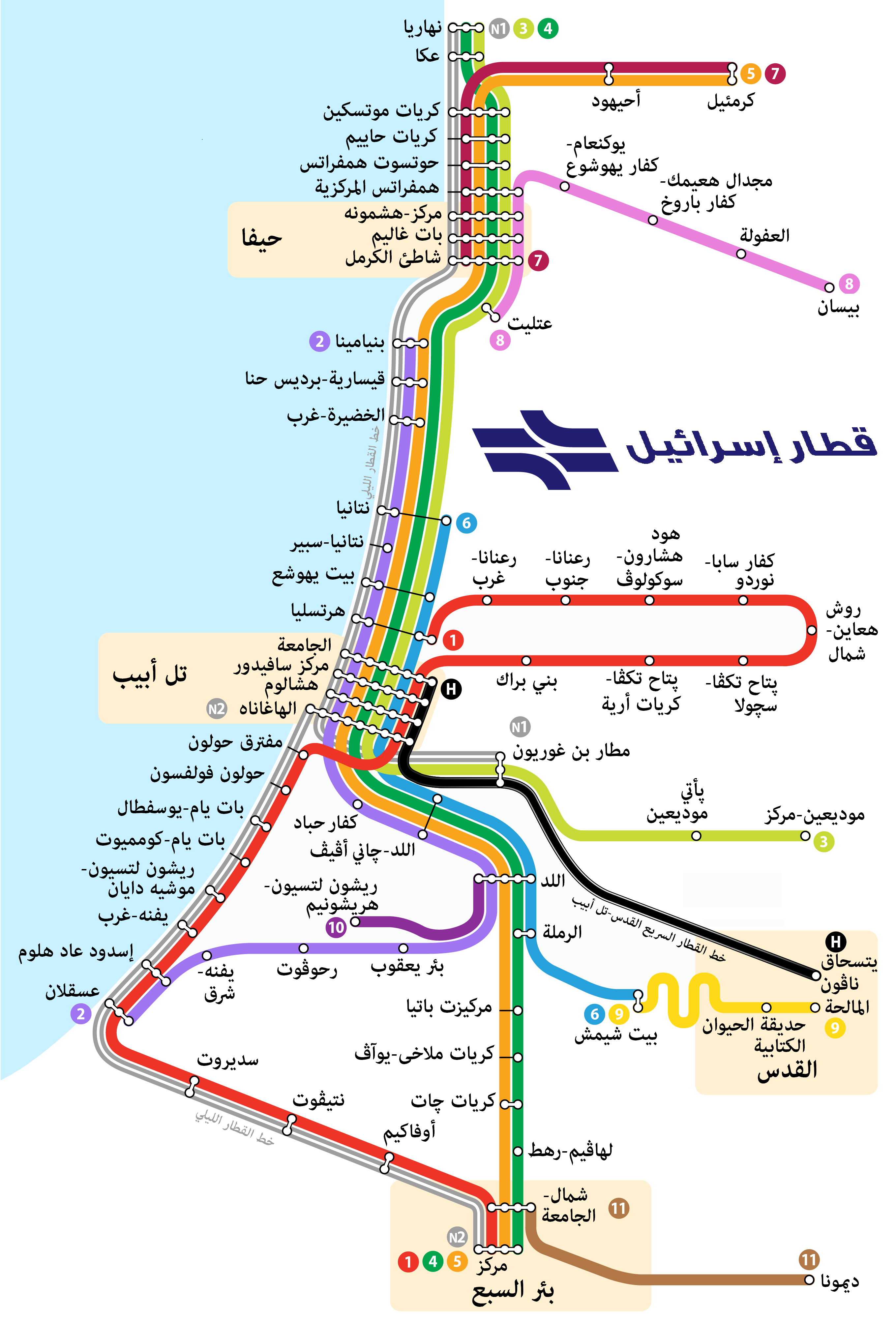
نقشه خطوط قطار راه‌آهن اسرائیل
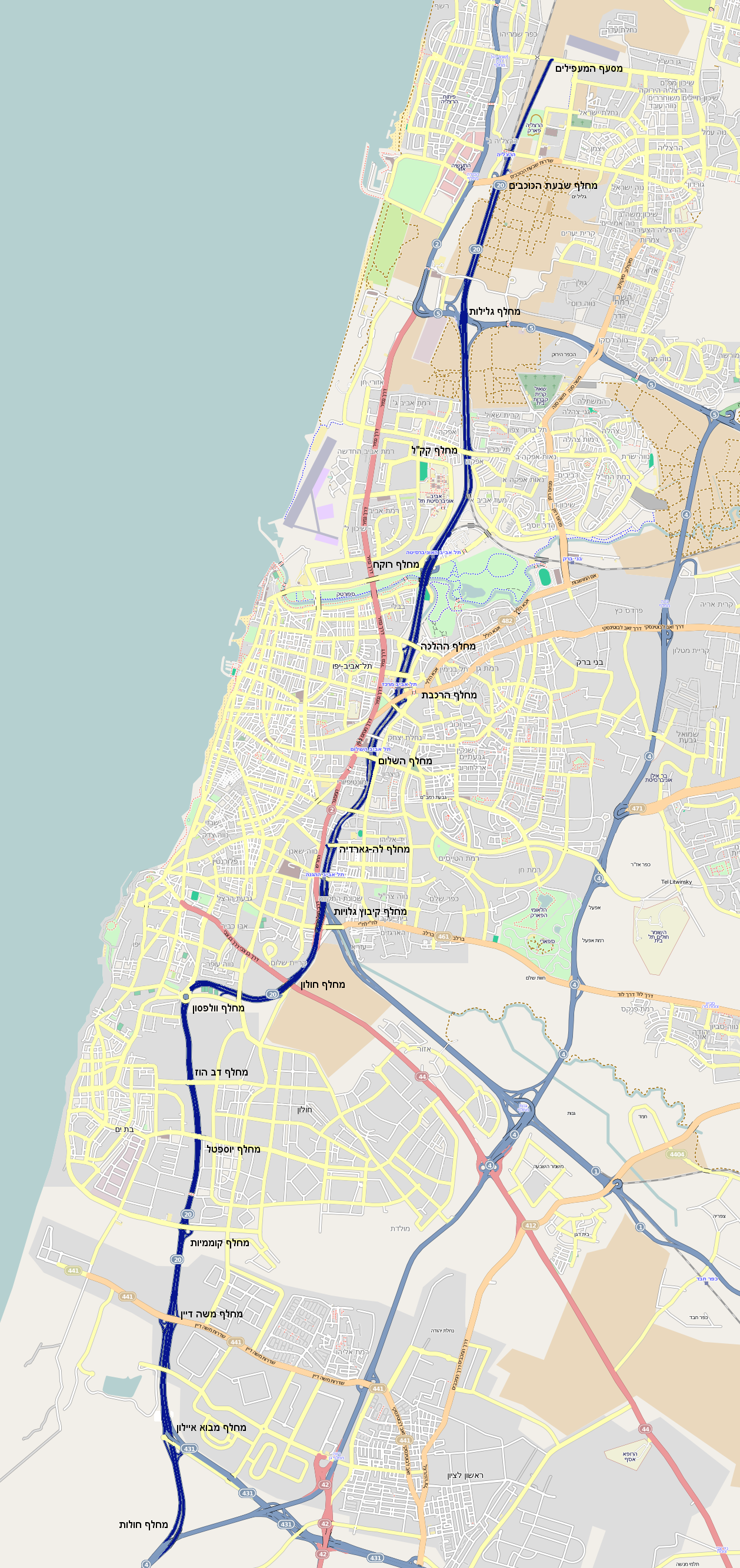
نقشه اتوبان آیالون (شماره ۲۰)
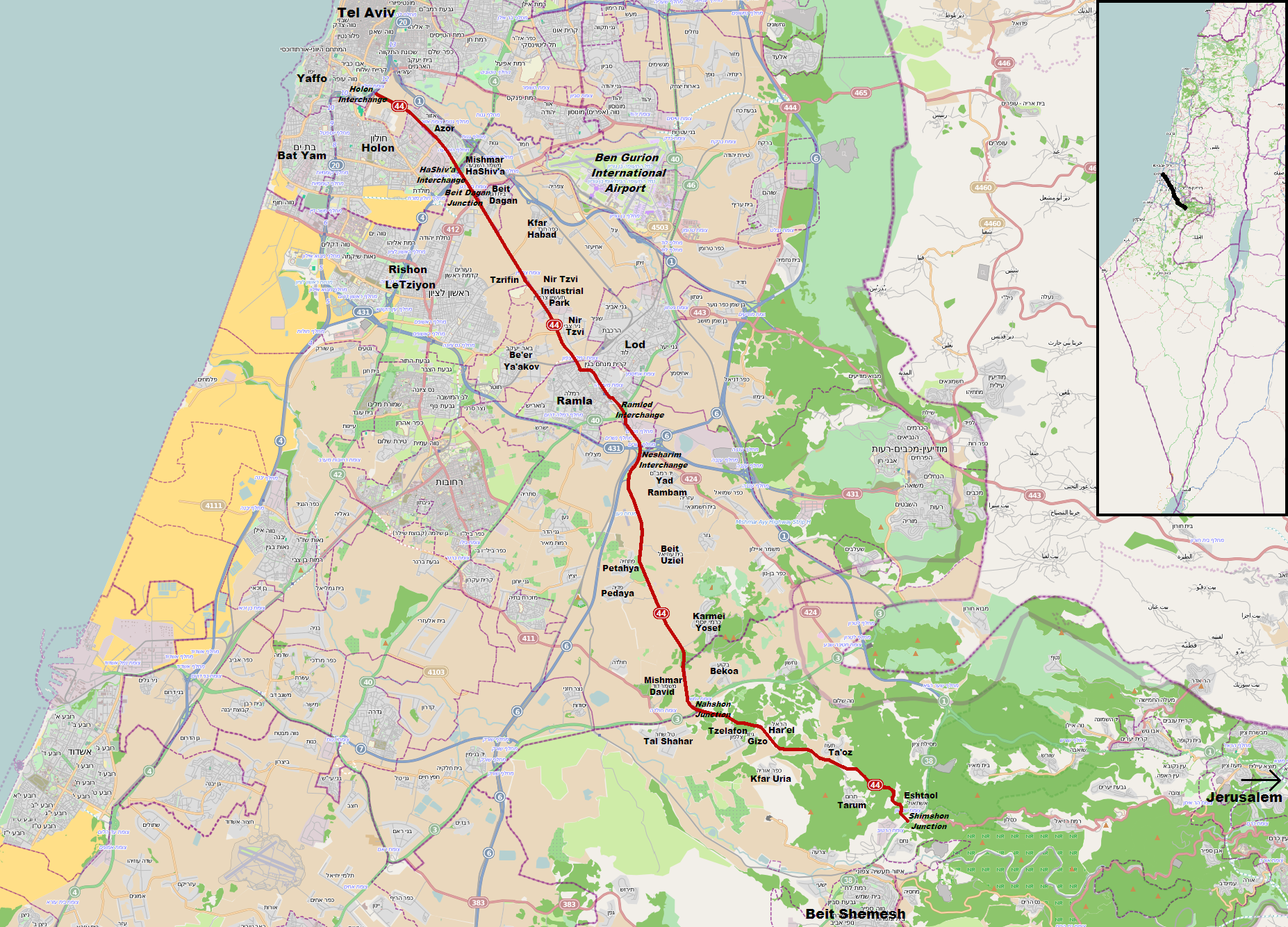
نقشه جاده یافا-رمله (شماره ۴۴)

## انتخابات
شهر یافا، به دلیل اینکه شهر مستقل نیست، نتیجه‌ی انتخابات آن از منابع رسمی اعلام نمی شود. بلکه شهرداری «تل آویو-یافا» نتایج یافا و سایر مناطق تحت مدیریت خویش را جداگانه منتشر می‌کند. نتایج یافا، تحت عنوان «منطقه هفتم شهرداری» از مناطق نه‌گانه، هربار منتشر می‌شود.

### ۲۰۲۱
جمعیت یهودی شهر کرمیئیل، در انتخابات سراسری از جناح‌های متفاوت سیاسی حمایت می کنند، که در قیاس با نتایج ملی، گرایش‌های مرکزگرایانه و چپ‌گرایانه آنها بیشتر است. همین‌طور جمعیت عرب فلسطینی این شهر، اکثراً به احزاب چپ‌گرای عرب رای می‌دهند. جای دارد که اشاره شود که مثل سایر نقاط کشور، اعراب فلسطینی شهروند اسرائیل نرخ مشارکت به مراتب کمتری نسبت به یهودیان دارند.
در انتخابات پارلمانی سال ۲۰۲۱، نتایج انتخابات در شهر یافا به صورت زیر بود:
- حزب لیکود: ۲۲٪، به رهبری نتانیاهو
- ائتلاف فهرست مشترک: ۱۴٪، به رهبری ایمن عوده و احمد طیبی، ائتلاف چهار حزب عموماً چپ‌گرای عرب فلسطینی
- حزب حزب کار اسرائیل: ۱۲٪، حزب سوسیال-صهیونیستی
- حزب میرتس: ۱۱٪، حزب سوسیالیست اسرائیلی فعال در مخالفت با تبعیض قومی علیه اقلیت عرب-فلسطینی
- حزب یش عتید: ۱۱٪، به رهبری یائیر لپید، حزب میانه اسرائیلی، که یکی از دو ارکان حکومت ائتلافی فعلی را تشکیل می‌دهد
- حزب شاس: ۷٪، حزب سنت‌گرای مذهبی که قصد نمایندگی یهودیان سفاردی حریدی را دارد
- ائتلاف فهرست متحد عربی: ۵٪، به رهبری منصور عباس، حزب محافظه کار اسلامی فلسطینی، در در حال حاضر در ائتلاف بنت-لاپید حضور دارد
- حزب آبی و سفید:‌ ۵٪، حزب میانه اسرائیلی به رهبری بنی گانتس، عضو کابینه و وزیر دفاع اسرائیل
- حزب اسرائیل خانه ما: ۴٪، به رهبری آویگدور لیبرمن، حزب راستگرای سکولار صهیونیستی که قصد نمایندگی از خواستهای روس-تبارهای اسرائیلی را دارد
- حزب یامینا: ۳٪، به رهبری نفتالی بنت و نائب رهبری آیلت شاکد، که یکی از دو ارکان حکومت ائتلافی فعلی را تشکیل می‌دهد. نخست‌وزیر کنونی اسرائیل نفتالی بنت، رهبر این حزب می‌باشد.
- حزب امید جدید (تیکوا خدشا): ۳٪، حزب راستگرای اسرائیلی مشکل از نمایندگان حزب لیکود که از رهبری نتانیاهو به سر آمده بودند و از این حزب جدا شدند. این حزب از حزب یامینا حمایت می‌کند

## ساختمان‌های تاریخی و دیدنی

### بازار عتیق یافا
بازار عتیقه فروشی یافا (به عبری: שוק הפשפשים شوک هپیشپشیم)(به عربی: سوق العتيق) از بازار های دیدنی شهر یافا در نزدیکی میدان برج ساعت می‌باشد. این بازار در دوران عثمانی‌ها محل محبوبی نزد زائرینی که از طریق دریا به فلسطین می‌آمدند بوده. در طول قومیت بریتانیا بر فلسطین، بازار شکل امروزی خود به عنوان محل خرید و فروش اجناس عتیقه و دست دوم تبدیل شد.
امروزه نیز، این بازار محل محبوبی نزد ساکنان تل آویو و توریست‌ّها می باشد. در سال ۲۰۱۸، مجله تایم اوت، این محله را به عنوان یکی از ۵۰ محله «باحال» دنیا توصیف کرد.

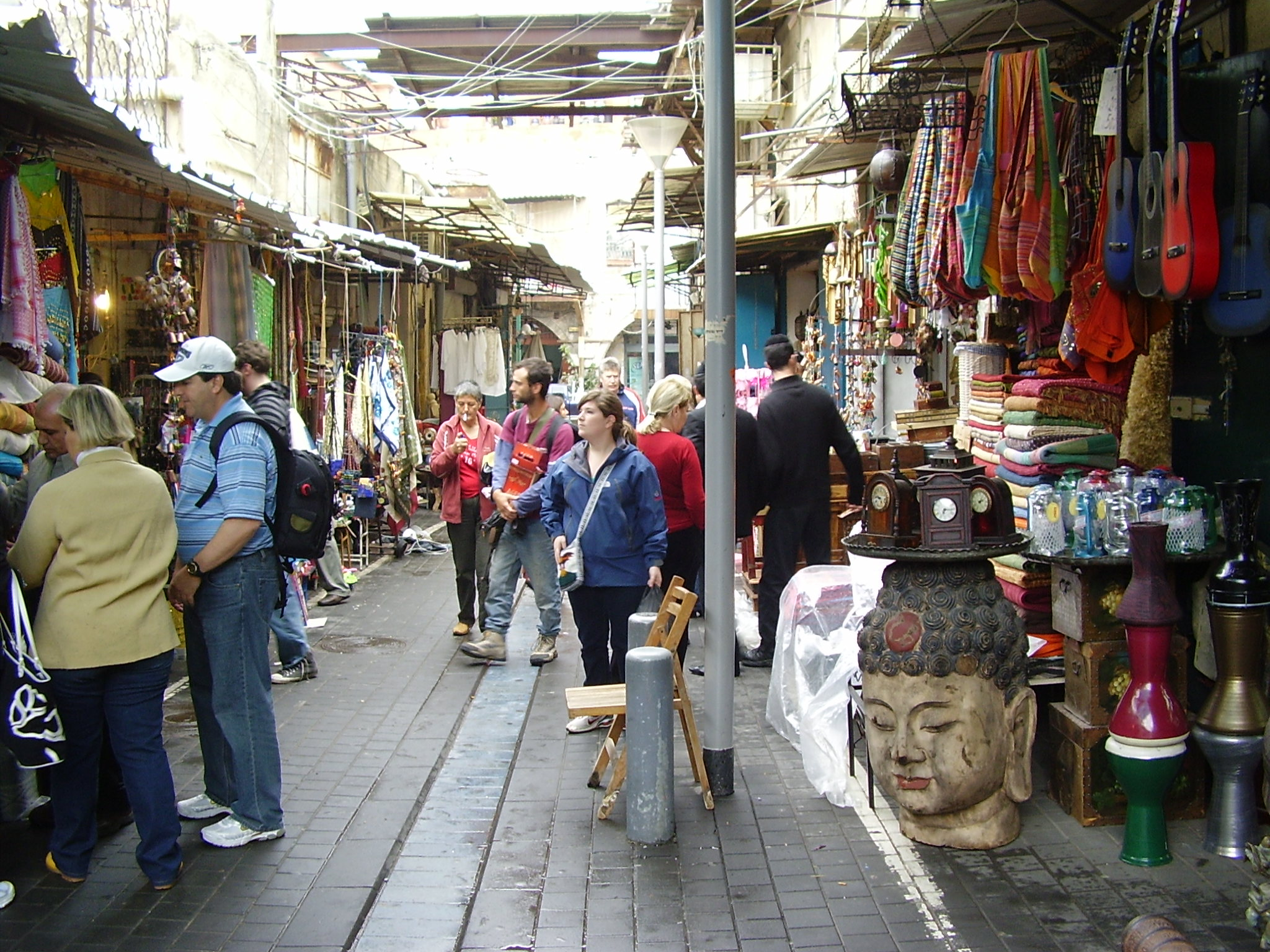
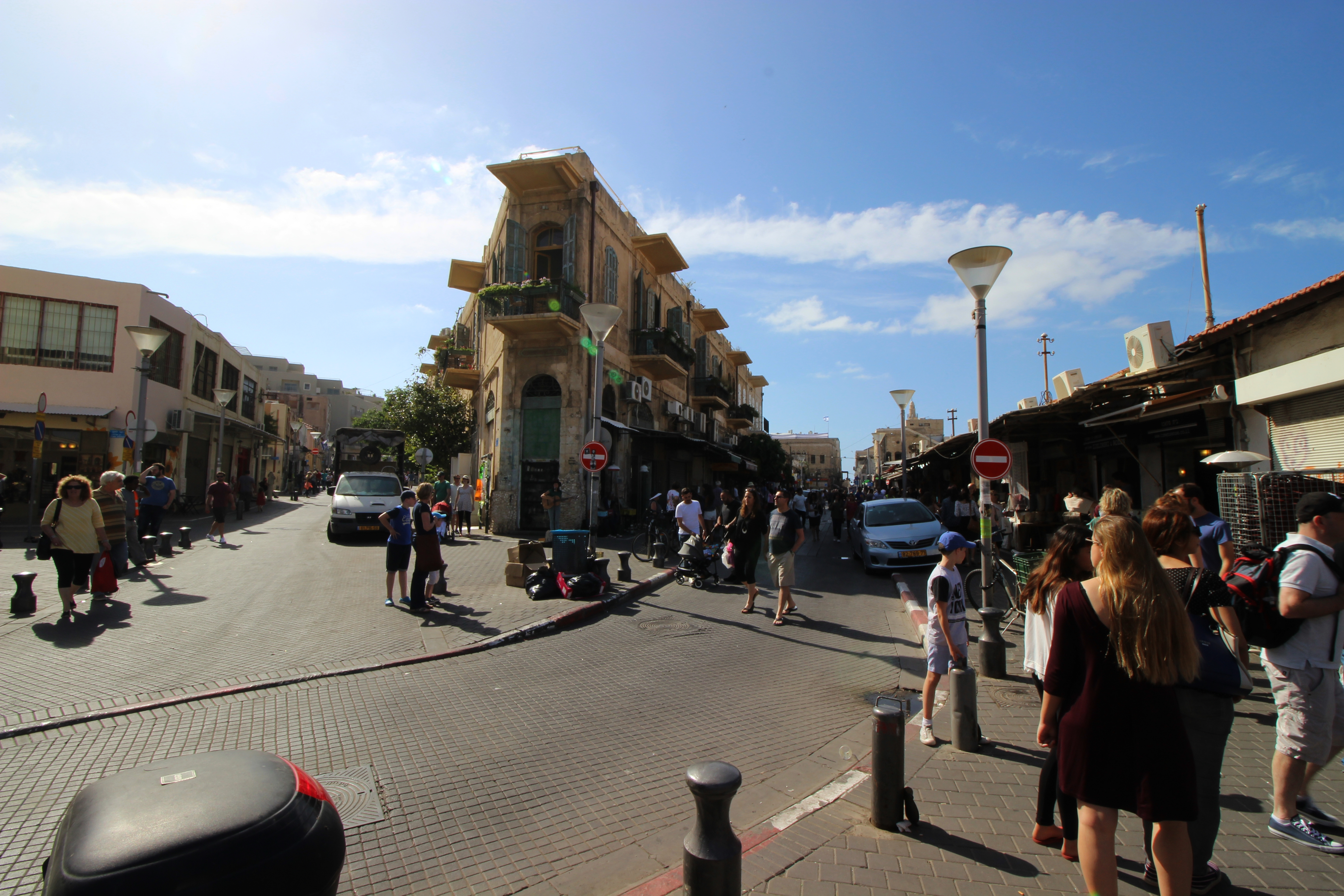
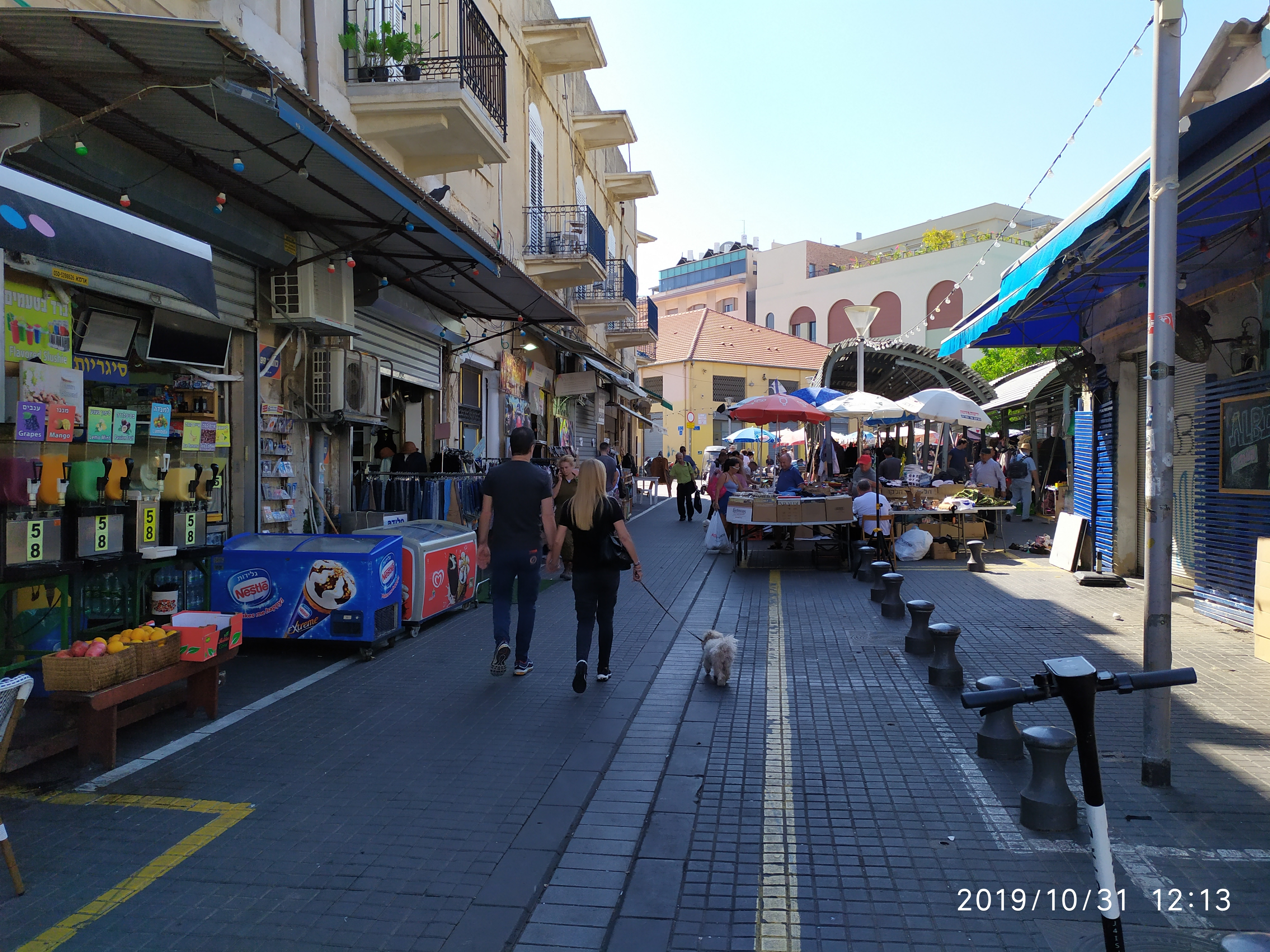
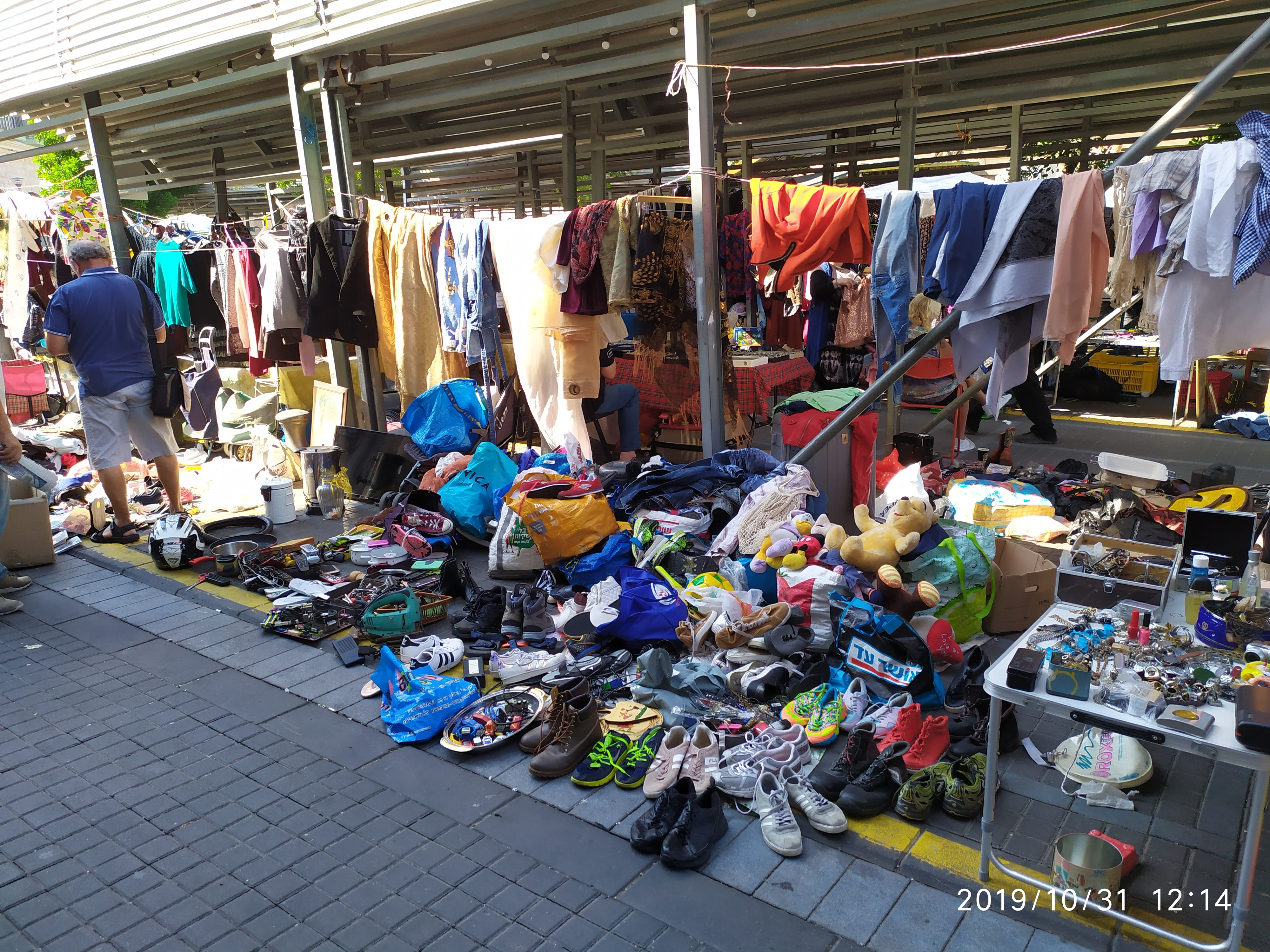

### برج ساعت یافا
برج ساعت یافا و میدان اطراف آن از بارزترین نمادهای شهر می باشد. فلسطینی‌های ساکن یافا به میدان اطراف برج با نام «ساحة الشهداء»، در یاد قربانیان جنگ ۱۹۴۸ در یافا نیز اشاره می‌کنند. از جمله اماکن اطراف میدان برج ساعت، مسجد المحمودیه، ساختمان تاریخی «سرایا»، و همین‌طور بازار عتیقه و دست‌دوم فروشی یافا هستند. سابقا، پیش از جنگ ۱۹۴۸، این محل، ایستگاه اتوبوس‌ها، تاکسی‌ها، و کالسکه‌های محلی و منطقه‌ای نیز بود.
این برج در سال ۱۹۰۳، با طراحی و رهبری یهودی ساکن یافا به اسم «یوسف بن موی‌آل» و با کمک‌های مالی شهروندان عرب و یهودی ساخته شد. این برج، به همراه ۶ برج مشابه دیگر در نقاط دیگر فلسطین به مناسبت ۲۵امین سالگرد سلطنت سلطان عبدالحمید دوم عثمانی ساخته شد. این برج، نمادی شد برای شروع عصری جدید در یافا. پس از جنگ ۱۹۴۸، این برج رو به فراموشی و از کار افتادگی افتاد، تا که در نهایت، در سال ۱۹۶۵، توسط شهرداری تل آویو-یافا بازسازی شد.

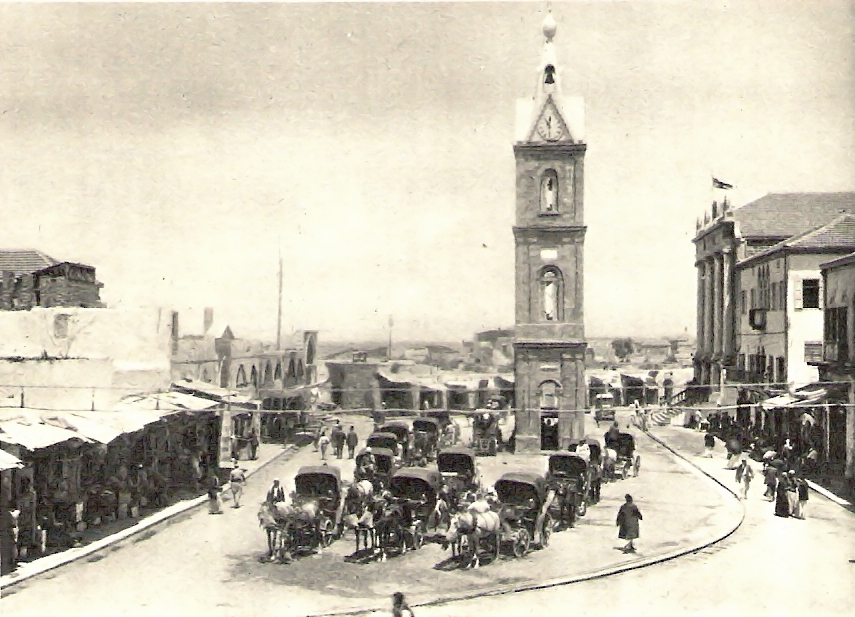
برج ساعت در سال ۱۹۲۹
برج ساعت در سال ۱۹۵۴
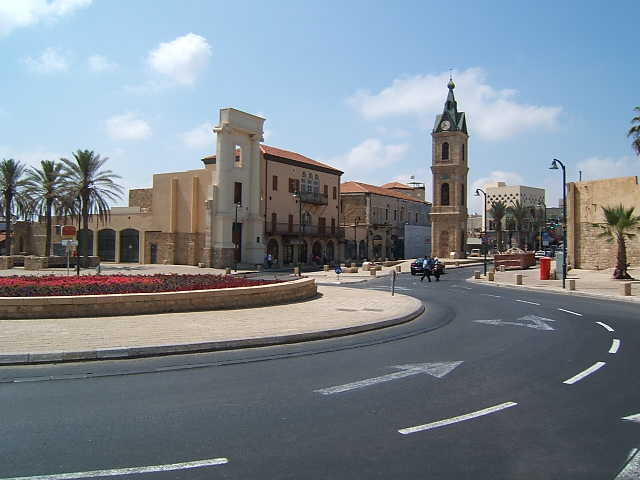
برج ساعت، بقایای ساختمان «سرایا» و میدان اطراف آن در سال ۲۰۰۷
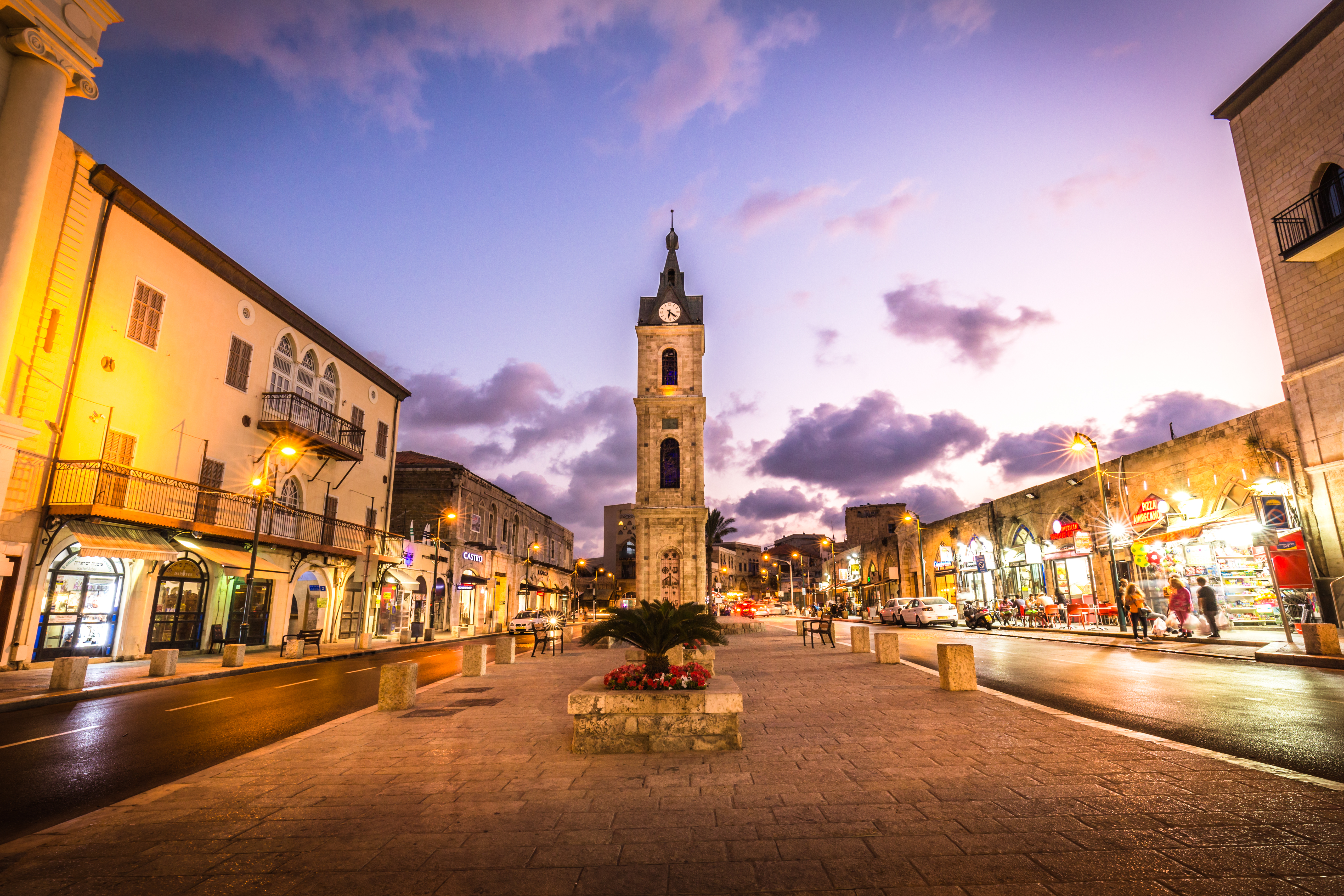
برج ساعت در شب

### خانه سرایا
سرایا، نام ساختمانی نمادین و مهم در یافا است. این ساختمان در سال جنگ ۱۹۴۸ این ساختمان، واقع در میدان برج ساعت، مرک اداری مقامات عثمانی، و همین‌طور مقامات شهرداری یافا بود. در طول دهه های حکومت قومیت بریتانیا،‌و مخصوصا بعد از نقل مکان کردن مقامات شهری یافا به ساختمان شهرداری جدید، این ساختمان همین‌طور به عنوان مرکز فعالیت سیاسی اعراب فلسطینی یافاوی نیز ایفای نقش می کرد. این ساختمان در سال ۱۸۹۷ میلادی ساخته شد و طول جنگ جنگ ۱۹۴۸، در حمله‌ای تروریستی در ۴ ژانویه ۱۹۴۸، این ساختمان را با بمب کامیونی تخریب کردند. امروزه نیمی از ساختمان پابرجاست.

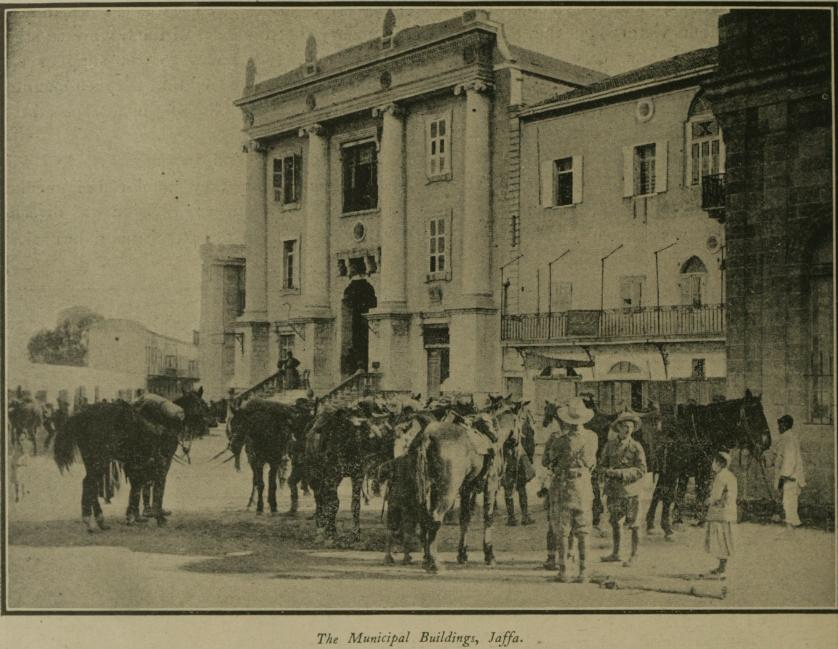
ساختمان سرایا در سال ۱۹۱۷
ساختمان سرایا در سال ۱۹۳۸
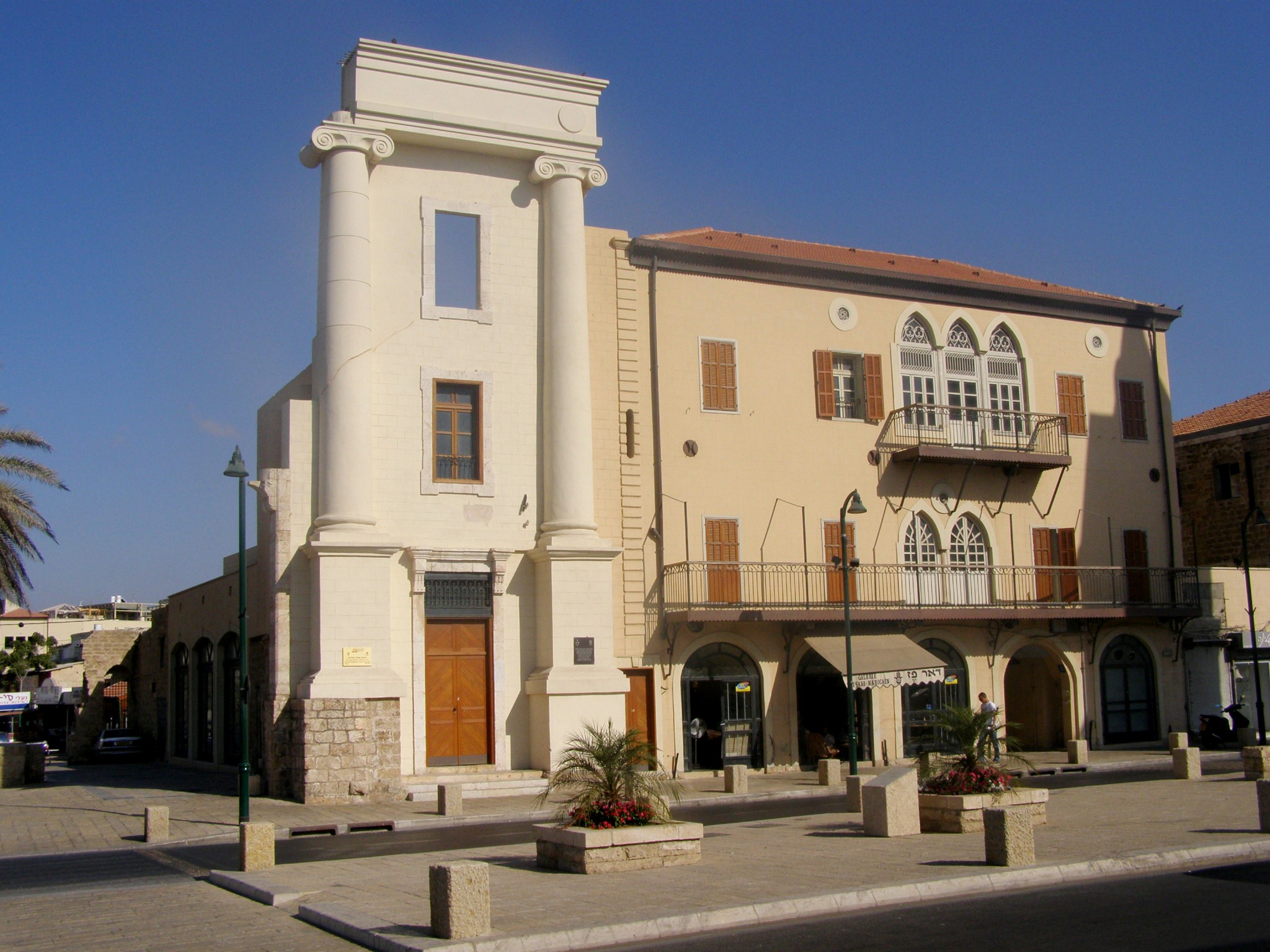
بقایای ساختمان «سرایا» پیش از بازسازی
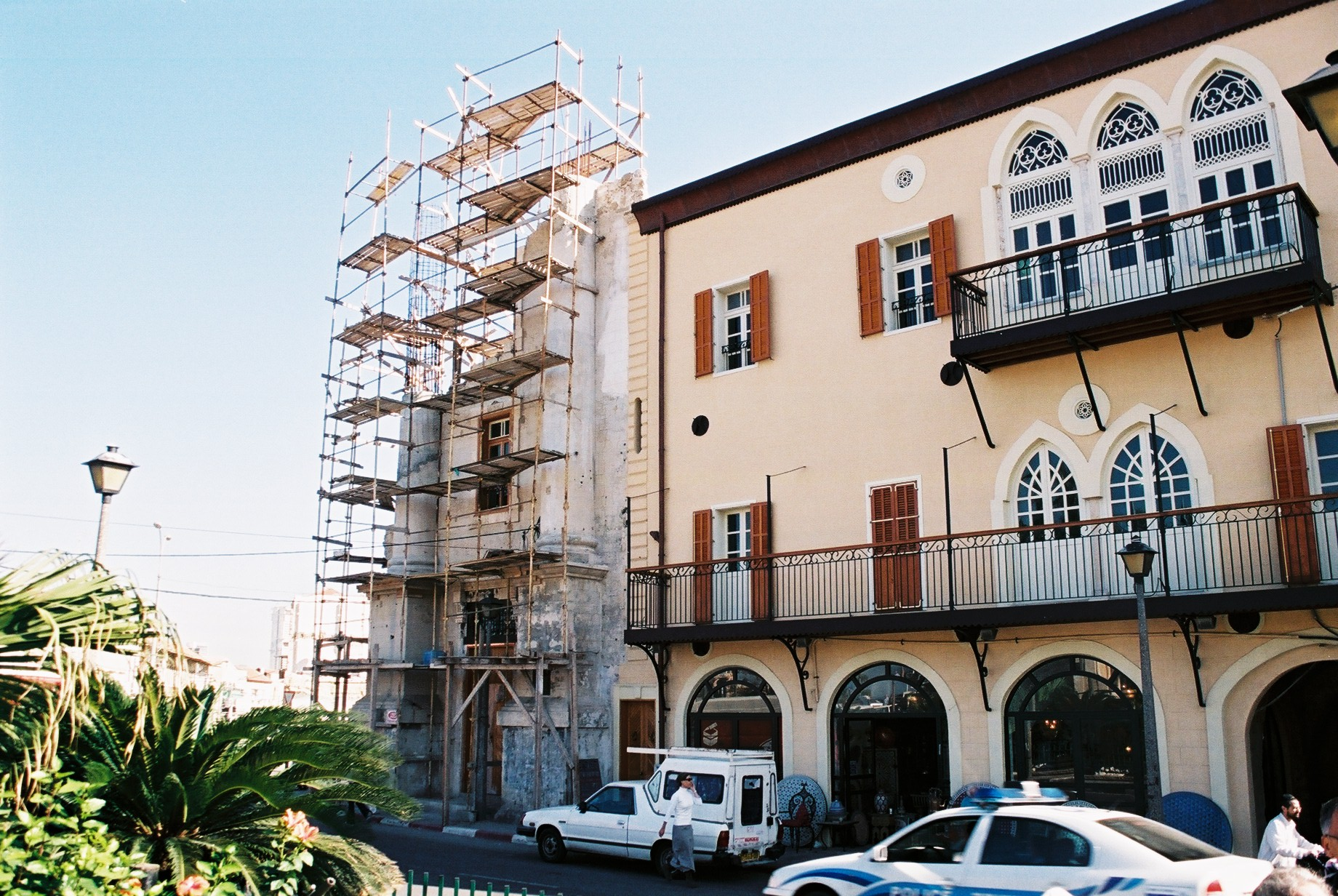
بازسازی بقایای ساختمان «سرایا» در سال ۲۰۰۴
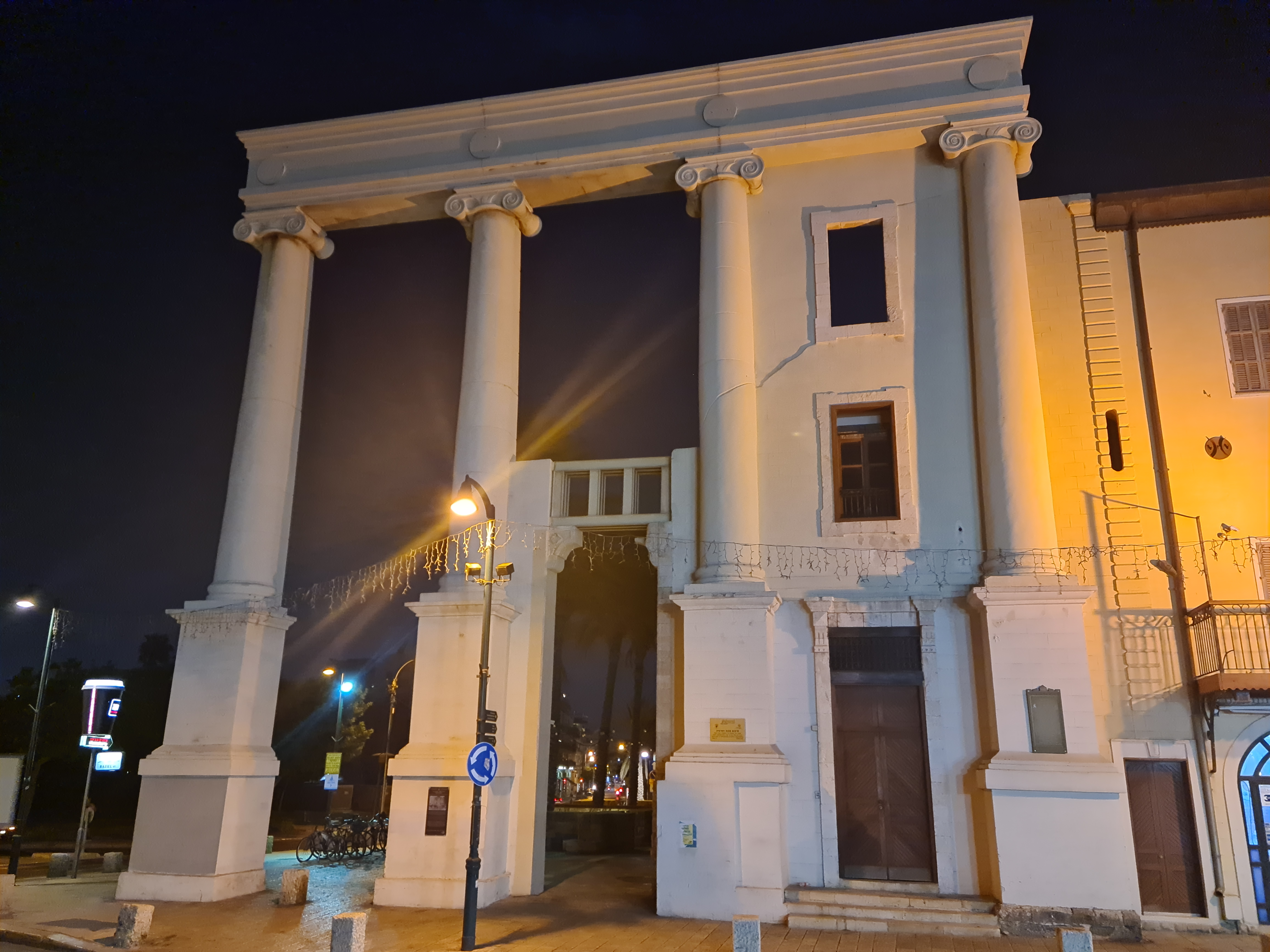
بقایای ساختمان «سرایا» در شب
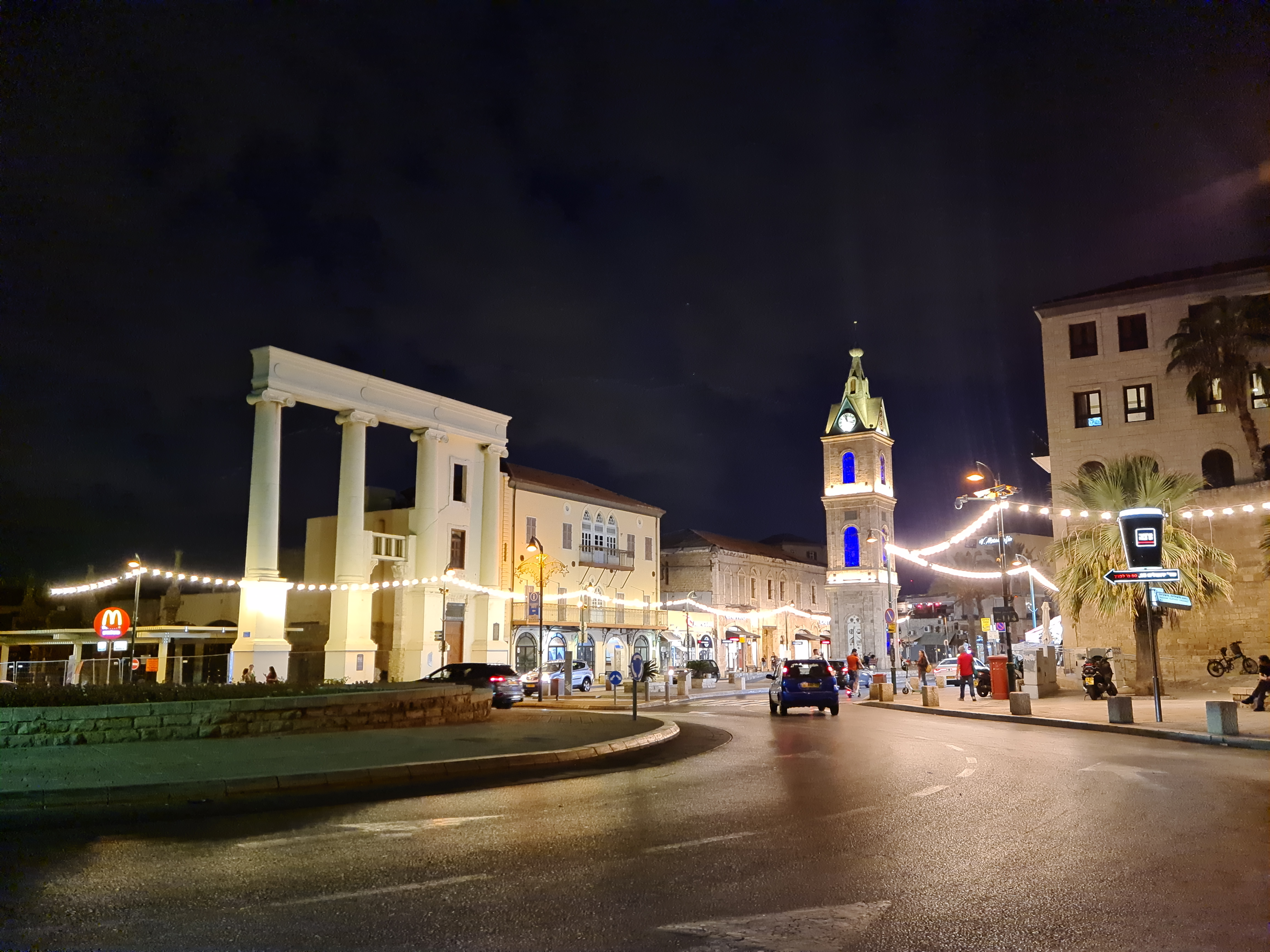
بقایای ساختمان «سرایا» و میدان برج ساعت در شب
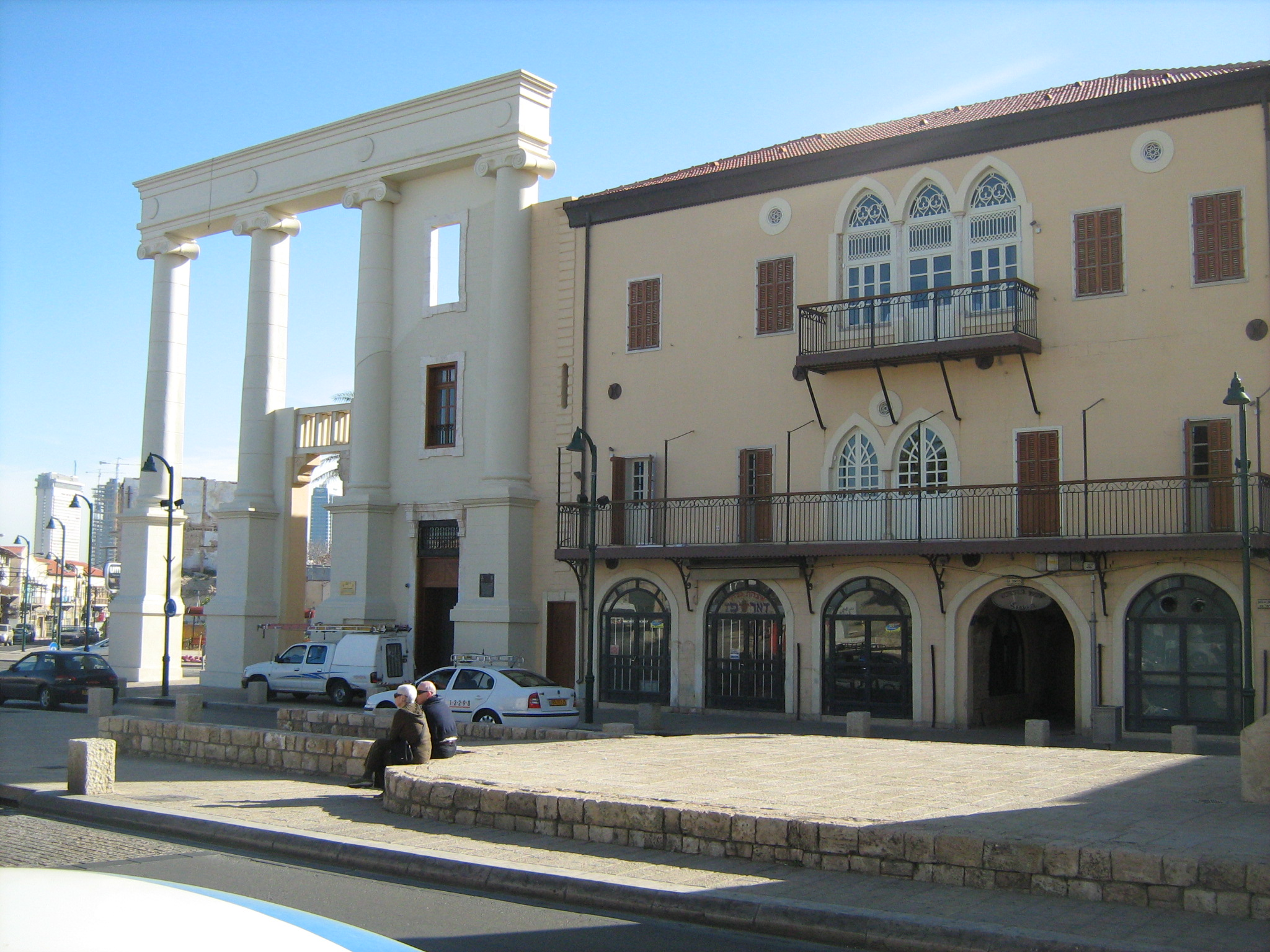
بقایای ساختمان «سرایا» در میدان برج ساعت.
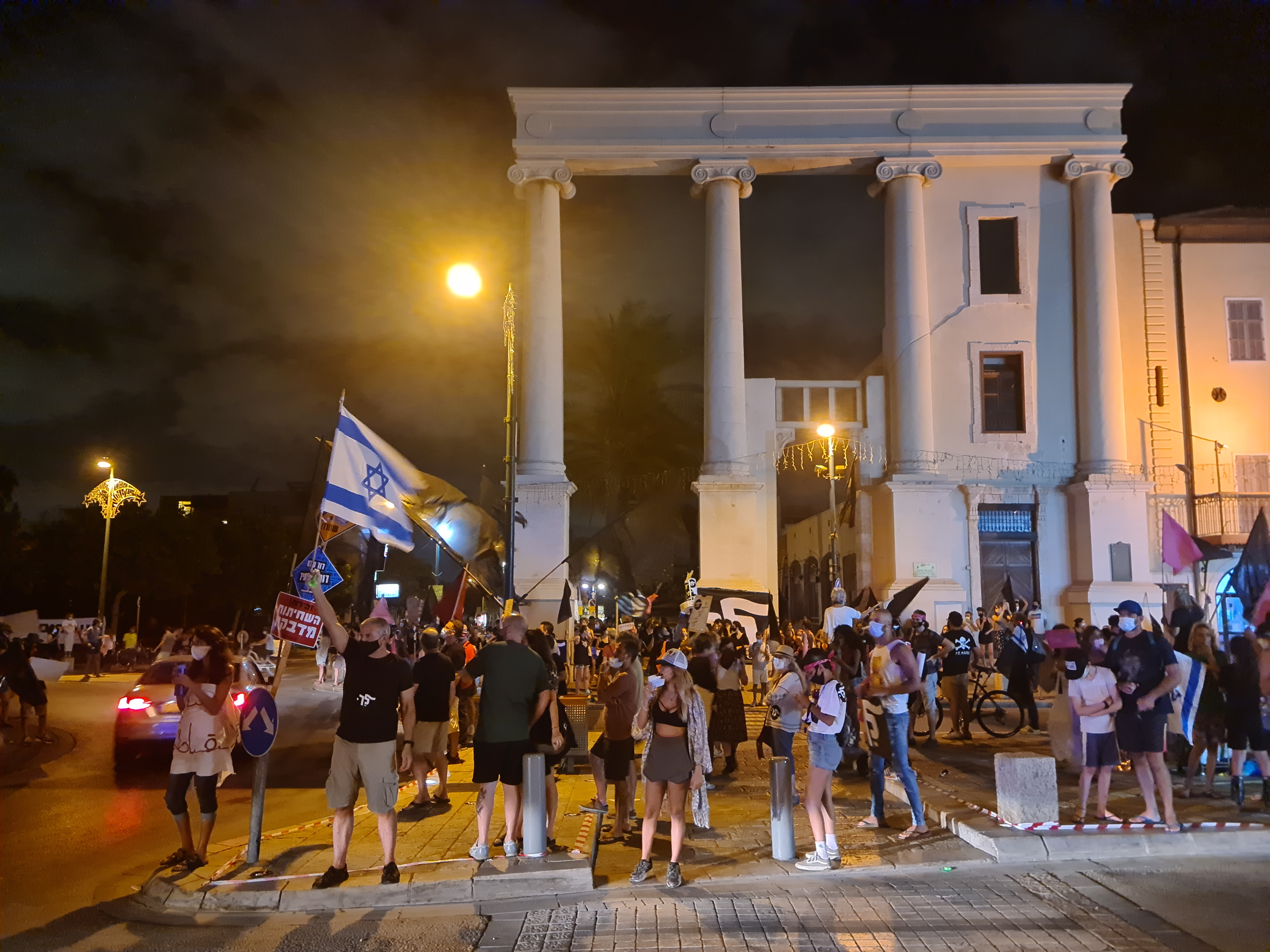
تظاهرات طرفداران و مخالفان اسرائیلی حزب لیکود مقابل بقایای ساختمان «سرایا»، سال ۲۰۲۰

### کلیسای قدیس پطرس
کلیسای قدیس پطرس، یکی از کلیساهای مهم فلسطین و دنیای مسیحیت می باشد. این کلیسا برای اولین بار در سال ۱۶۵۴، با کمک مالی لوئی نهم پادشاه فرانسه ساخته شد، و دو بار در طول عمر خویش تخریب و از نو ساخته شده. آخرین باری که این کلیسا ساخته شده، سال ۱۸۸۸ می باشد. این کلیسا به یاد قدیس پطرس، از یاران عیسی مسیح ساخته شده است. اعتقاد بعضی‌ها بر این است که وقتی که قدیس پطرس از یافا دیدن کرد و چند روز را در این شهر سپراند، او در محل این کلیسا اسکان داشت. بعضی دیگر معتقد هستند که قدیس پطرس در نقاط دیگری در یافا اسکان داشت. به‌طور مثال کلیسای ارتدکس روسی معتقد است که قدیس پطرس در محلی در روستای ابوکبیر در حومه شرقی یافا ساکن بوده. در انجیل، اشاره‌ای به بازدید قدیس پطرس از یافا نیز شده است،‌ کتاب اعمال رسولان، فصل ۹، آیات ۳۶ تا ۴۳.

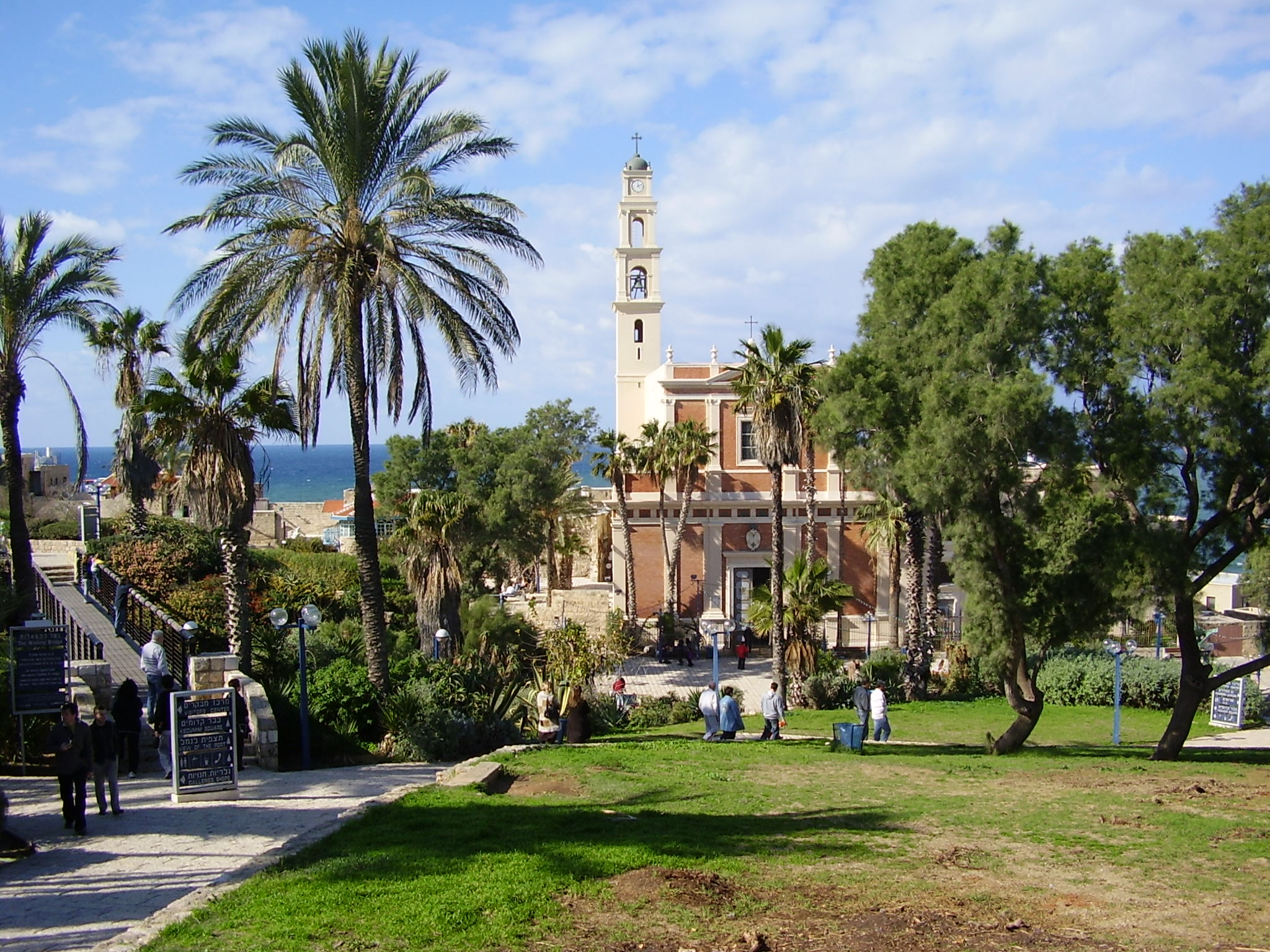
کلیسای قدیس پطرس و دریای مدیترانه
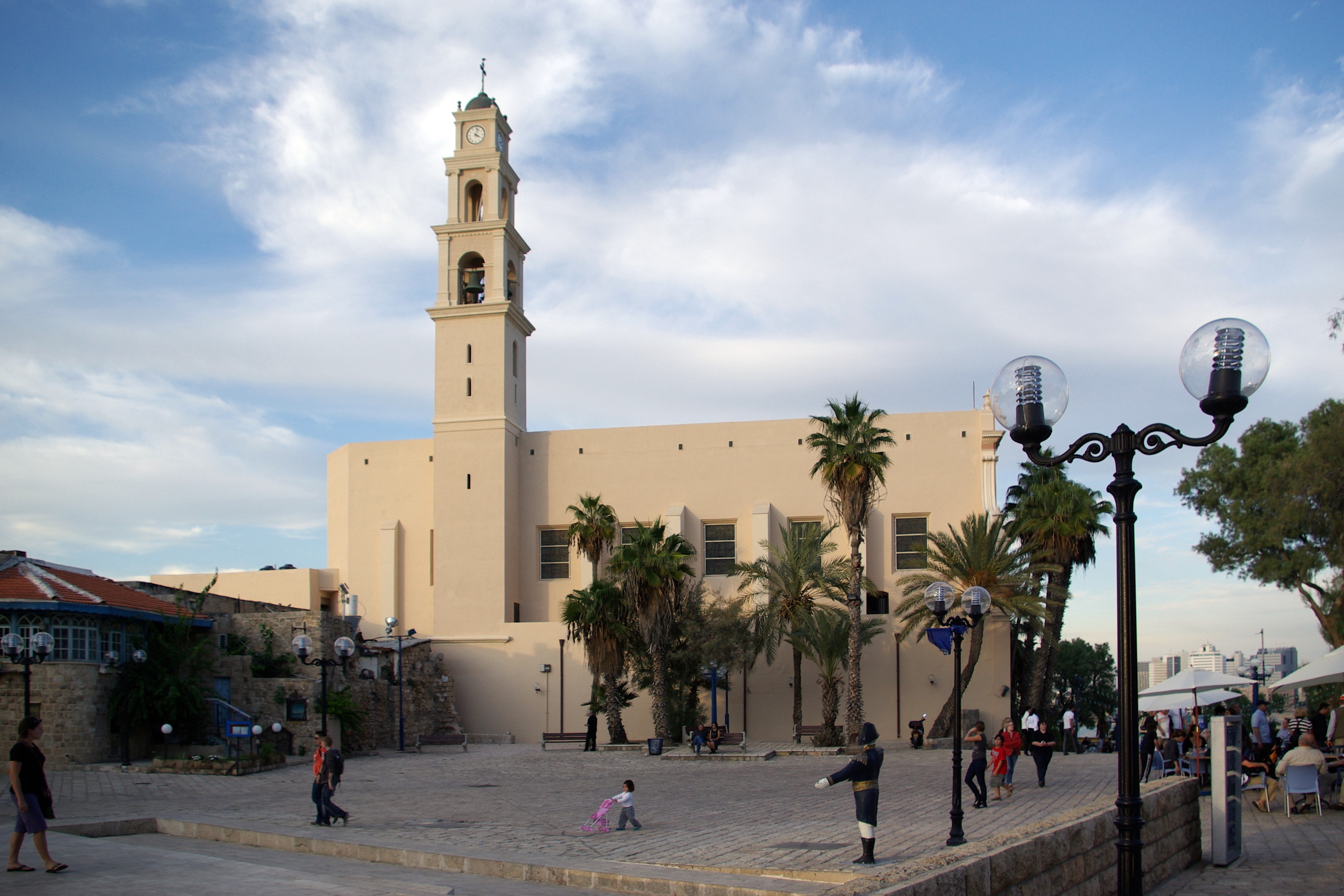
نمای کلیسای قدیس پطرس از کنار
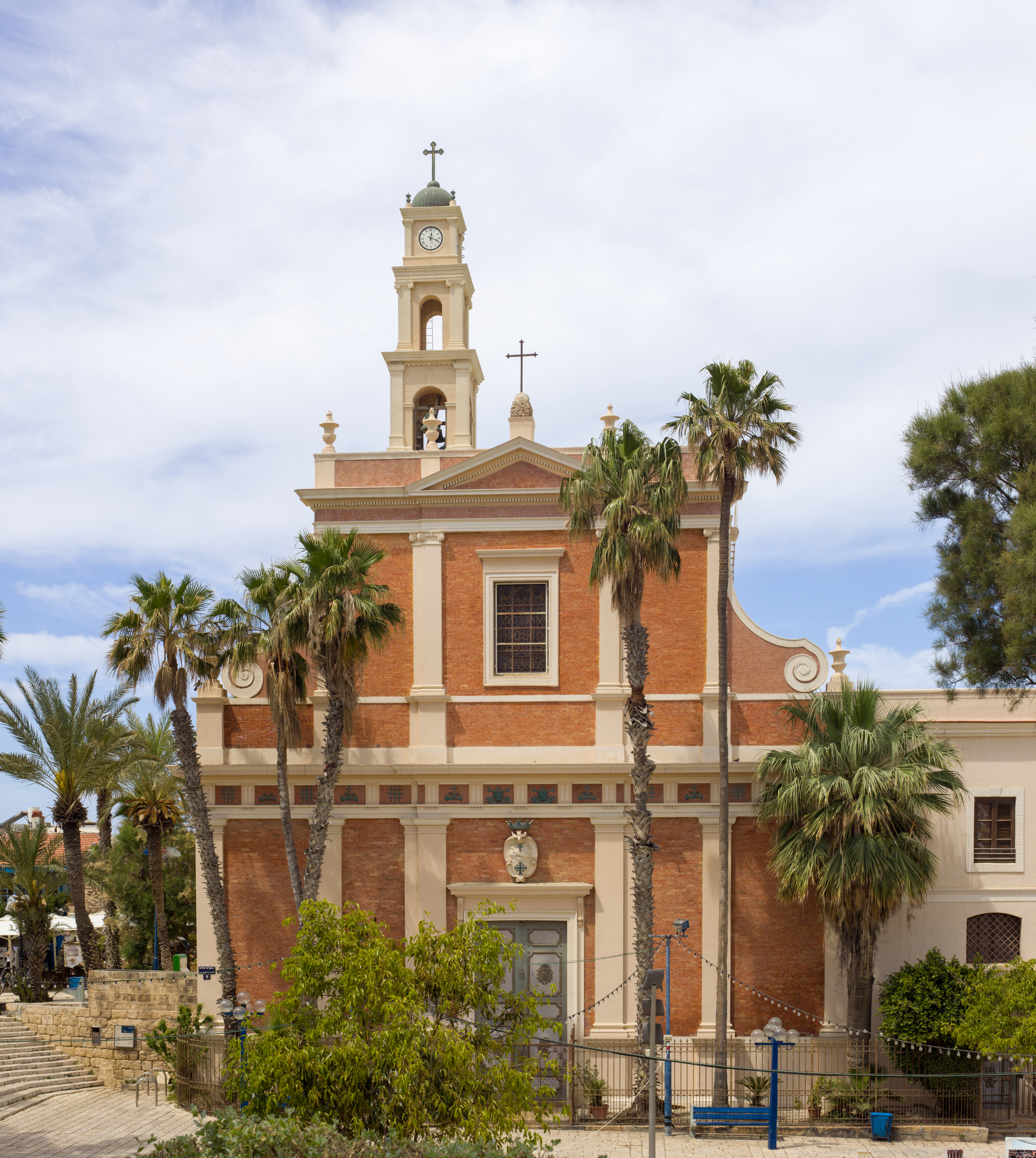
نمای کلیسای قدیس پطرس از روبرو
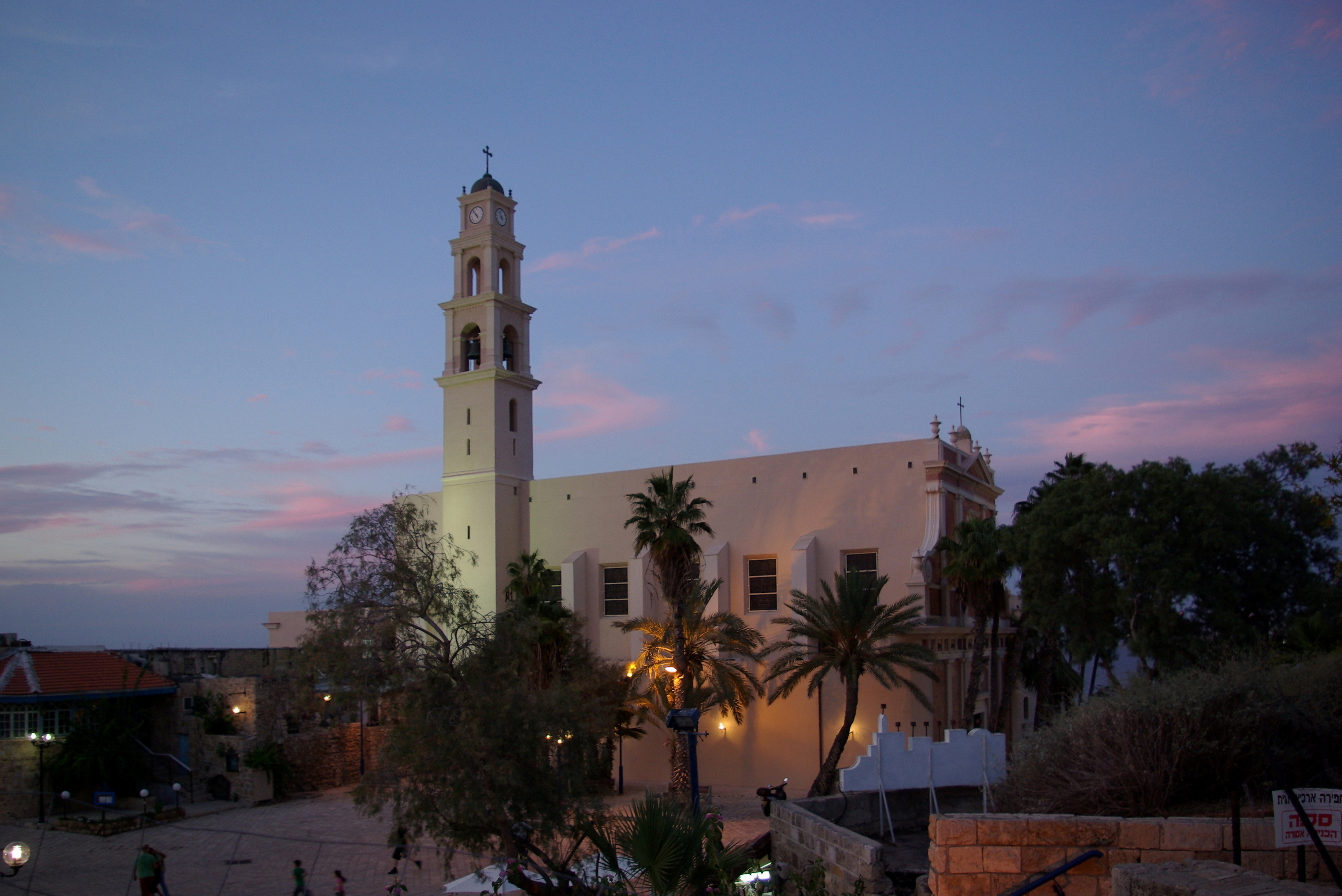
کلیسای قدیس پطرس در شب
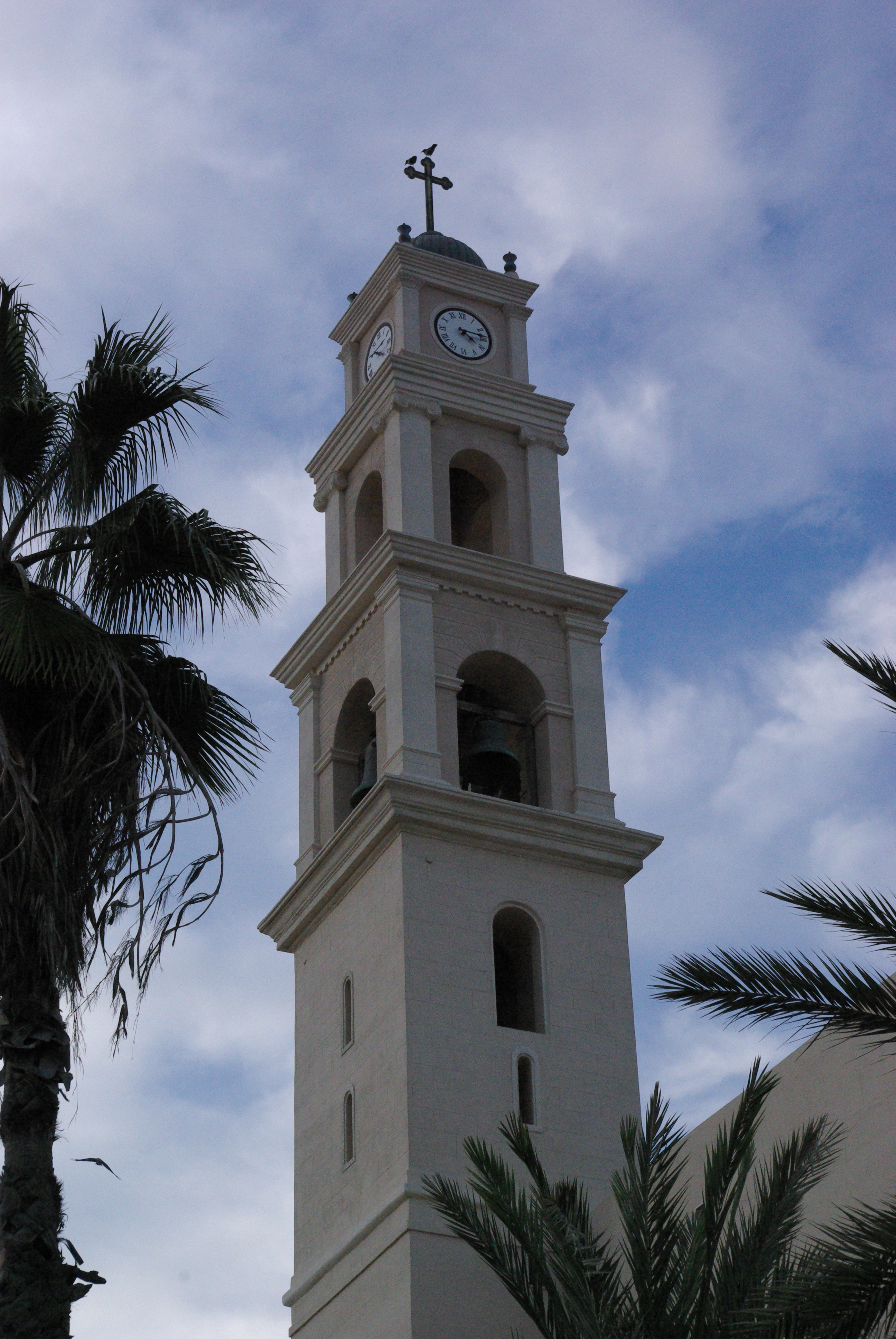
ناقوس کلیسای قدیس پطرس
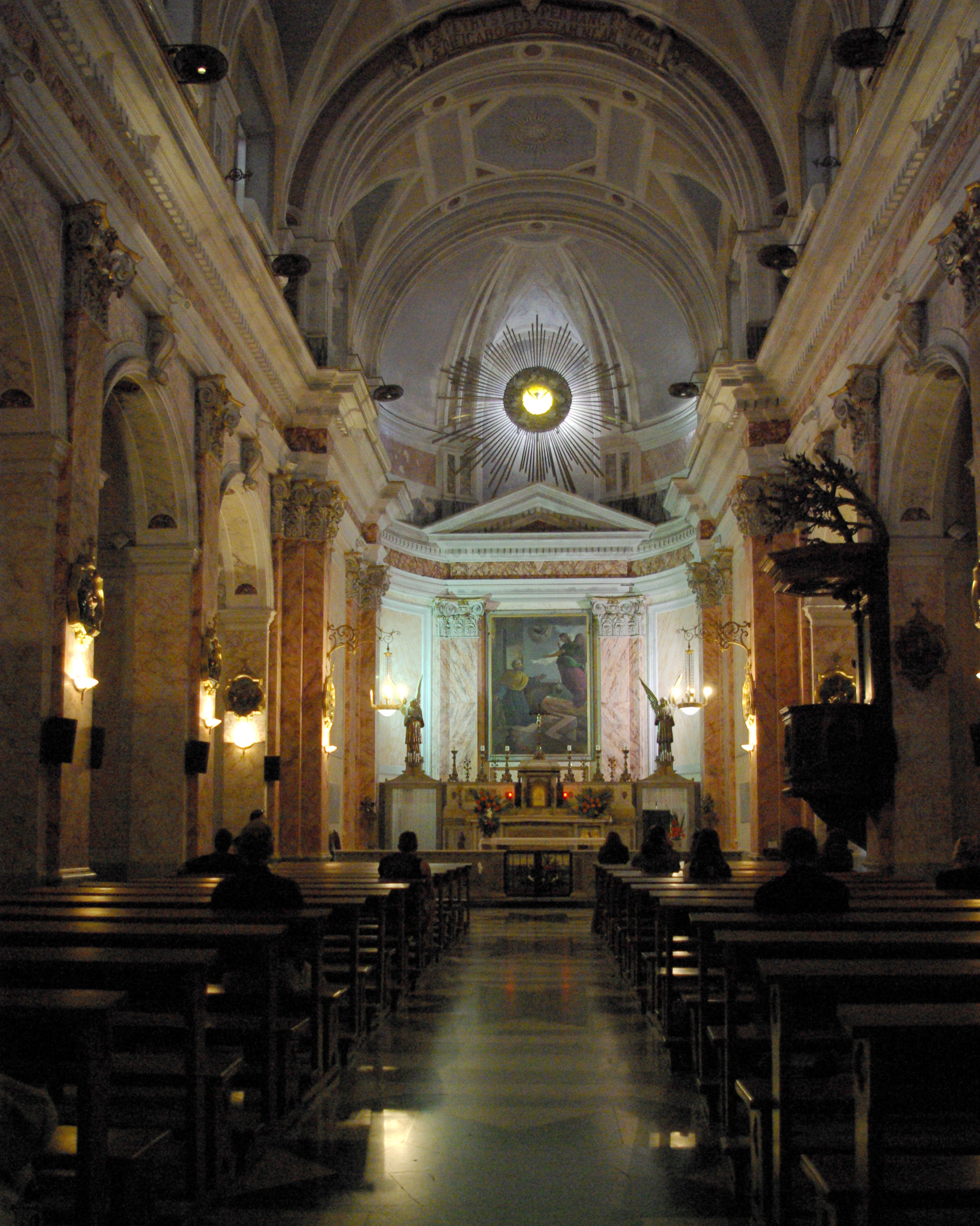
داخل کلیسای قدیس پطرس
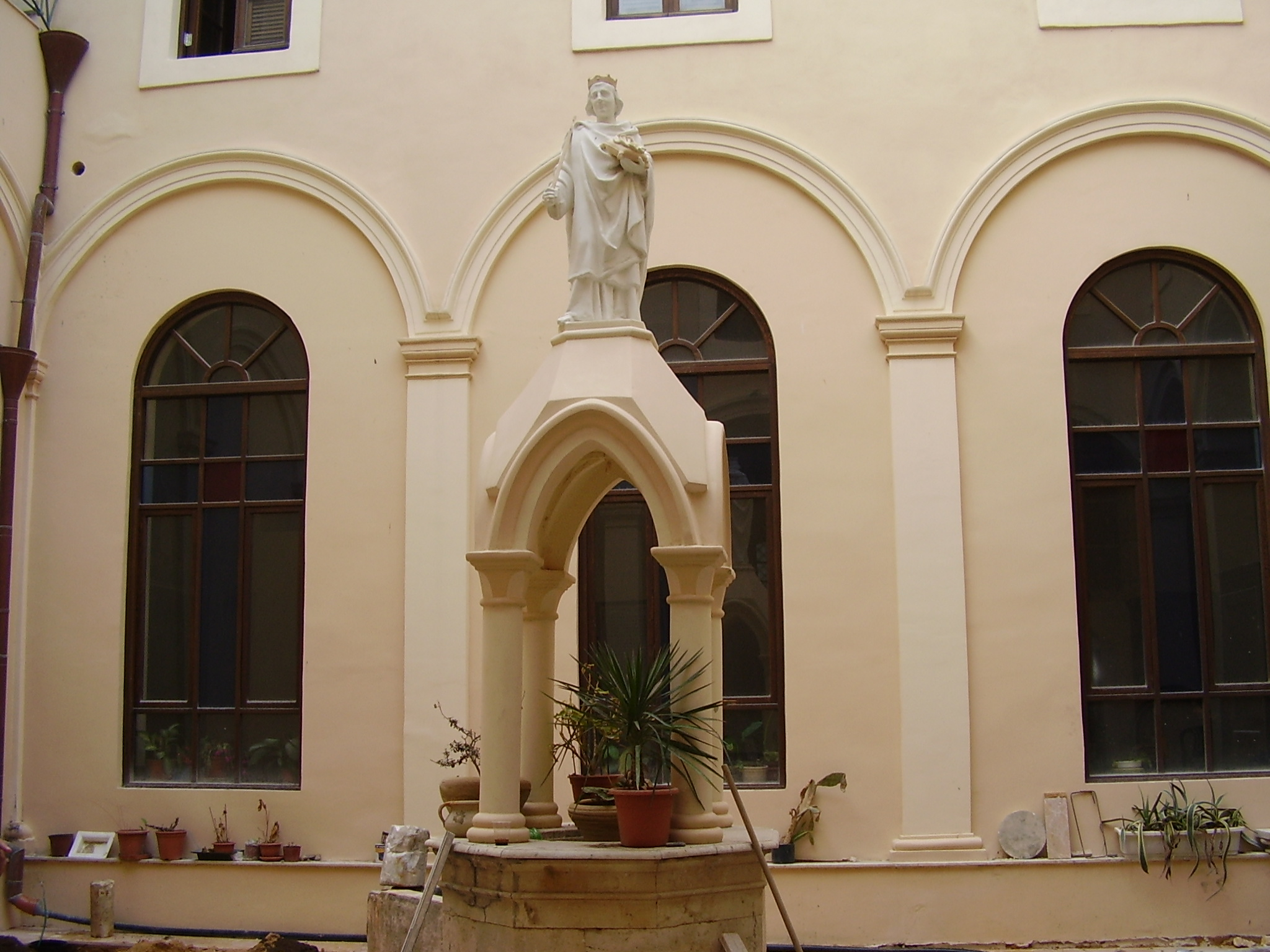
مجسمه لوئی نهم پادشاه فرانسه در داخل کلیسای قدیس پطرس
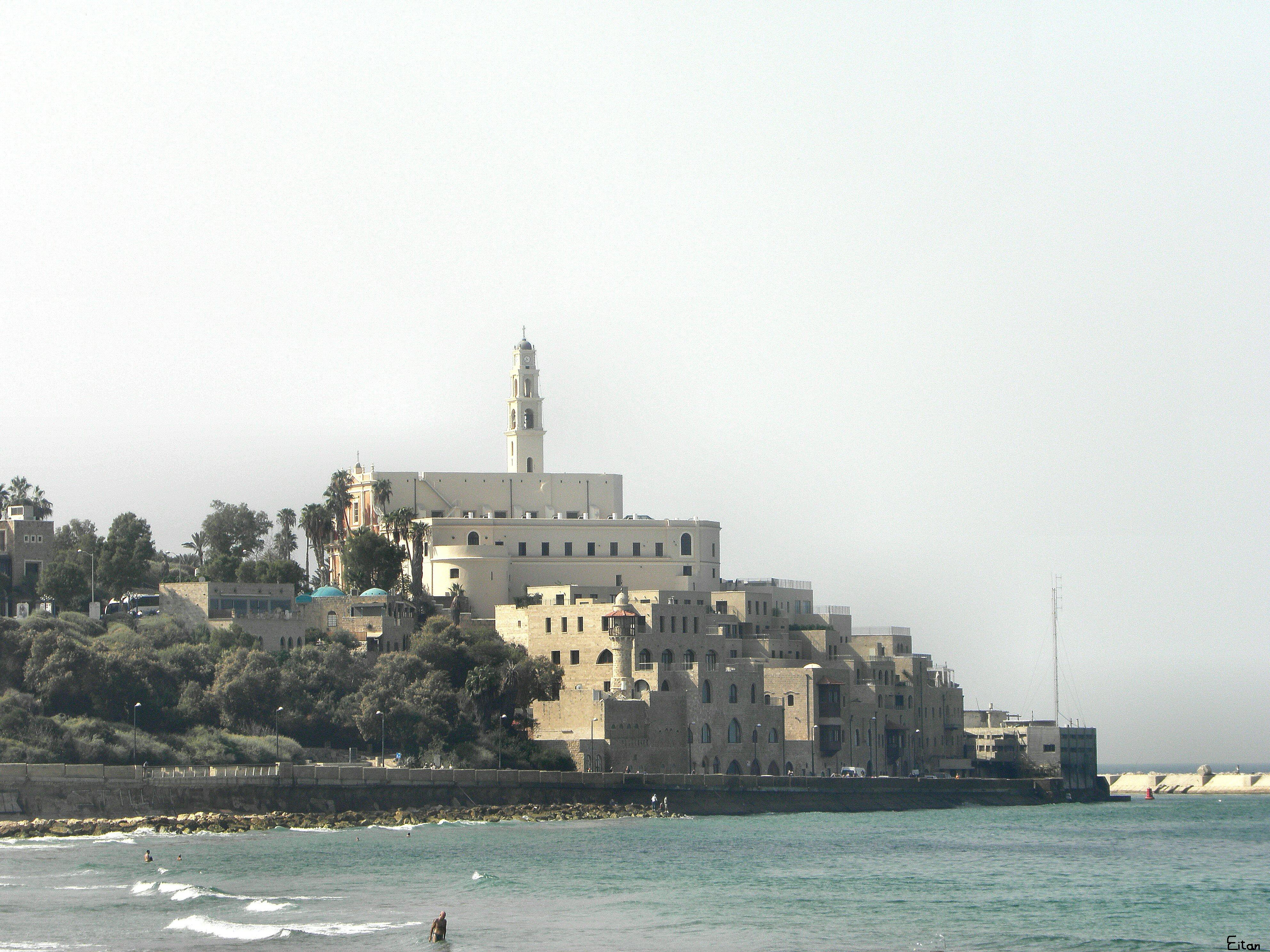
نمای ناقوس کلیسای قدیس پطرس بر فراز شهر قدیمی یافا

### مسجد بحر
مسجد بحر (به عربی: مسجد البحر)(به عبری: מסגד הים، مسگد هَیَم) همانطور از نامش پیداست، مسجدیست در ساحل دریای مدیترانه در یافا. این مسجد در سال ۱۶۷۵ میلادی تحت حاکمیت عثمانی،‌به دستور فرماندار سنجق (معادل استان) «غزه و یافا»،‌محمد رضوان پاشا ساخته شد. پس از تاسیس مسجد، او مسجد را ملک وقف اعلام کرد. این مسجد، برای سالها، محل نماز و اطاعت ملوانان و ماهی‌گیران مسلمان پیش از ترک یافا از طریق دریا و آغاز سفر خویش بوده.
بعد از اشغال شهر پس از جنگ ۱۹۴۸، این مسجد از معدود ساختمان‌های مرتفعی است که توسط اسرائیل و شهرداری «تل آویو-یافا» تخریب نشده، و در نتیجه، امروزه، مناره بلند این مسجد از دوردست‌ها دیده می شود. بر اساس گزارش شهرداری  «تل آویو-یافا» در سال ۱۹۶۲، پس از جنگ، این مسجد تعطیل بوده و به عنوان انباری استفاده می شده. شهرداری  «تل آویو-یافا» اعلام کرد که قصد تبدیل مسجد به یک مکان توریستی دارد. این اقدام با اعتراض فلسطینی‌های مسلمان ساکن یافا مواجه شد، و در نتیجه از دهه ۱۹۶۰ به این سو، این مسجد بعد از وقفه‌ای، دوباره به عنوان مسجد مورد استفاده قرار می گیرد. 

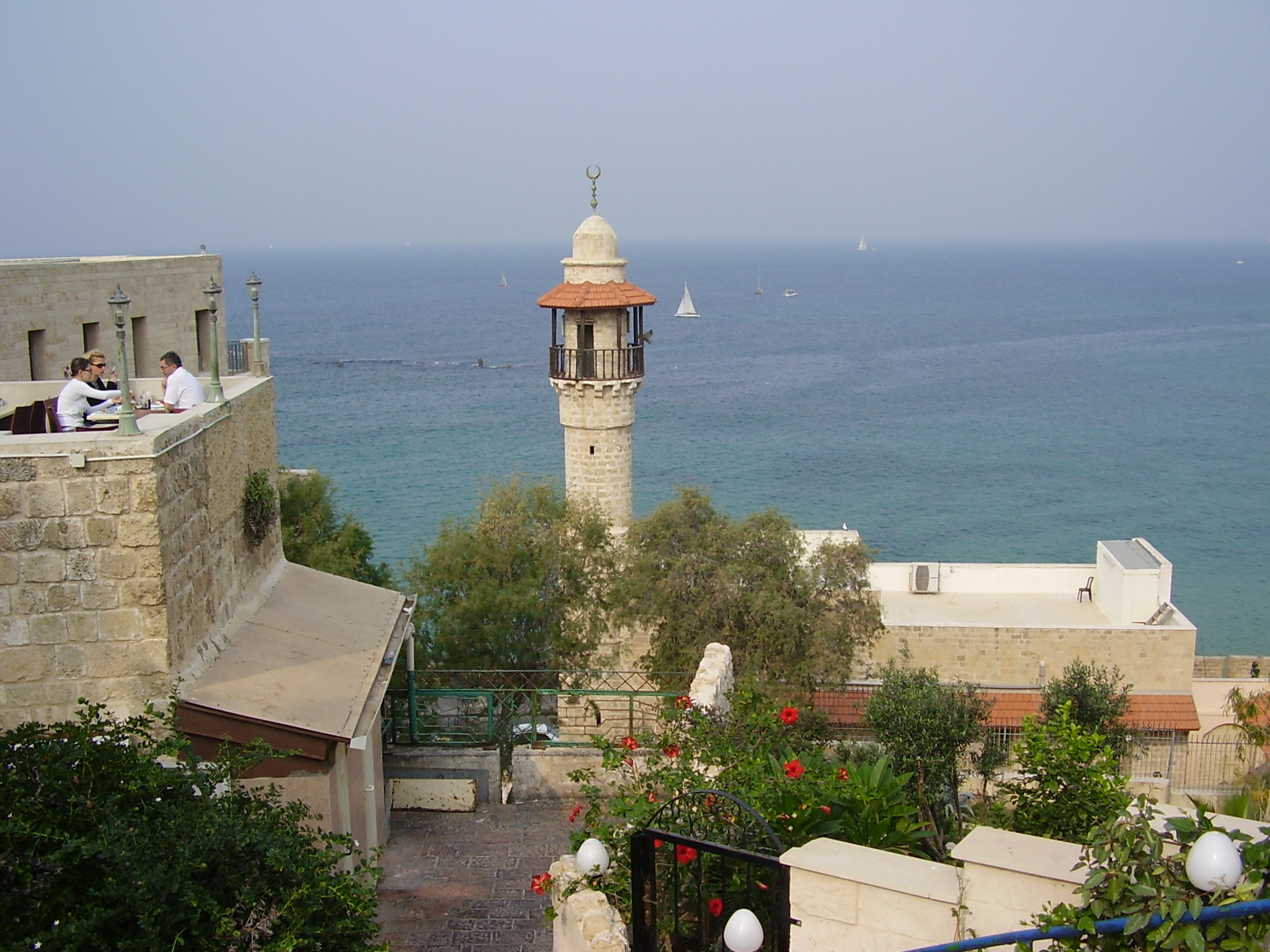
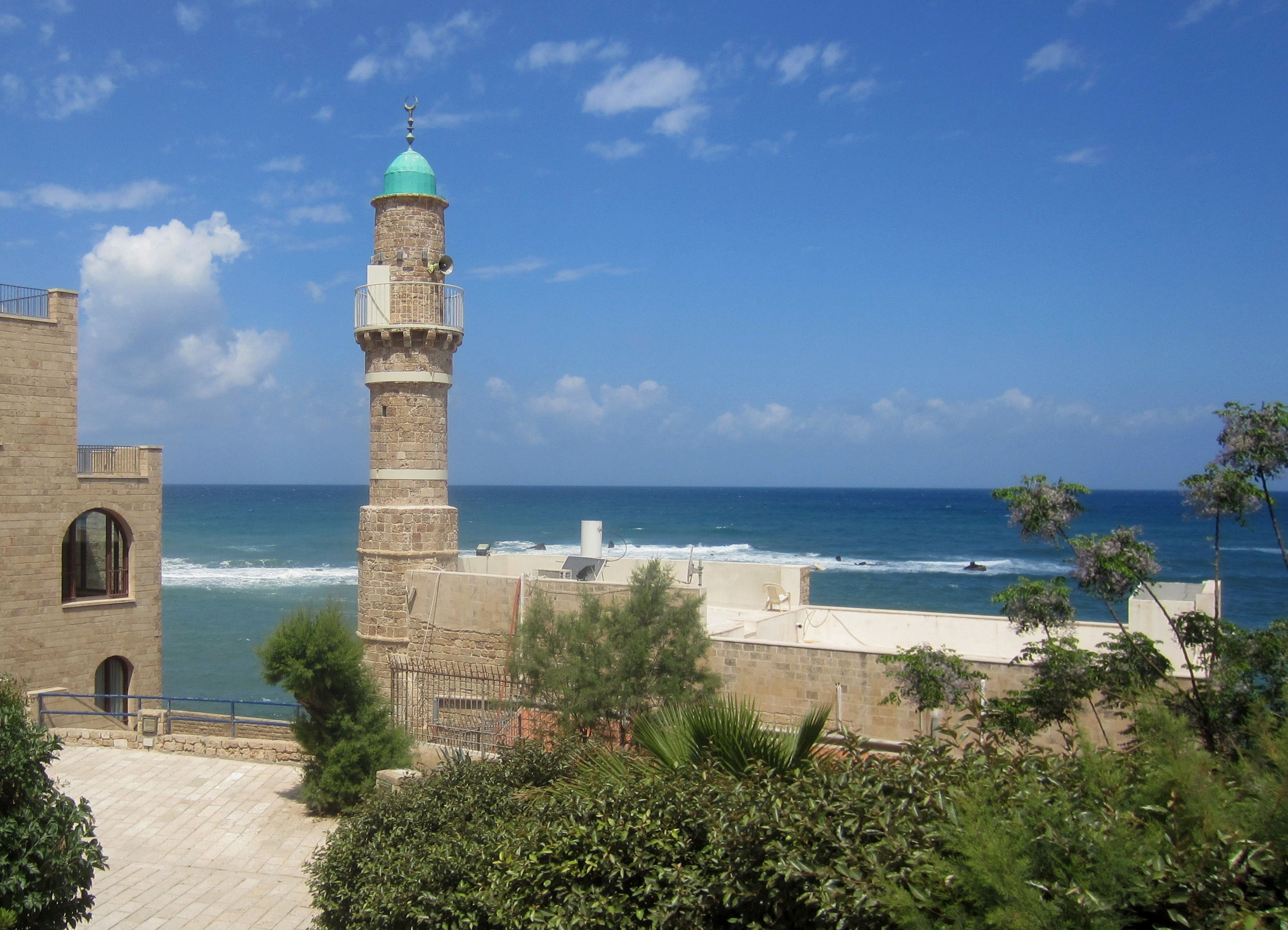
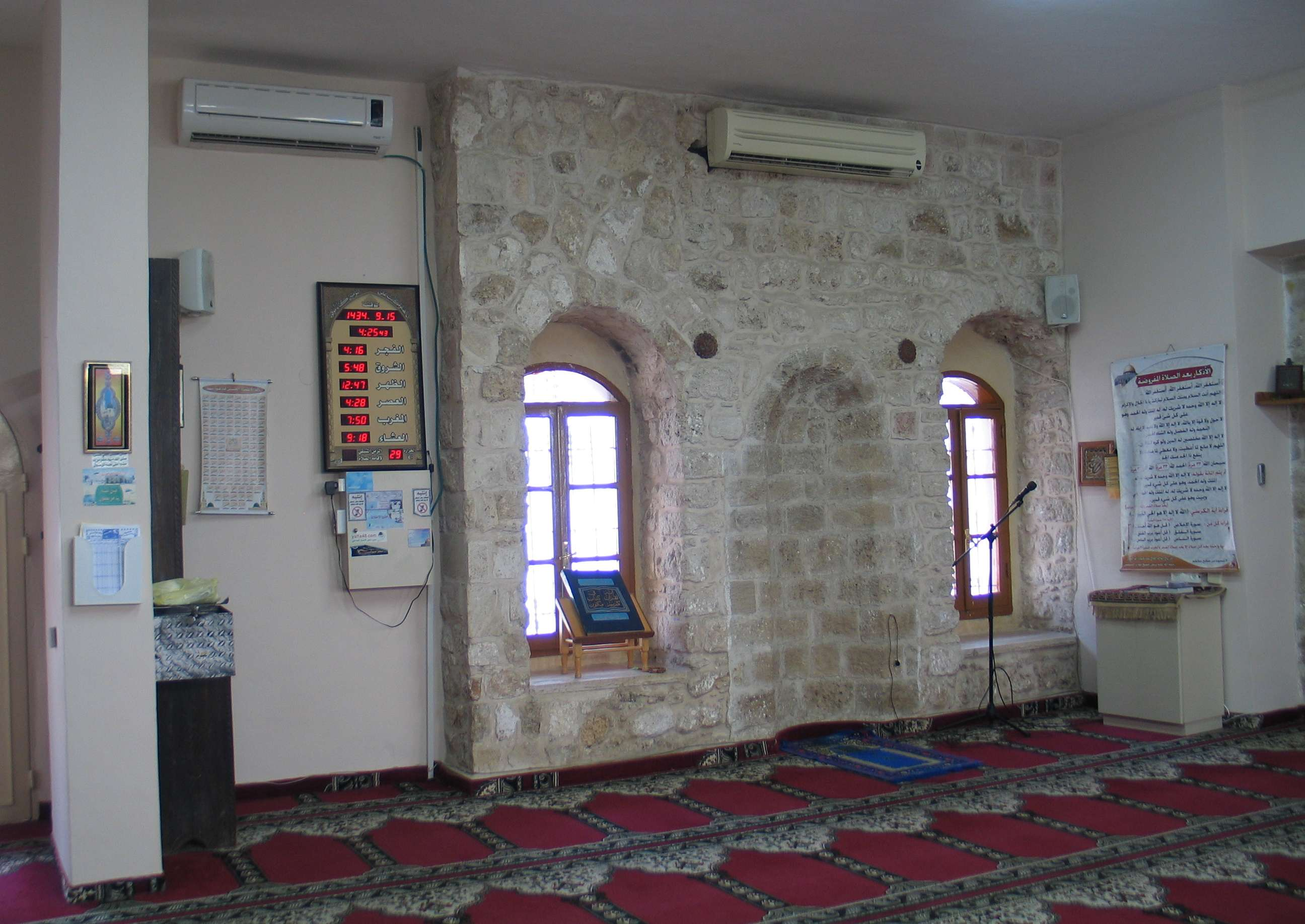
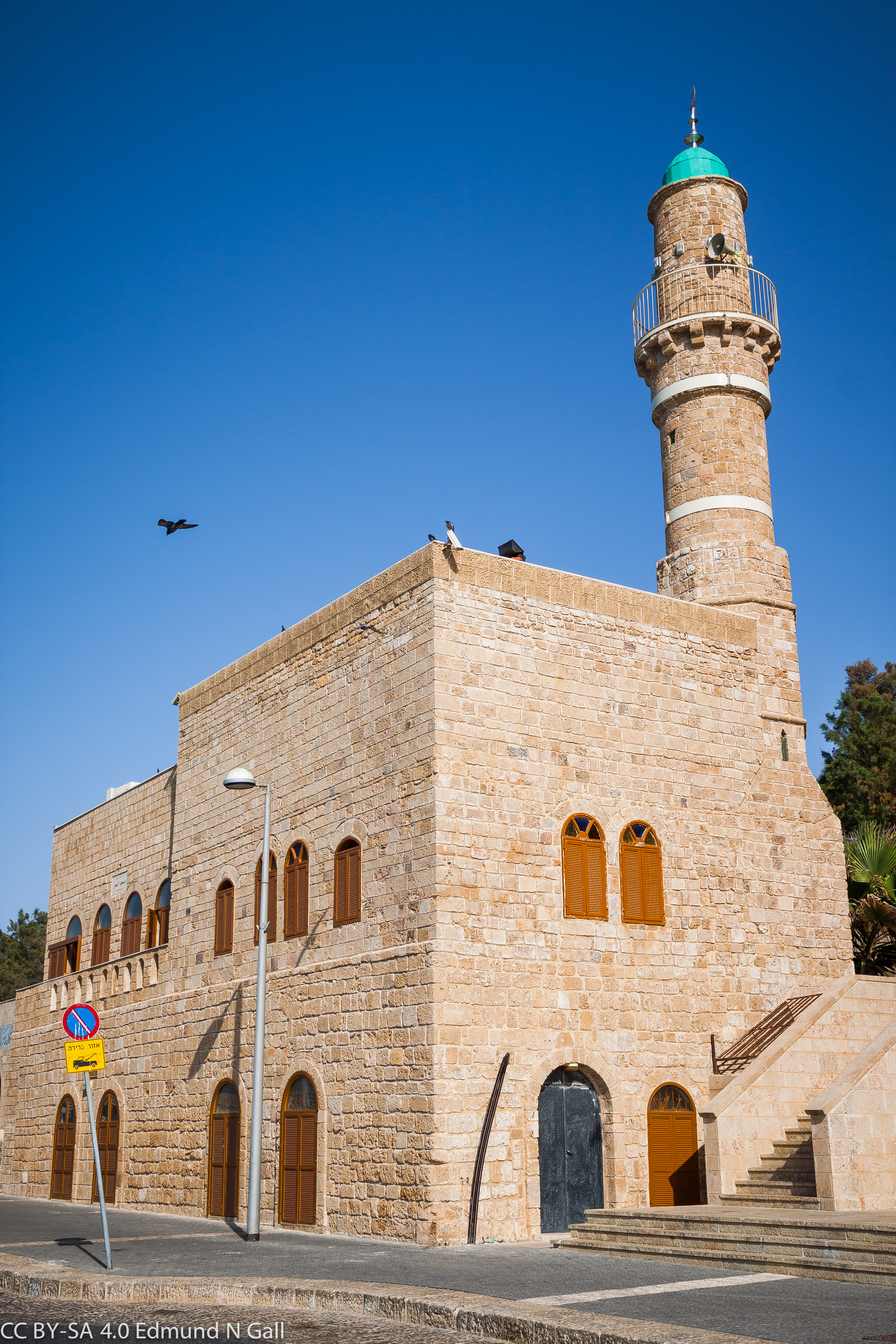
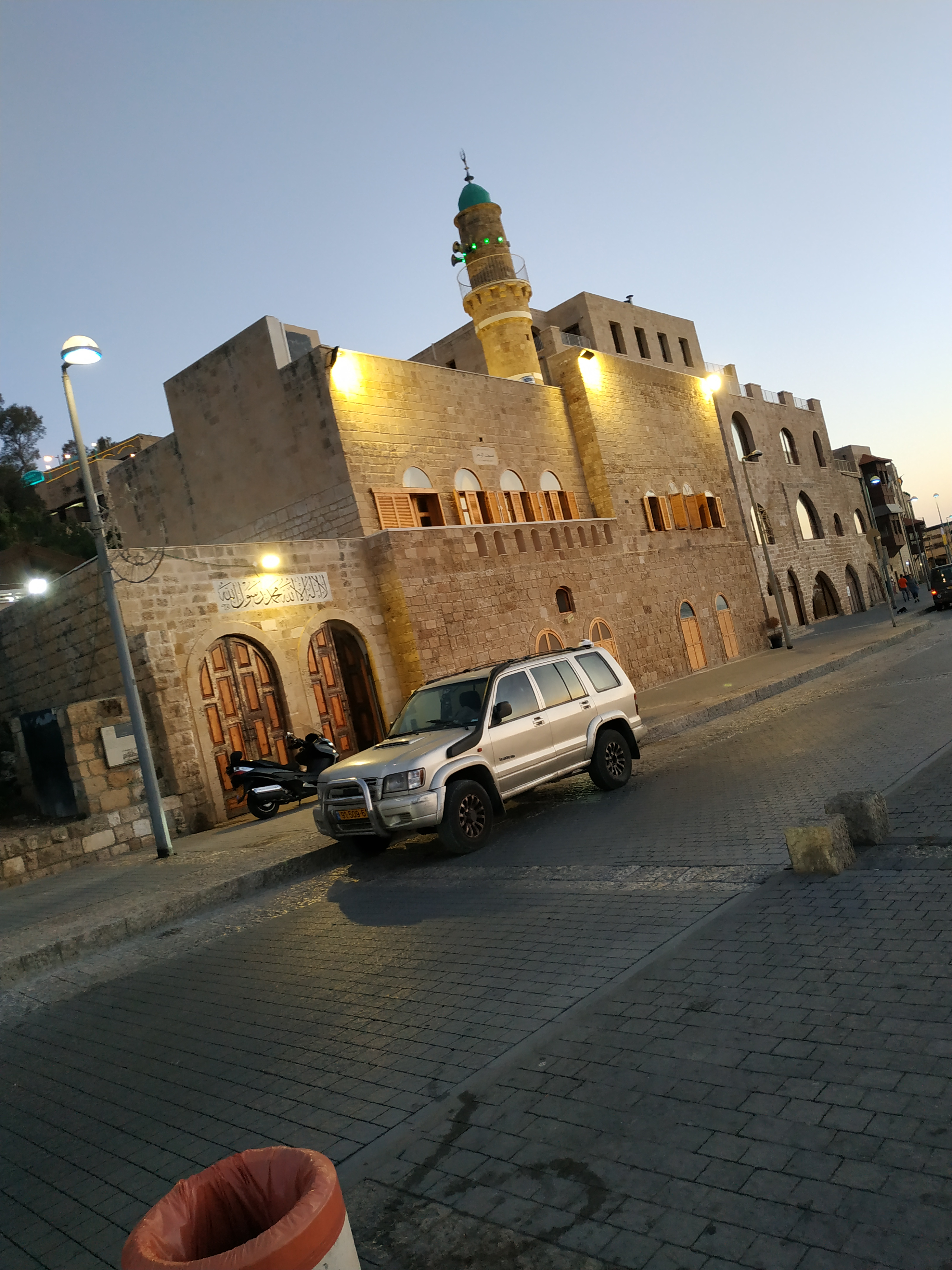
مسجد بحر در شب
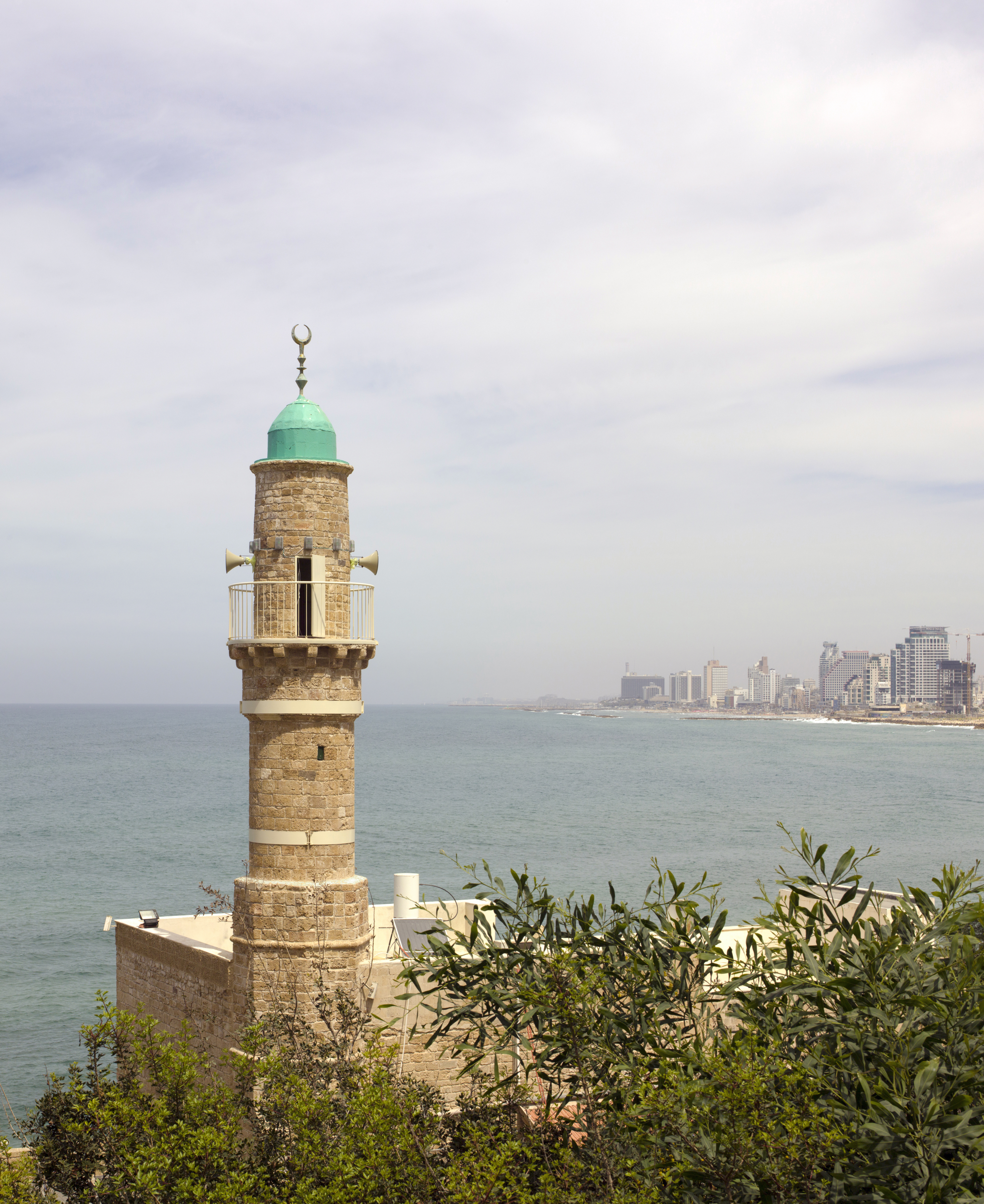
نمایی از ساحل تل آویو در پشت زمینه مسجد بحر
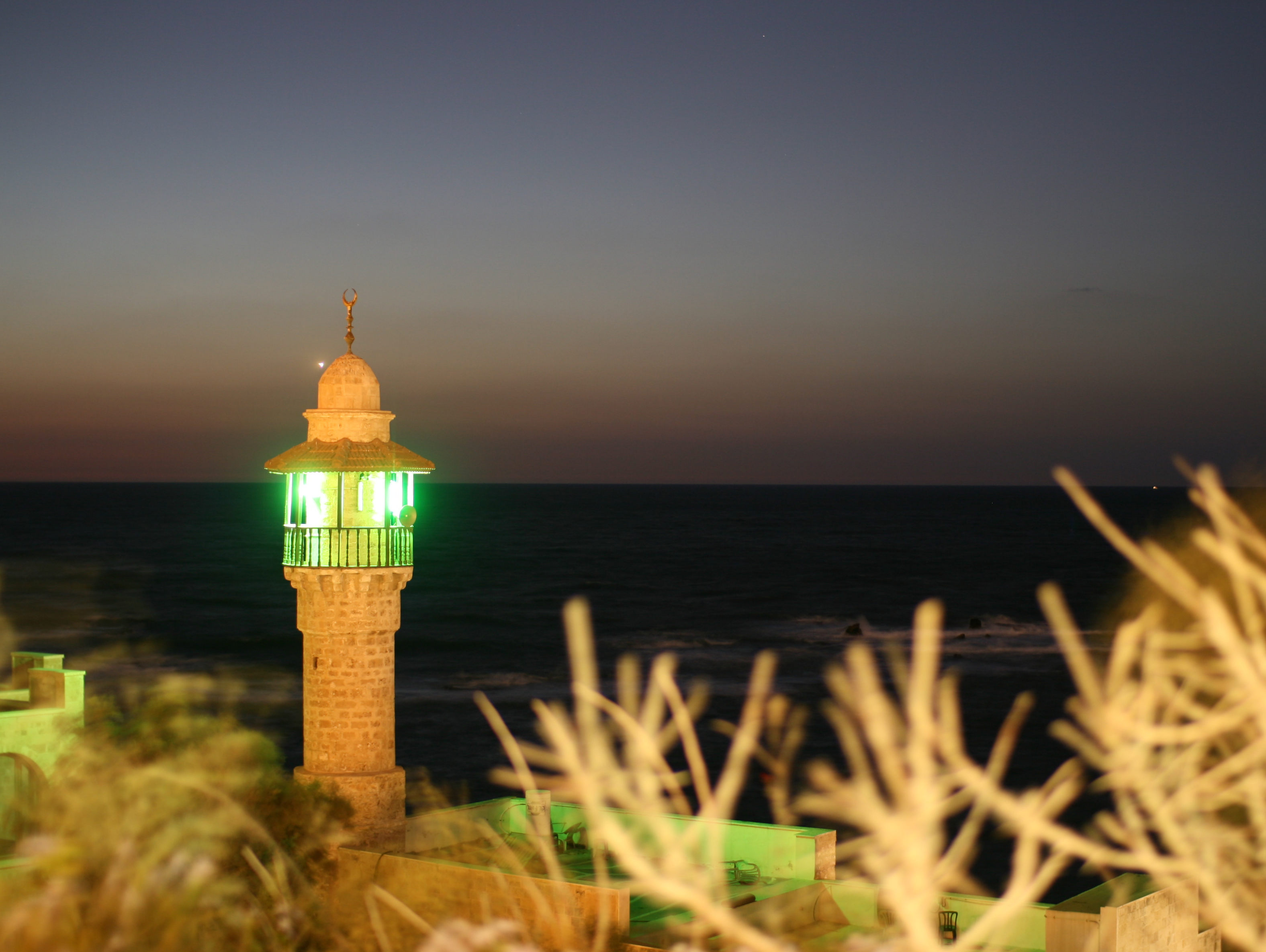
مناره مسجد که عملا می تواند نقش فانوس دریایی نیز ایفا کند
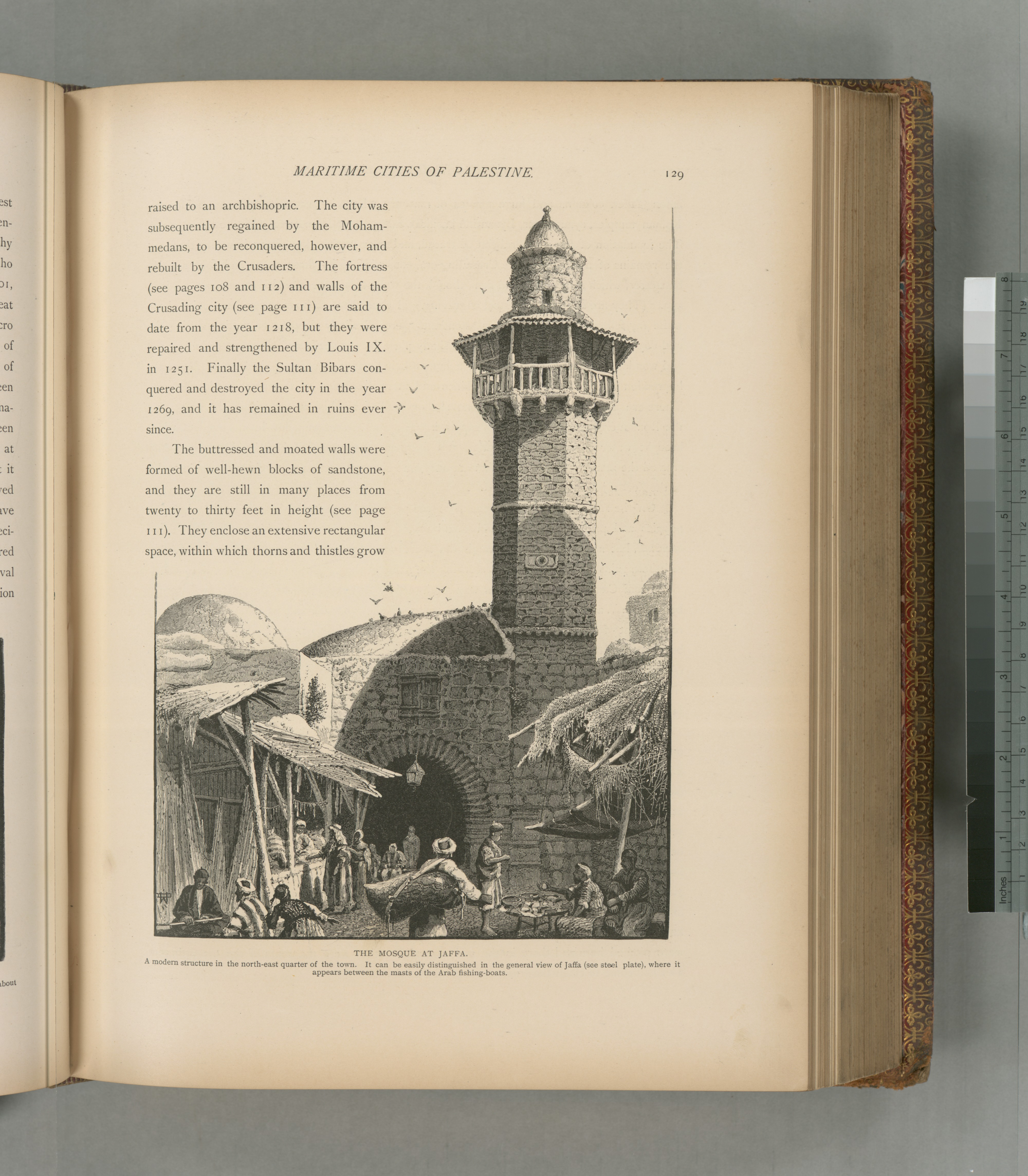
نقاشی از مسجد بحر در کتابی چاپ شده در سال ۱۸۸۱ میلادی

### مسجد محمودیه
مسجد محمودیه، یا «مسجد بزرگ یافا»، بزرگترین مسجد موجود در شهر یافا و مسجد جامع این شهر می باشد. گفته شده است که این مسجد، بعد از مسجد الاقصیو حرم ابراهيمی درالخلیل، سومین مسجد بزرگ در فلسطین می باشد. این مسجد در شهر قدیم یافا، در نزدیکی میدان برج ساعت واقع شده است. این مسجد در عصر عثمانی در سال ۱۷۳۰ ساخته شد و در سال ۱۸۱۲، به شکل امروزی نوسازی شد. در جنب این مسجد در خیابان،‌‌ «سبیل سلیمان» (در معماری عثمانی، سبیل به چشمه‌ای دست‌ساز در کوچه خیابان‌های شهر اشاره دارد)، و در داخل مسجد، حیاطی بزرگی قرار دارد. این مسجد ۶ گنبد و یک مناره دارد.

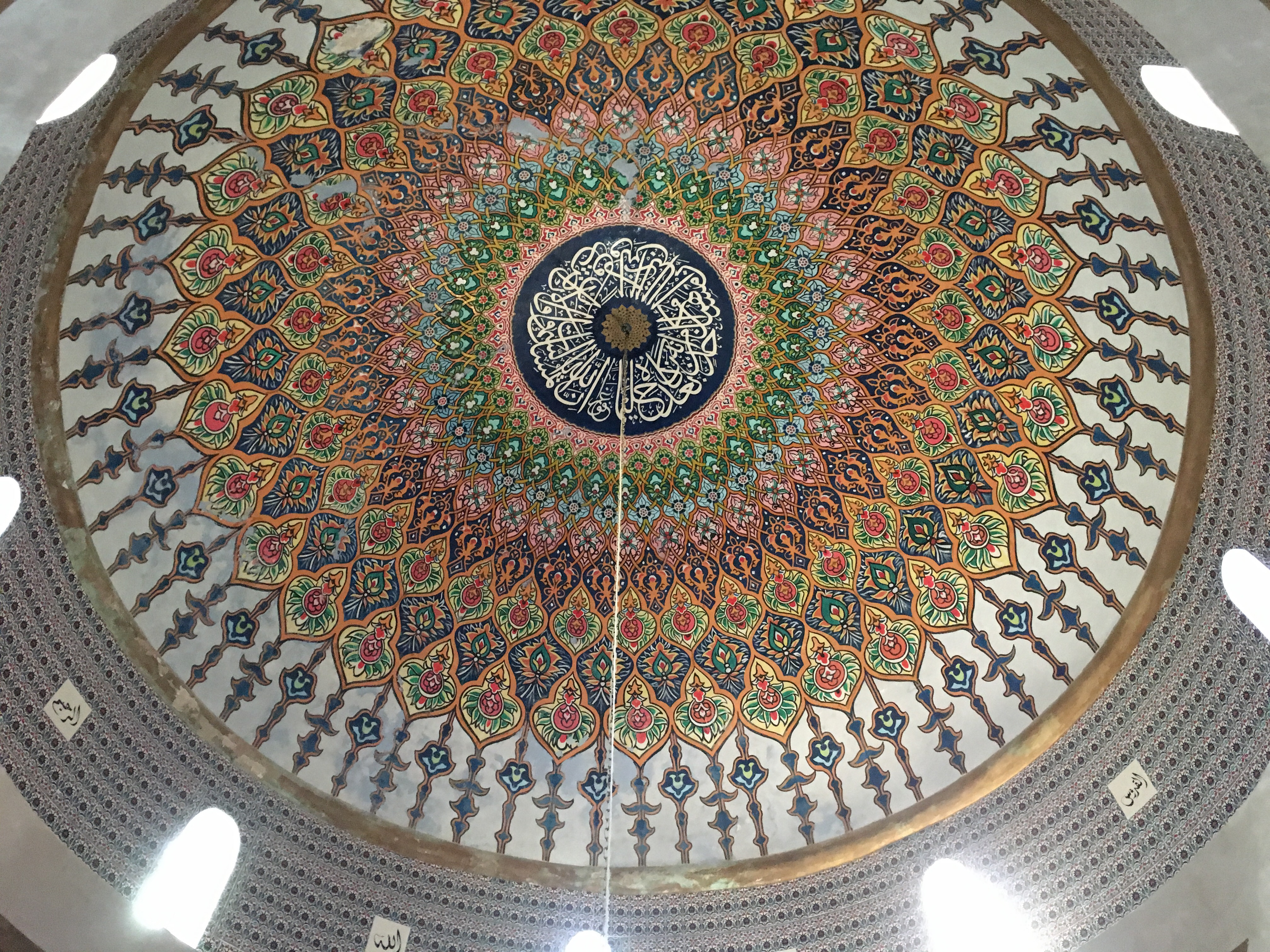
داخل گنبد مسجد
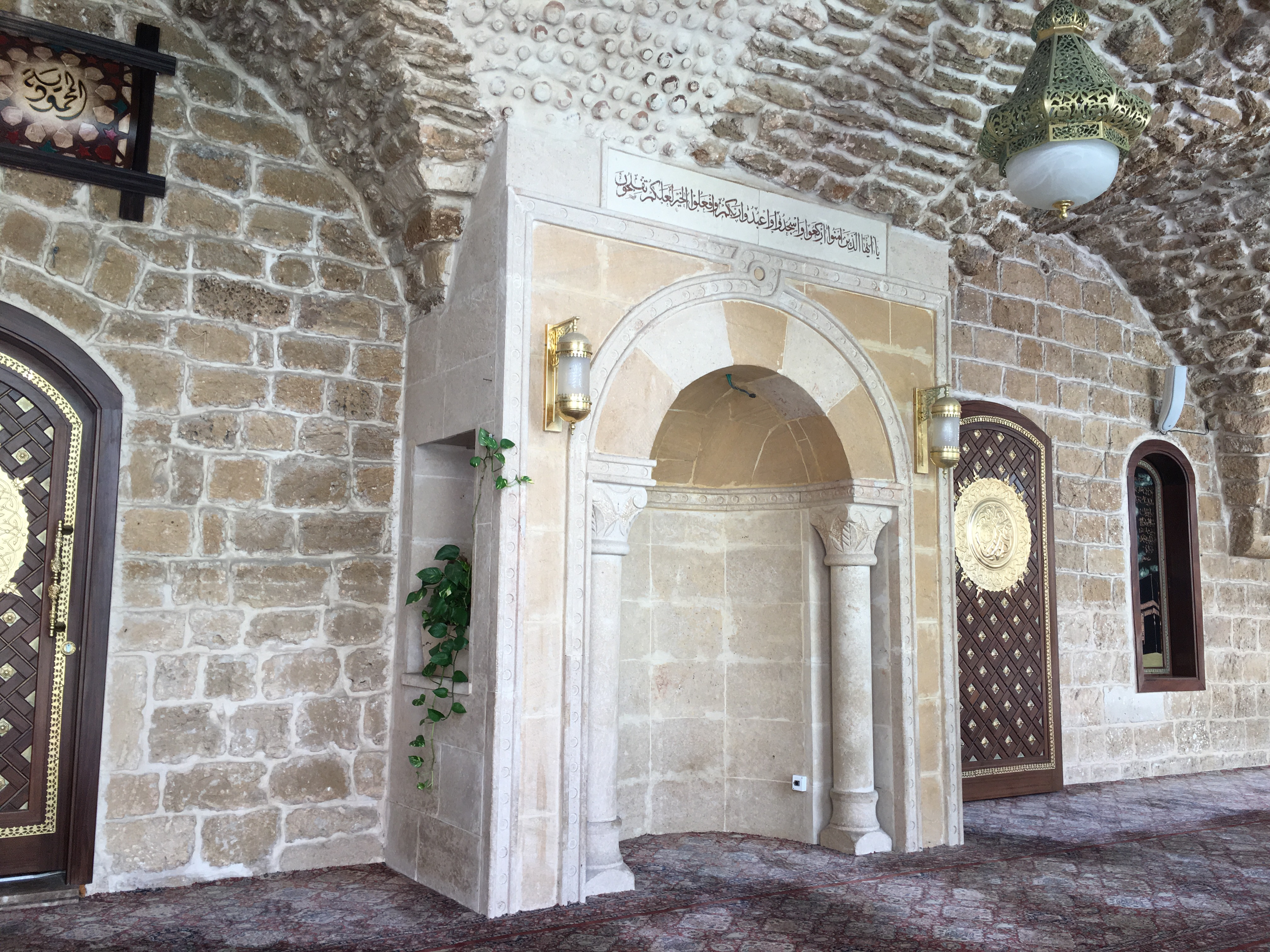
محراب مسجد
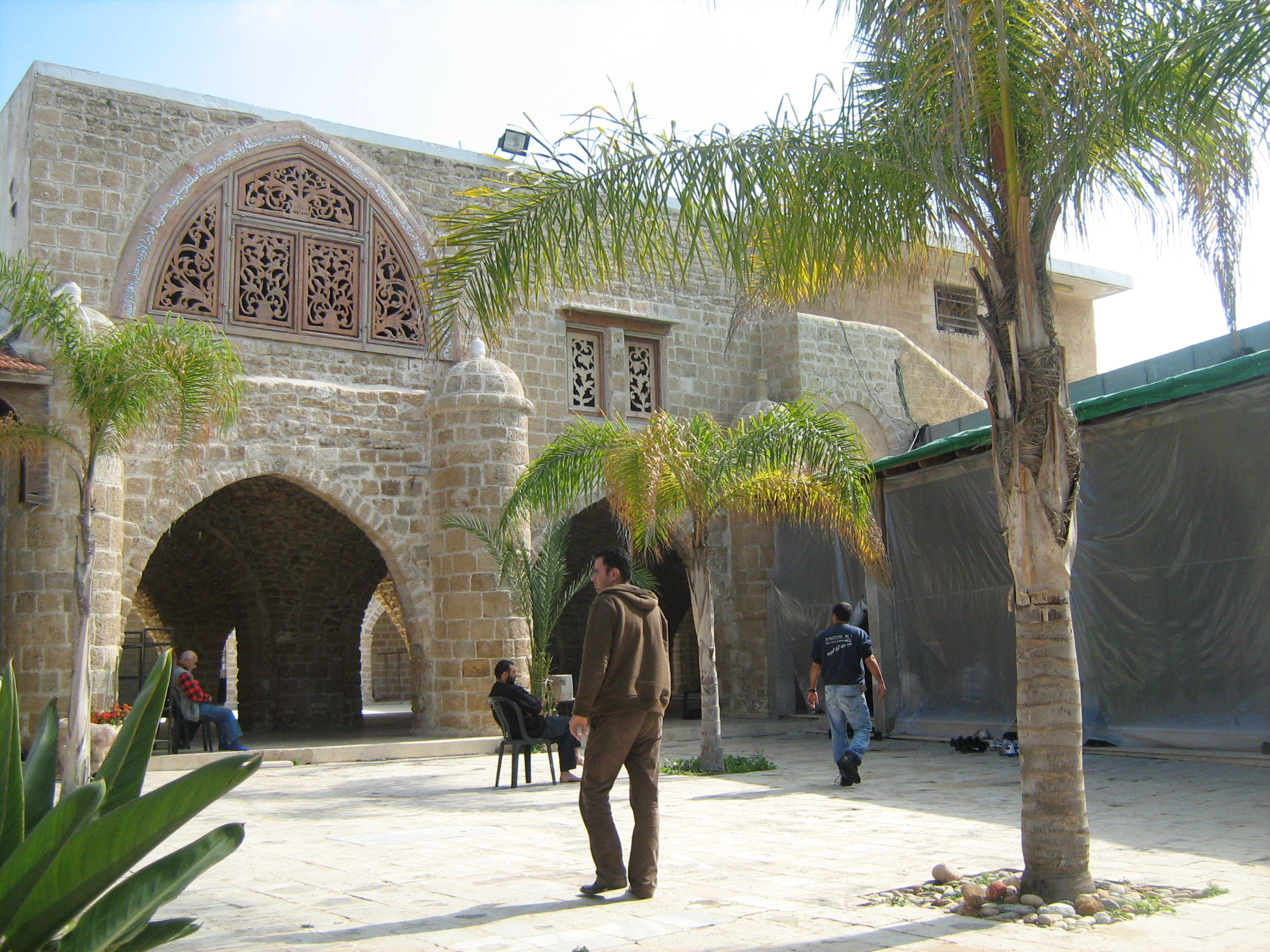
حیاط مسجد
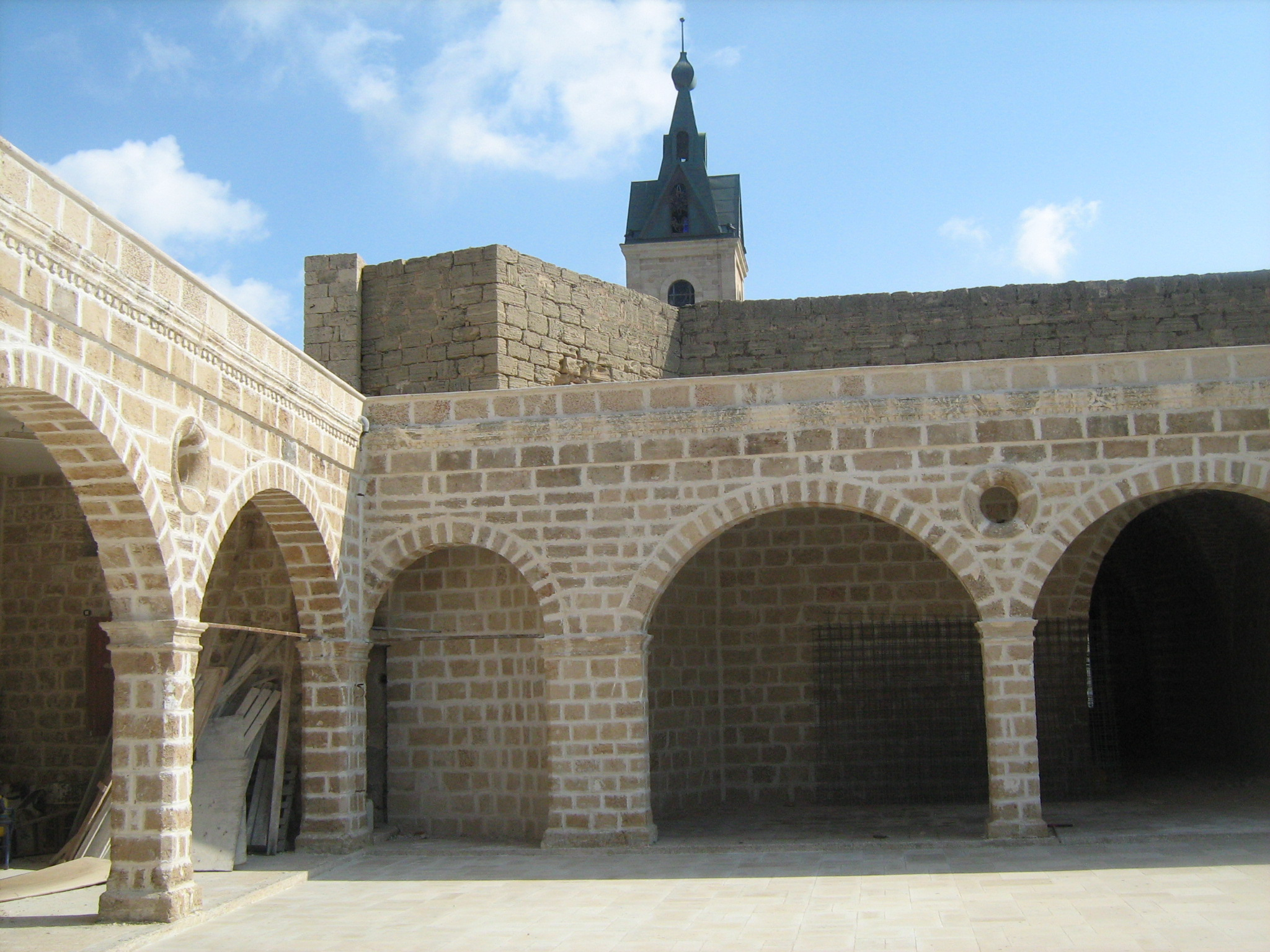
حیاط مسجد و نوک برج ساعت
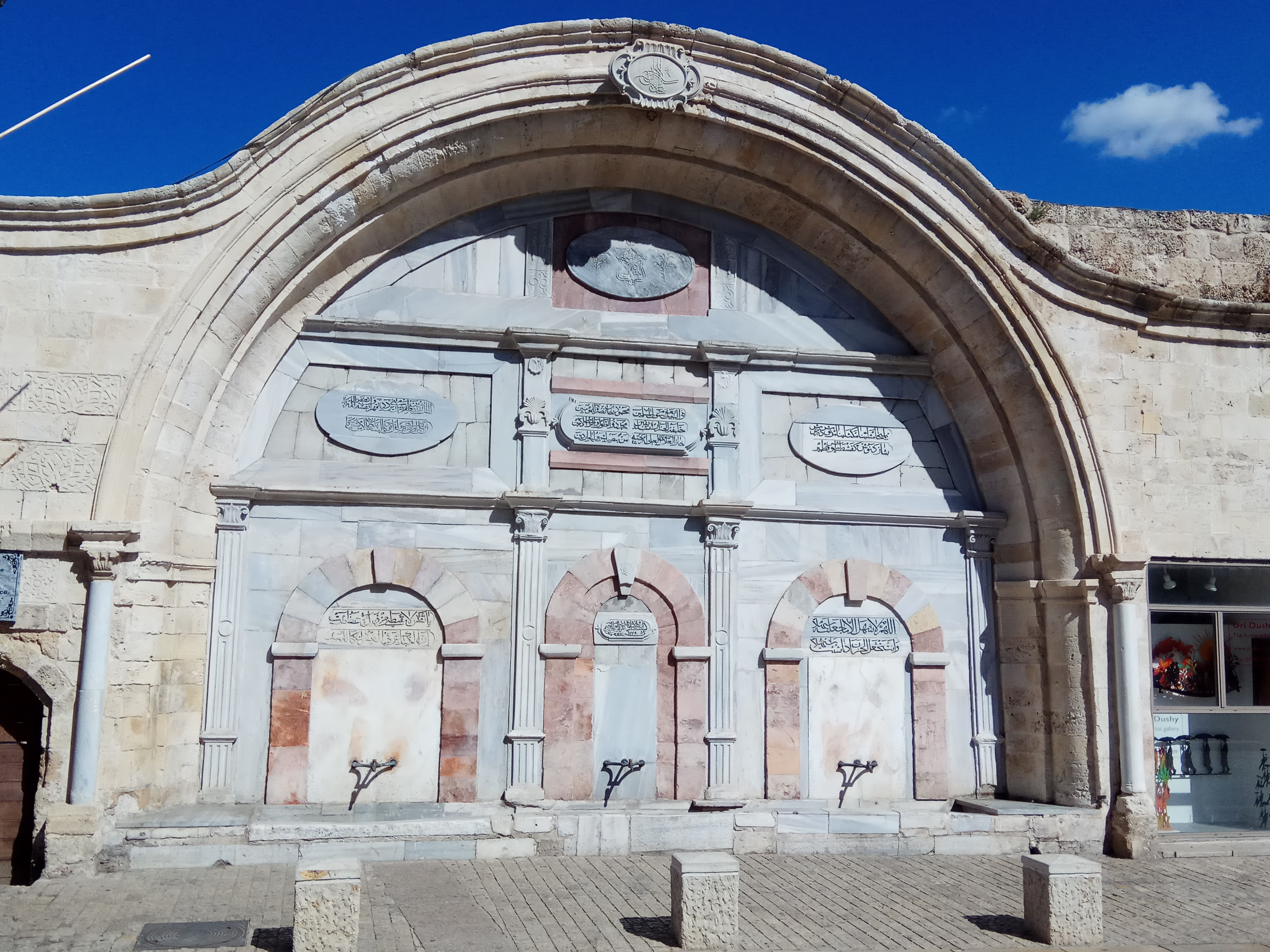
سبیل سلیمان
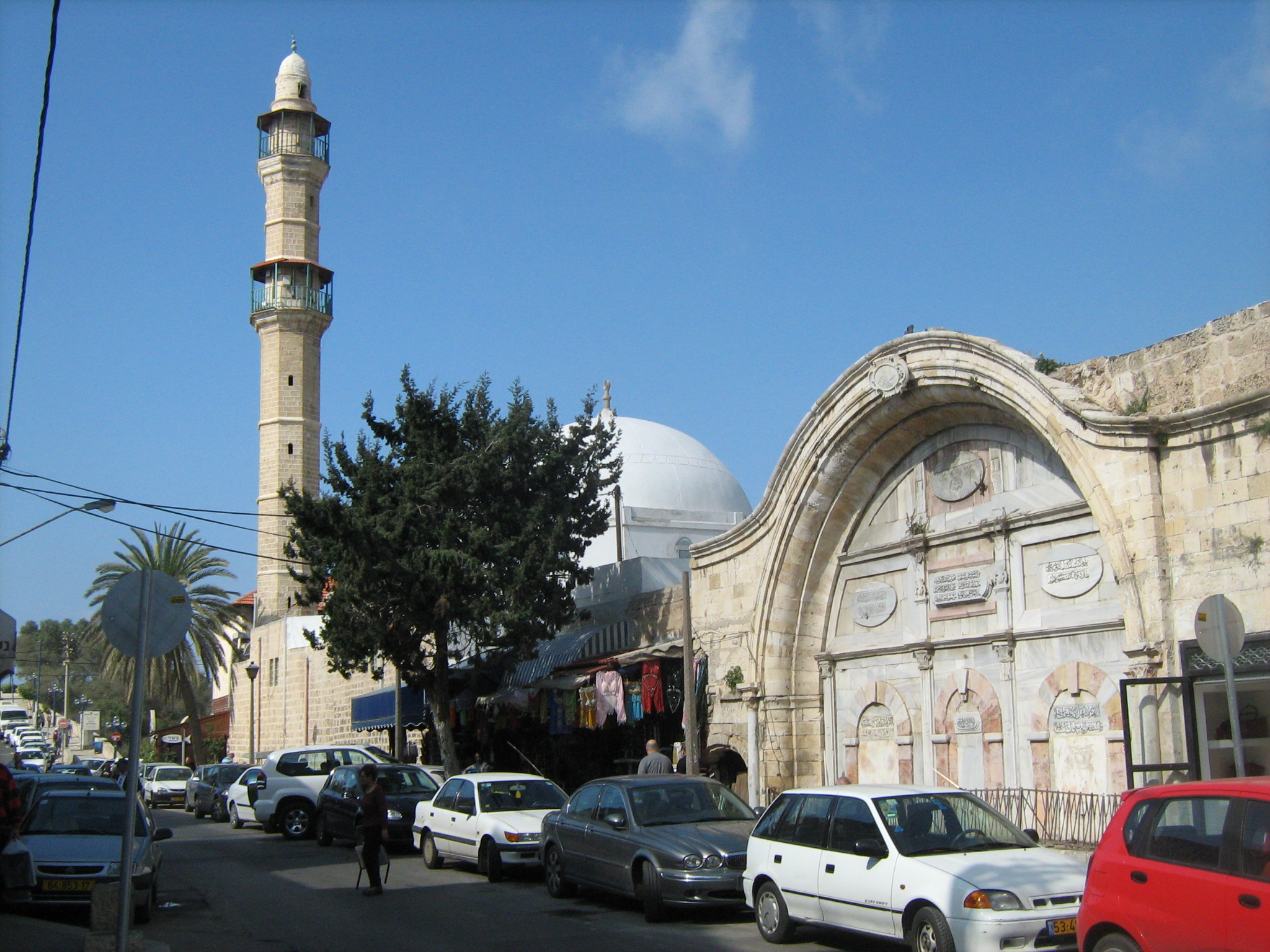

### مسجد سکسک

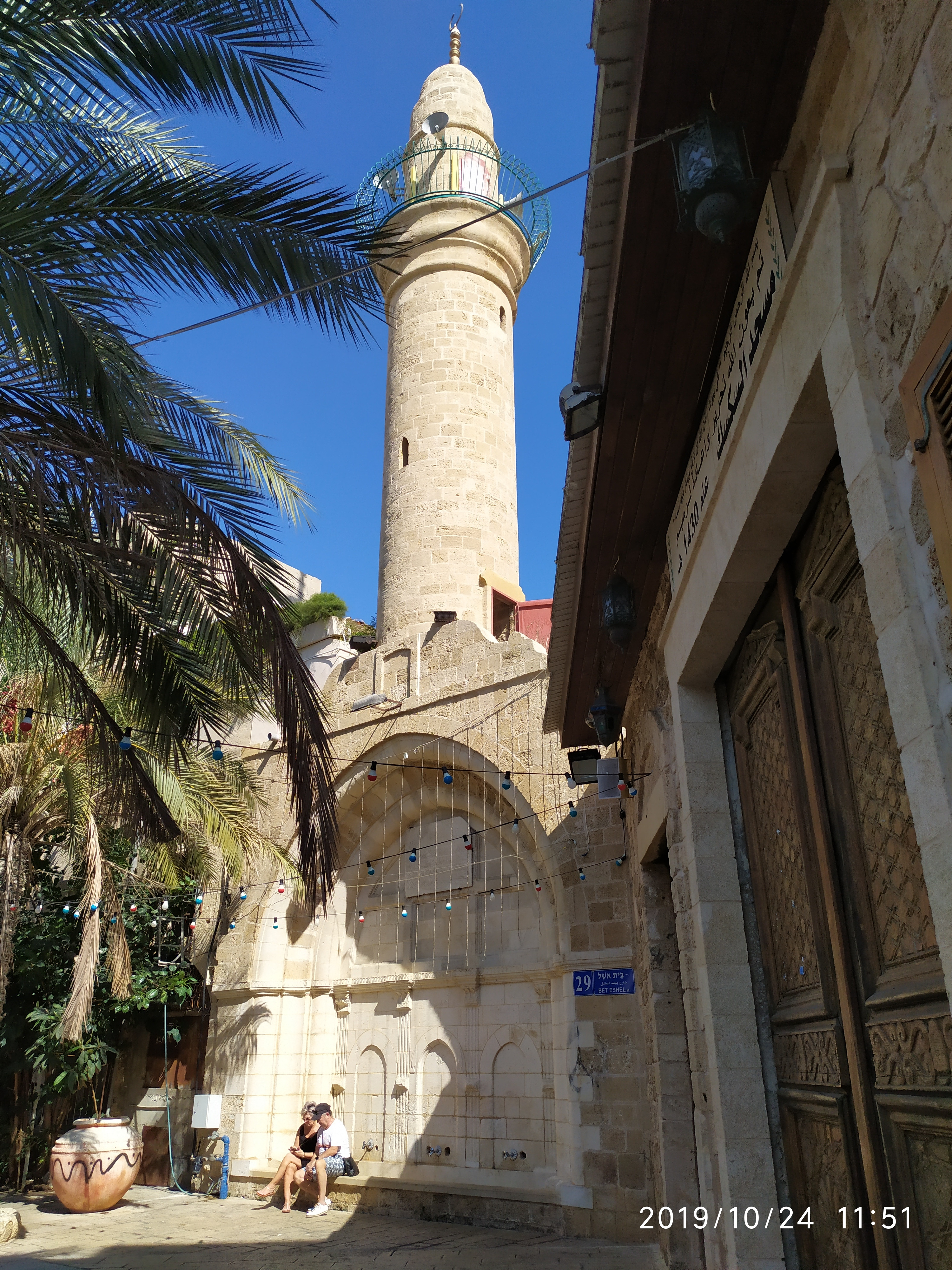
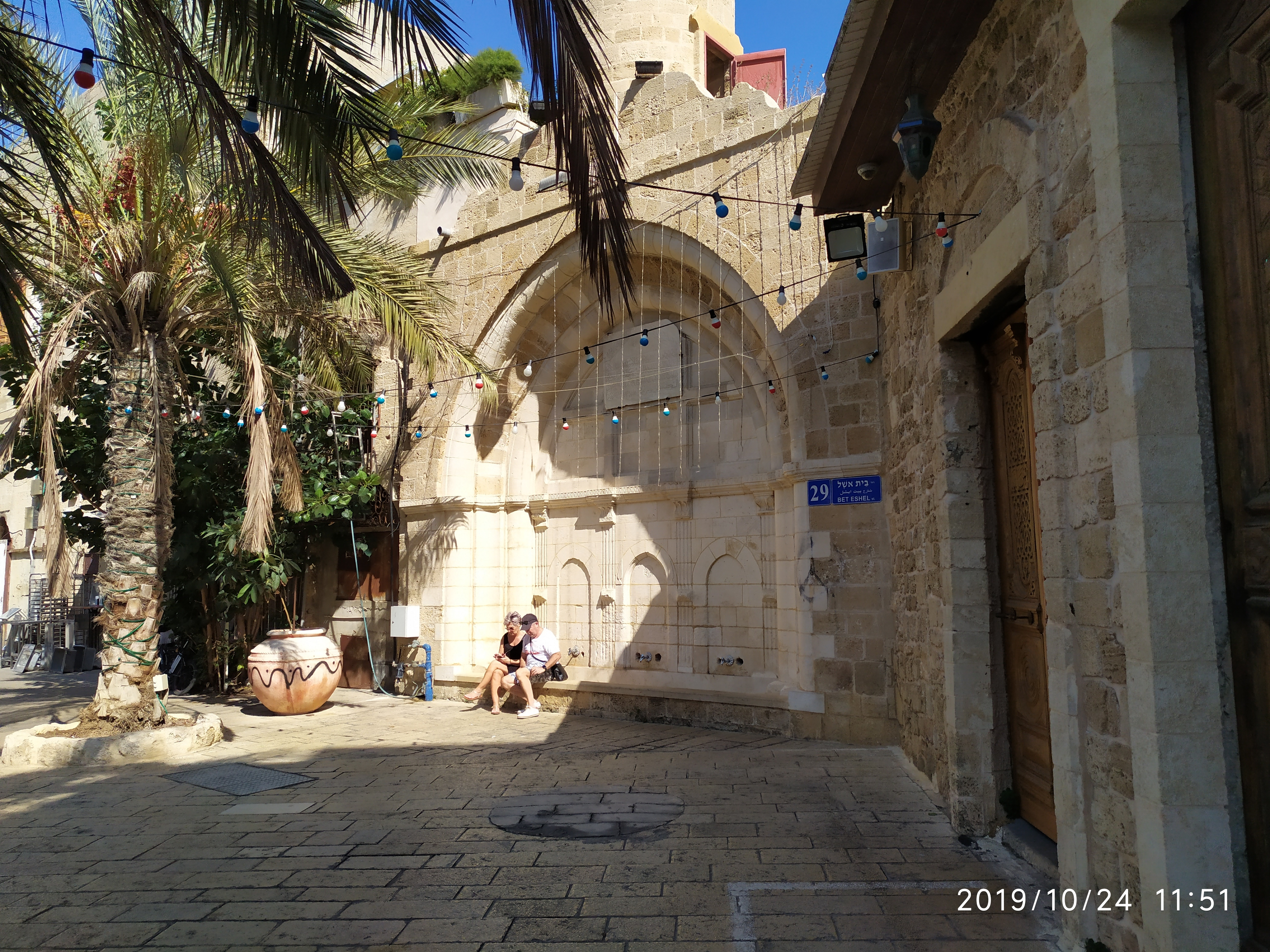
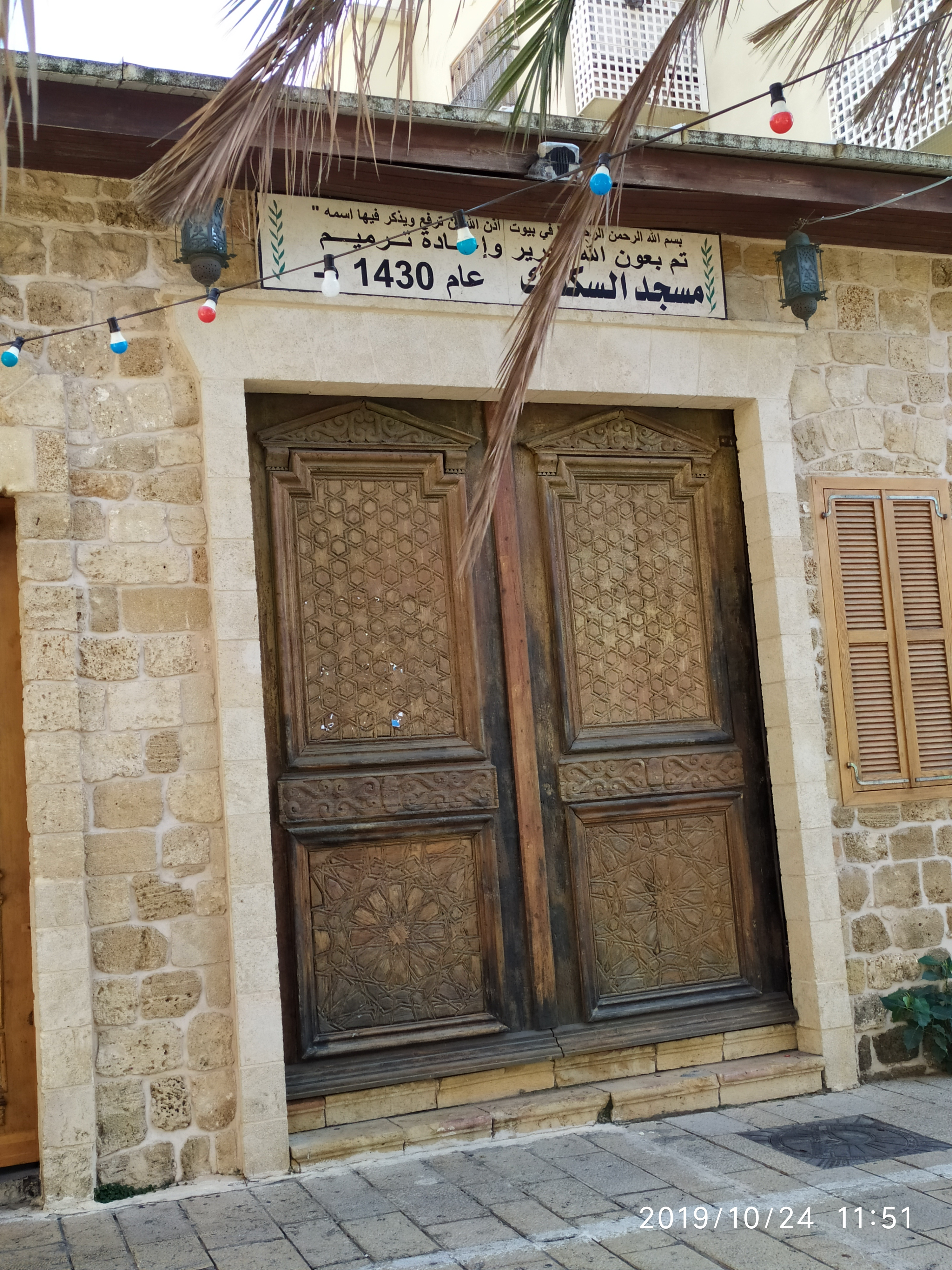

### ورزشگاه بلومفیلد
ورزشگاه بلومفیلد، ورزشگاه اصلی فوتبال شهر تل آویو-یافا، ورزشگاه دو تیم فوتبال تل آویو، تیم‌های هاپوئل تل آویو و مکابی تل آویو، و همین‌طور هر از چندگاهی میزبان بازی‌های تیم ملی فوتبال اسرائیل است.
این ورزشگاه در شهر یافا، در شرق «شهر قدیم» قرار دارد.
تاریخ این ورزشگاه به دهه ۱۹۲۰، و «ورزشگاه البصه»، که در شهر یافا برای میزبانی از مسابقات تیم «الشباب العربی» این شهر ساخته شده بود، بر میگردد.
بلافاصله بعد از تصرف یافا و پاک‌سازی قومی آن، دولت اسرائیل استادیوم را مصادره کرده و به شهرداری تل آویو واگذار کرد. شهرداری استادیوم را به اجاره «هستدروت»، سندیکای ملی کارگری اسرائیل داد. سندیکای «هستدروت»، نام استادیوم را به «استادیوم هاپوئل» (به معنای استادیوم کارگر) تغییر داد. در آن سال‌ها، استادیوم میزبان تیم هاپوئل تل آویو بود. در سال ۱۹۶۲، استادیوم البصه تخریب، و به جای آن، استادیوم ۲۲ هزار نفری جدیدی، با سرمایه اهدایی تجار کانادایی اهل مونترآل،‌ برنارد و لوویس بلومفیلد، ساخته شد. این ورزشگاه میزبان مسابقات جام ملت‌های آسیا ۱۹۶۴ بود.
در سال ۲۰۰۰، اجاره ورزشگاه تمام شد و به مالکیت شهرداری برگشت. از سال ۲۰۰۰ تا به امروز، چندین بار ورزشگاه بازسازی شده و بر ظرفیت آن اضافه شده است. 

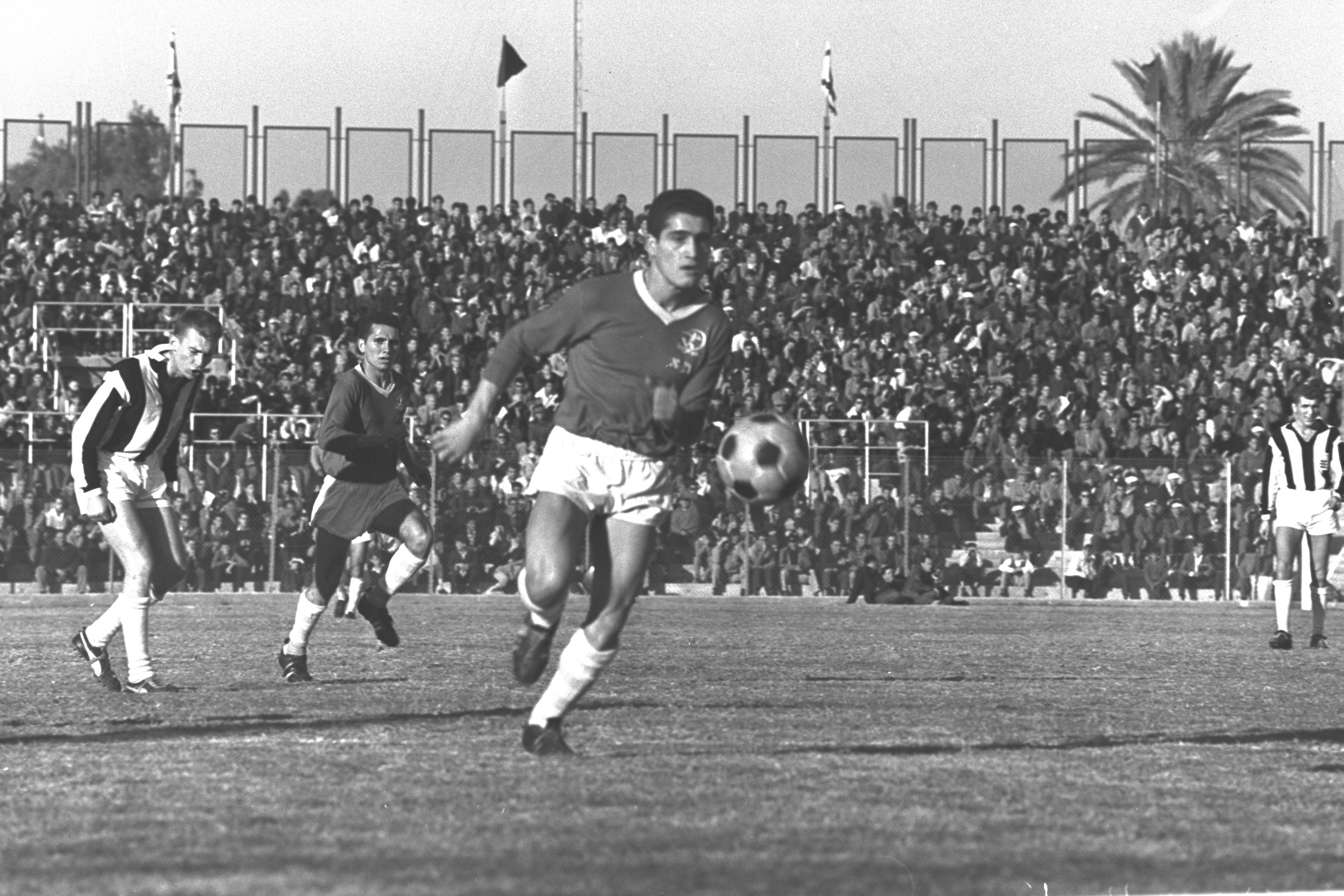
اولین بازی در ورزشگاه بلومفیلد در سال ۱۹۶۲
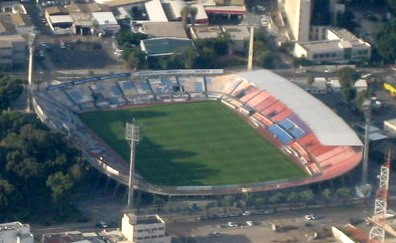
نمای هوایی ورزشگاه پیش از گسترش ظرفیت آن، سال ۲۰۰۶
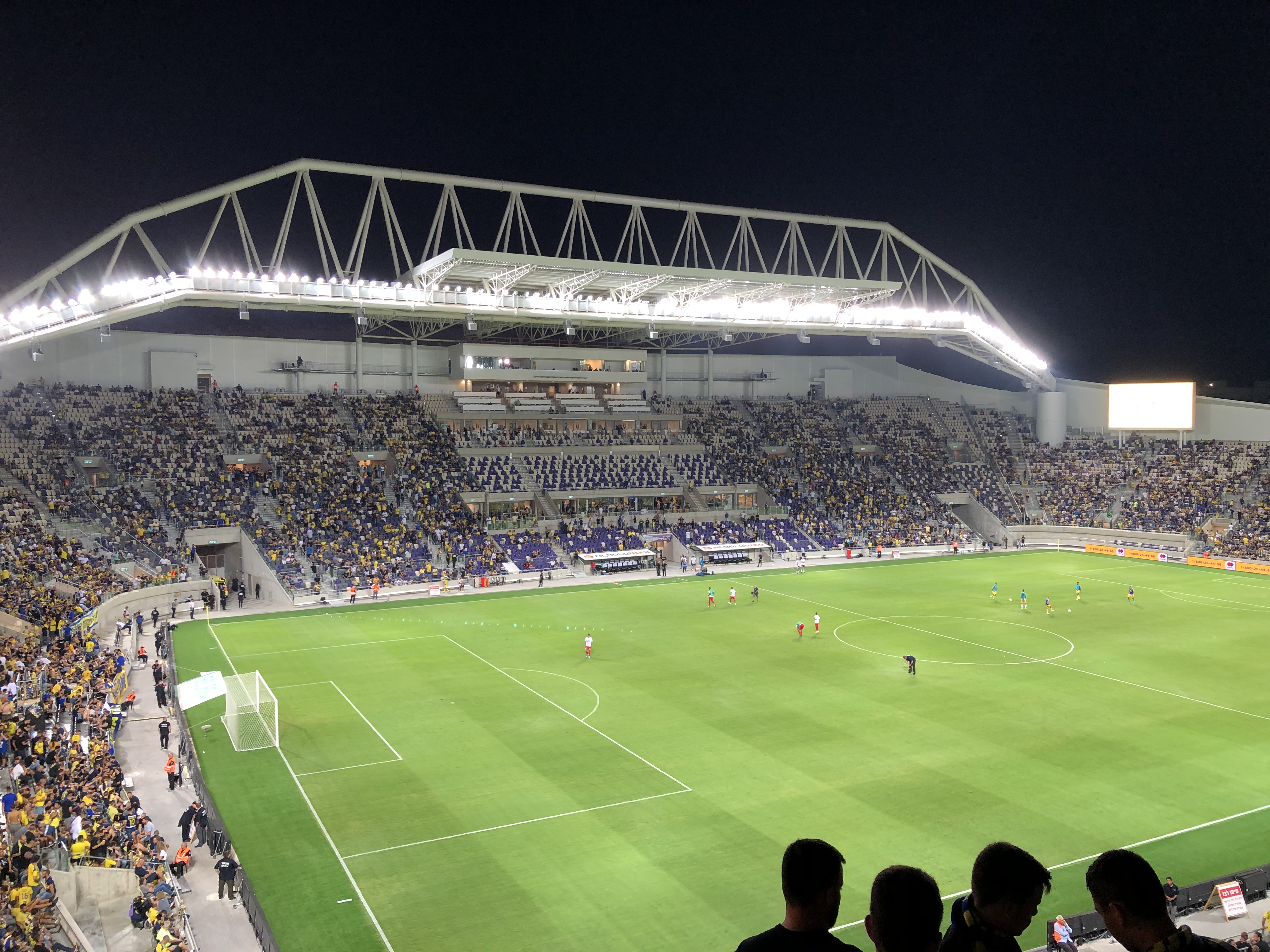
منظره ورزشگاه
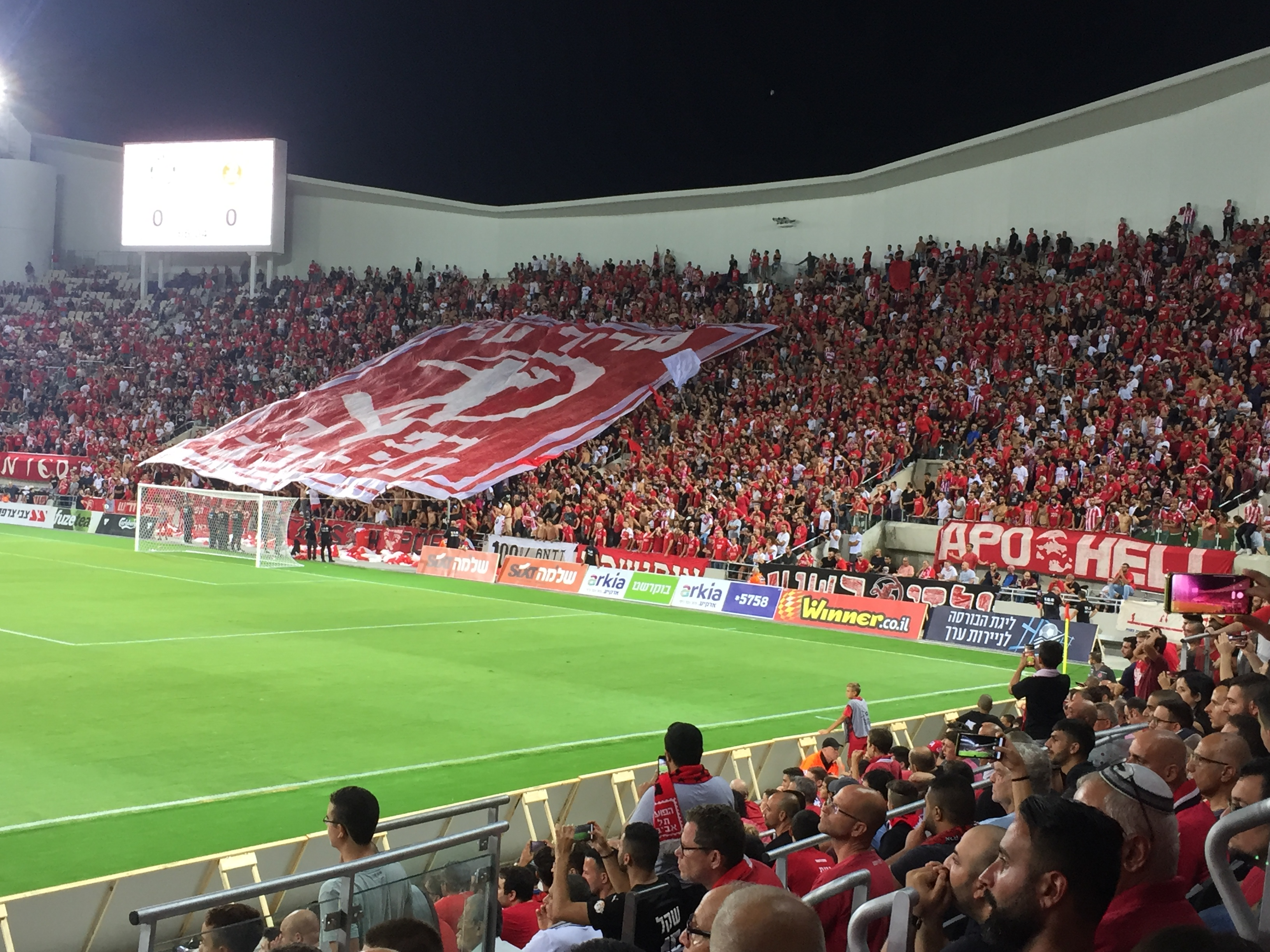
بازی تیم هاپوئل تل آویو
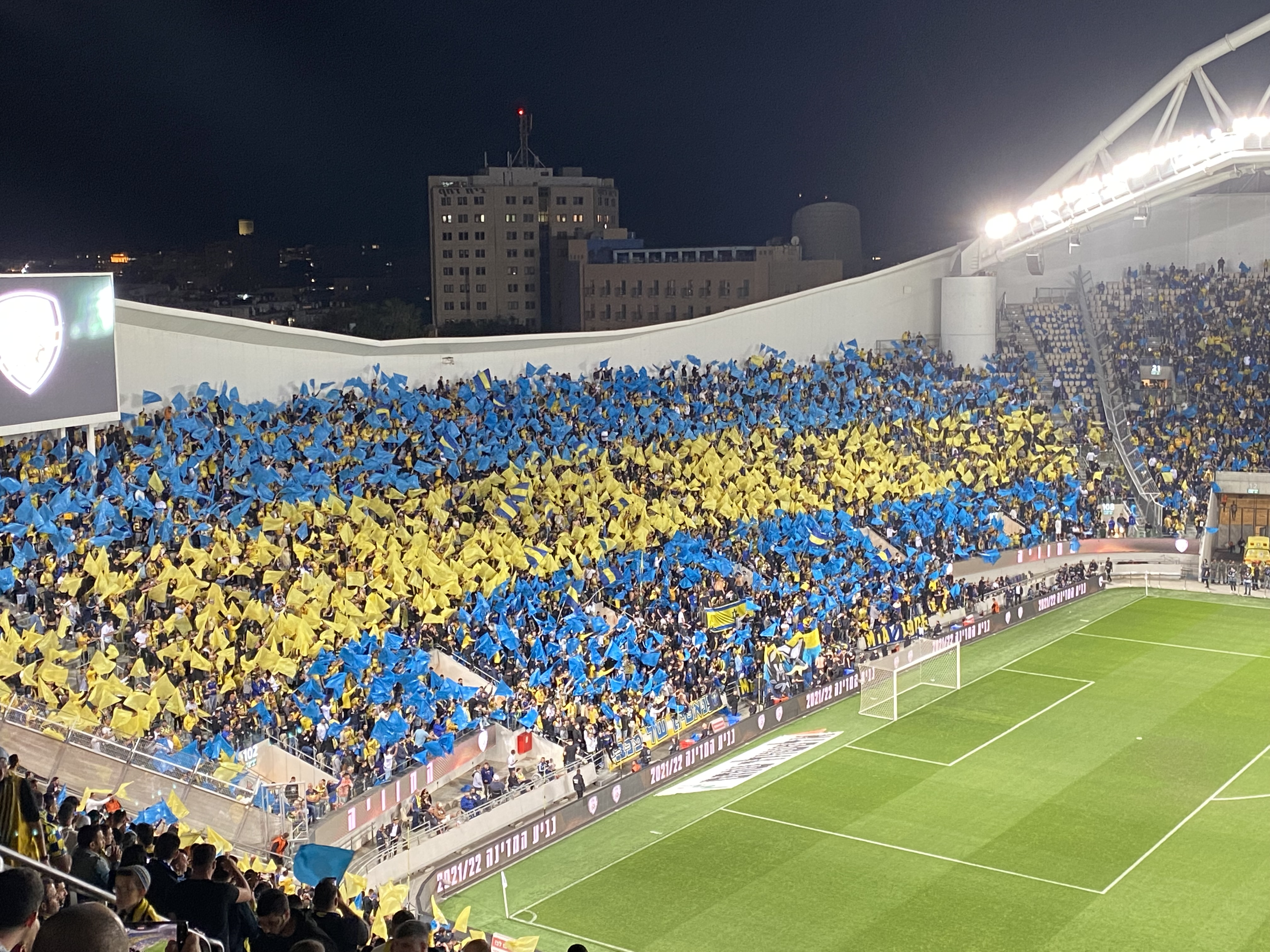
بازی تیم مکابی تل آویو

## ایرانیان در یافا
در دوران قاجار، یافا یکی از شهرهایی بوده است که حجاج ایرانی پس از سفر حج و برای زیارت اماکن اسلامی از آن عبور می کردند.